# Liste der olympischen Medaillengewinner aus der Sowjetunion
Diese Liste stellt die olympischen Medaillengewinner aus der Sowjetunion von 1952 bis 1988 dar.
Bei Sowjetbürgern, die nach Auflösung der Sowjetunion keine Russen wurden, ist deren heutige bzw. letzte Nationalität angegeben.

## Medaillenbilanz
Die Sportler aus der Sowjetunion mit dem olympischen Länderkürzel „URS“ errangen von 1952 bis 1988 1204 olympische Medaillen, unterteilt in 473 Gold-, 376 Silber- und 355 Bronzemedaillen.

### Olympische Sommerspiele
| Jahr | Team   | Gold | Silber | Bronze | Total |
| ---- | ------ | ---- | ------ | ------ | ----- |
| 1920 | —      | —    | —      | —      | —     |
| 1924 | —      | —    | —      | —      | —     |
| 1928 | —      | —    | —      | —      | —     |
| 1932 | —      | —    | —      | —      | —     |
| 1936 | —      | —    | —      | —      | —     |
| 1948 | —      | —    | —      | —      | —     |
| 1952 | URS    | 22   | 30     | 19     | 71    |
| 1956 | URS    | 37   | 29     | 32     | 98    |
| 1960 | URS    | 43   | 29     | 31     | 103   |
| 1964 | URS    | 30   | 31     | 35     | 96    |
| 1968 | URS    | 29   | 32     | 30     | 91    |
| 1972 | URS    | 50   | 27     | 22     | 99    |
| 1976 | URS    | 49   | 41     | 35     | 125   |
| 1980 | URS    | 80   | 69     | 46     | 195   |
| 1984 | —      | —    | —      | —      | —     |
| 1988 | URS    | 55   | 31     | 46     | 132   |
|      | Gesamt | 395  | 319    | 296    | 1010  |

Die Sowjetunion nahm neunmal an den Olympischen Sommerspielen teil. Die erste Teilnahme erfolgte 1952 in Helsinki, die letzte 1988 in Seoul. Siebenmal, während des Bestehens der Sowjetunion, in den Jahren von 1920 bis 1948 und 1984, nahmen keine sowjetischen Sportler an den Sommerspielen teil.

### Olympische Winterspiele
| Jahr | Team   | Gold | Silber | Bronze | Total |
| ---- | ------ | ---- | ------ | ------ | ----- |
| 1924 | —      | —    | —      | —      | —     |
| 1928 | —      | —    | —      | —      | —     |
| 1932 | —      | —    | —      | —      | —     |
| 1936 | —      | —    | —      | —      | —     |
| 1948 | —      | —    | —      | —      | —     |
| 1952 | —      | —    | —      | —      | —     |
| 1956 | URS    | 7    | 3      | 6      | 16    |
| 1960 | URS    | 7    | 5      | 9      | 21    |
| 1964 | URS    | 11   | 8      | 6      | 25    |
| 1968 | URS    | 5    | 5      | 3      | 13    |
| 1972 | URS    | 8    | 5      | 3      | 16    |
| 1976 | URS    | 13   | 6      | 8      | 27    |
| 1980 | URS    | 10   | 6      | 6      | 22    |
| 1984 | URS    | 6    | 10     | 9      | 25    |
| 1988 | URS    | 11   | 9      | 9      | 29    |
| 1992 | GUS    | 9    | 6      | 8      | 23    |
|      | Gesamt | 78   | 57     | 59     | 194   |

Die Sowjetunion nahm neunmal an den Olympischen Winterspielen teil. Die erste Teilnahme erfolgte 1956 in Cortina d’Ampezzo, die letzte 1988 in Calgary. Sechsmal, in den Jahren 1924 bis 1952, nahmen keine sowjetischen Sportler an den Winterspielen teil.
 Mit gezählt wurden hier auch die Medaillen von 1992, die von der Gemeinschaft Unabhängiger Staaten gewonnen wurden.
Siehe auch: olympische Medaillengewinner Russlands.

## Medaillengewinner

### A
- Sagalaw Abdulbekow, Ringen (1-0-0) (→ nach 1992: )
München 1972: Gold, Freistil Federgewicht, Herren
- Wiktor Aboimow, Schwimmen (0-1-1) (→ nach 1992: )
München 1972: Silber, 4 × 100 m Freistil, Herren
München 1972: Bronze, 4 × 200 m Freistil, Herren
- Saipulla Absaidow, Ringen (1-0-0) (→ nach 1992: )
Moskau 1980: Gold, Freistil Leichtgewicht, Herren
- Alexander Abuschachmetow, Fechten (0-0-1) (→ nach 1992: )
Moskau 1980: Bronze, Degen Mannschaft, Herren
- Magomedgassan Abuschew, Ringen (1-0-0) (→ nach 1992: )
Moskau 1980: Gold, Freistil Federgewicht, Herren
- Igor Achremtschik, Rudern (0-0-1) (→ nach 1992: )
Rom 1960: Bronze, Vierer ohne Steuermann, Herren
- Alexander Aksinin, Leichtathletik (1-0-1) (→ nach 1992: )
Montreal 1976: Bronze, 4 × 100 m, Herren
Moskau 1980: Gold, 4 × 100 m, Herren
- Ljudmila Aksjonowa, Leichtathletik (0-0-1) (→ nach 1992: )
Montreal 1976: Bronze, 4 × 400 m, Damen
- Wladyslaw Akymenko, Segeln (0-1-0) (→ nach 1992: )
Montreal 1976: Silber, Tempest, Herren
- Arsen Alachwerdijew, Ringen (0-1-0) (→ nach 1992: )
München 1972: Silber, Freistil Fliegengewicht, Herren
- Anatoli Albul, Ringen (0-0-1) (→ nach 1992: )
Rom 1960: Bronze, Freistil Halbschwergewicht, Herren
- Uladsimir Alejnik, Wasserspringen (0-1-1) (→ nach 1992: )
Montreal 1976: Bronze, Turmspringen, Herren
Moskau 1980: Silber, Turmspringen, Herren
- Wladimir Alexandrow, Bobsport (0-0-1) (→ nach 1992: )
Sarajevo 1984: Bronze, Zweierbob, Herren
- Wassili Alexejew, Gewichtheben (2-0-0) (→ nach 1992: )
München 1972: Gold, Superschwergewicht, Herren
Montreal 1976: Gold, Superschwergewicht, Herren
- Galina Alexejewa, Wasserspringen (0-0-1) (→ nach 1992: )
Tokio 1964: Bronze, Turmspringen, Damen
- Lidija Alfejewa, Leichtathletik (0-0-1) (→ nach 1992: )
Montreal 1976: Bronze, Weitsprung, Damen
- Wladimir Alikin, Biathlon (1-1-0) (→ nach 1992: )
Lake Placid 1980: Silber, 10 km, Herren
Lake Placid 1980: Gold, 4 × 7,5 km, Herren
- Anatoli Aljabjew, Biathlon (2-0-1) (→ nach 1992: )
Lake Placid 1980: Bronze, 10 km, Herren
Lake Placid 1980: Gold, 20 km, Herren
Lake Placid 1980: Gold, 4 × 7,5 km, Herren
- Mikalaj Aljochin, Fechten (1-0-0) (→ nach 1992: )
Moskau 1980: Gold, Säbel Mannschaft, Herren
- Andrei Alschan, Fechten (0-1-0) (→ nach 1992: )
Seoul 1988: Silber, Säbel Mannschaft, Herren
- Ingrīda Amantova, Rodeln (0-0-1) (→ nach 1992: )
Lake Placid 1980: Bronze, Einsitzer, Damen
- Slawa Amiragow, Rudern (0-1-0) (→ nach 1992: )
Helsinki 1952: Silber, Achter, Herren
- Sinaida Amossowa, Ski Nordisch (1-0-0) (→ nach 1992: )
Innsbruck 1976: Gold, 4 × 5 km, Damen
- Soslan Andijew, Ringen (2-0-0) (→ nach 1992: )
Montreal 1976: Gold, Freistil Superschwergewicht, Herren
Moskau 1980: Gold, Freistil Superschwergewicht, Herren
- Boris Andrejew, Schießen (0-1-1) (→ nach 1992: )
Helsinki 1952: Bronze, Kleinkaliber Dreistellungskampf, Herren
Helsinki 1952: Silber, Kleinkaliber liegend, Herren
- Nikolai Andrianow, Turnen (7-5-3) (→ nach 1992: )
München 1972: Silber, Mannschaftsmehrkampf, Herren
München 1972: Gold, Boden, Herren
München 1972: Bronze, Sprung, Herren
Montreal 1976: Gold, Einzelmehrkampf, Herren
Montreal 1976: Silber, Mannschaftsmehrkampf, Herren
Montreal 1976: Silber, Barren, Herren
Montreal 1976: Gold, Boden, Herren
Montreal 1976: Gold, Pferdsprung, Herren
Montreal 1976: Gold, Ringe, Herren
Montreal 1976: Bronze, Seitpferd, Herren
Moskau 1980: Silber, Einzelmehrkampf, Herren
Moskau 1980: Gold, Mannschaftsmehrkampf, Herren
Moskau 1980: Silber, Boden, Herren
Moskau 1980: Gold, Pferdsprung, Herren
Moskau 1980: Bronze, Reck, Herren
- Nikolai Anikin, Ski Nordisch (1-0-2) (→ nach 1992: )
Cortina d’Ampezzo 1956: Gold, 4 × 10 km, Herren
Squaw Valley 1960: Bronze, 30 km, Herren
Squaw Valley 1960: Bronze, 4 × 10 km, Herren
- Tatjana Anissimowa, Leichtathletik (0-1-0) (→ nach 1992: )
Montreal 1976: Silber, 100 m Hürden, Damen
- Wera Anissimowa, Leichtathletik (0-1-1) (→ nach 1992: )
Montreal 1976: Bronze, 4 × 100 m, Damen
Moskau 1980: Silber, 4 × 100 m, Damen
- Jelena Antonowa, Rudern (0-0-1) (→ nach 1992: )
Montreal 1976: Bronze, Einer, Damen
- Ants Antson, Eisschnelllauf (1-0-0) (→ nach 1992: )
Innsbruck 1964: Gold, 1500 m, Herren
- Alexander Anufrijew, Leichtathletik (0-0-1) (→ nach 1992: )
Helsinki 1952: Bronze, 10.000 m, Herren
- Wladimir Apziauri, Fechten (1-0-0) (→ nach 1992: )
Seoul 1988: Gold, Florett Mannschaft, Herren
- Magomed Arakilow, Ringen (1-0-0) (→ nach 1992: )
Moskau 1980: Gold, Freistil Mittelgewicht, Herren
- Wassyl Archypenko, Leichtathletik (0-1-0) (→ nach 1992: )
Moskau 1980: Silber, 400 m Hürden, Herren
- Raul Arnemann, Rudern (0-0-1) (→ nach 1992: )
Montreal 1976: Bronze, Vierer ohne Steuermann, Herren
- Israil Arsamakow, Gewichtheben (1-0-0) (→ nach 1992: )
Seoul 1988: Gold, Leichtschwergewicht, Herren
- Jewgeni Arschanow, Leichtathletik (0-1-0) (→ nach 1992: )
München 1972: Silber, 800 m, Herren
- Wladimir Artjomow, Turnen (4-1-0) (→ nach 1992: )
Seoul 1988: Gold, Einzelmehrkampf, Herren
Seoul 1988: Gold, Mannschaftsmehrkampf, Herren
Seoul 1988: Gold, Barren, Herren
Seoul 1988: Silber, Boden, Herren
Seoul 1988: Gold, Reck, Herren
- Albert Asarjan, Turnen (3-1-0) (→ nach 1992: )
Melbourne 1956: Gold, Mannschaftsmehrkampf, Herren
Melbourne 1956: Gold, Ringe, Herren
Rom 1960: Silber, Mannschaftsmehrkampf, Herren
Rom 1960: Gold, Ringe, Herren
- Eduard Asarjan, Turnen (1-0-0) (→ nach 1992: )
Moskau 1980: Gold, Mannschaftsmehrkampf, Herren
- Ruslan Aschuralijew, Ringen (0-0-1) (→ nach 1992: )
München 1972: Bronze, Freistil Leichtgewicht, Herren
- Wiktor Asmajew, Reiten (1-0-0) (→ nach 1992: )
Moskau 1980: Gold, Springreiten Mannschaft
- Nugsar Assatiani, Fechten (1-0-0) (→ nach 1992: )
Tokio 1964: Gold, Säbel Mannschaft, Herren
- Polina Astachowa, Turnen (5-2-3) (→ nach 1992: )
Melbourne 1956: Gold, Mannschaftsmehrkampf, Damen
Melbourne 1956: Bronze, Gruppen-Gymnastik, Damen
Rom 1960: Bronze, Einzelmehrkampf, Damen
Rom 1960: Gold, Mannschaftsmehrkampf, Damen
Rom 1960: Silber, Boden, Damen
Rom 1960: Gold, Stufenbarren, Damen
Tokio 1964: Bronze, Einzelmehrkampf, Damen
Tokio 1964: Gold, Mannschaftsmehrkampf, Damen
Tokio 1964: Silber, Boden, Damen
Tokio 1964: Gold, Stufenbarren, Damen
- Rita Atschkina, Ski Nordisch (0-0-1) (→ nach 1992: )
Innsbruck 1968: Bronze, 3 × 5 km, Damen
- Rein Aun, Leichtathletik (0-1-0) (→ nach 1992: )
Tokio 1964: Silber, Zehnkampf, Herren
- Hennadij Awdjejenko, Leichtathletik (1-0-0) (→ nach 1992: )
Seoul 1988: Gold, Hochsprung, Herren
- Tatjana Awerina, Eisschnelllauf (2-0-2) (→ nach 1992: )
Innsbruck 1976: Bronze, 500 m, Damen
Innsbruck 1976: Gold, 1000 m, Damen
Innsbruck 1976: Bronze, 1500 m, Damen
Innsbruck 1976: Gold, 3000 m, Damen
- Mykola Awilow, Leichtathletik (1-0-1) (→ nach 1992: )
München 1972: Gold, Zehnkampf, Herren
Montreal 1976: Bronze, Zehnkampf, Herren
- Hennadij Awramenko, Schießen (0-0-1) (→ nach 1992: )
Seoul 1988: Bronze, Kleinkaliber laufende Scheibe, Herren

### B
- Swetlana Babanina, Schwimmen (0-0-2) (→ nach 1992: )
Tokio 1964: Bronze, 200 m Brust, Damen
Tokio 1964: Bronze, 4 × 100 m Lagen, Damen
- Antanas Bagdonavičius, Rudern (0-1-1) (→ nach 1992: )
Rom 1960: Silber, Zweier mit Steuermann, Herren
Mexiko-Stadt 1968: Bronze, Achter, Herren
- Jelisaweta Bagrjanzewa, Leichtathletik (0-1-0) (→ nach 1992: )
Helsinki 1952: Silber, Diskuswurf, Damen
- Swjatlana Bahinskaja, Turnen (2-1-1) (→ nach 1992: )
Seoul 1988: Bronze, Einzelmehrkampf, Damen
Seoul 1988: Gold, Mannschaftsmehrkampf, Damen
Seoul 1988: Silber, Boden, Damen
Seoul 1988: Gold, Pferdsprung, Damen
- Laima Baikauskaite, Leichtathletik (0-1-0) (→ nach 1992: )
Seoul 1988: Silber, 1500 m, Damen
- Swjatlana Baitawa, Turnen (1-0-0) (→ nach 1992: )
Seoul 1988: Gold, Mannschaftsmehrkampf, Damen
- Wladimir Bakulin, Ringen (0-1-0) (→ nach 1992: )
Mexiko-Stadt 1968: Silber, gr.-röm. Fliegengewicht, Herren
- Andrei Balaschow, Segeln (0-1-1) (→ nach 1992: )
Montreal 1976: Silber, Finn-Dinghy, Herren
Moskau 1980: Bronze, Finn-Dinghy, Herren
- Wachtang Balawadse, Ringen (0-0-1) (→ nach 1992: )
Melbourne 1956: Bronze, Freistil Weltergewicht, Herren
- Nikolai Balboschin, Ringen (1-0-0) (→ nach 1992: )
Montreal 1976: Gold, gr.-röm. Schwergewicht, Herren
- Nina Baldytschewa, Ski Nordisch (1-1-1) (→ nach 1992: )
Innsbruck 1976: Bronze, 5 km, Damen
Innsbruck 1976: Gold, 4 × 5 km, Damen
Lake Placid 1980: Silber, 4 × 5 km, Damen
- Wilikton Barannikow, Boxen (0-1-0) (→ nach 1992: )
Tokio 1964: Silber, Leichtgewicht, Herren
- Jewgeni Barbakow, Rudern (0-1-0) (→ nach 1992: )
Moskau 1980: Silber, Doppelvierer, Herren
- Juri Barinow, Radsport (0-0-1) (→ nach 1992: )
Moskau 1980: Bronze, Straße, Herren
- Wladimir Barnaschow, Biathlon (1-0-0) (→ nach 1992: )
Lake Placid 1980: Gold, 4 × 7,5 km, Herren
- Leonid Bartenjew, Leichtathletik (0-2-0) (→ nach 1992: )
Melbourne 1956: Silber, 4 × 100 m, Herren
Rom 1960: Silber, 4 × 100 m, Herren
- Alexander Baryschnikow, Leichtathletik (0-1-1) (→ nach 1992: )
Montreal 1976: Bronze, Kugelstoßen, Herren
Moskau 1980: Silber, Kugelstoßen, Herren
- Iurie Bașcatov, Schwimmen (0-1-0) (→ nach 1992: )
Seoul 1988: Silber, 4 × 100 m Freistil, Herren
- Wiktor Baschenow, Fechten (0-1-0) (→ nach 1992: )
München 1972: Silber, Säbel Mannschaft, Herren
- Nikolai Baschukow, Ski Nordisch (1-0-1) (→ nach 1992: )
Innsbruck 1976: Gold, 15 km, Herren
Innsbruck 1976: Bronze, 4 × 10 km, Herren
Lake Placid 1980: Gold, 4 × 10 km, Herren
- Ihar Bassinski, Schießen (0-0-1) (→ nach 1992: )
Seoul 1988: Bronze, Freie Pistole, Herren
- Oleksandr Batjuk, Ski Nordisch (0-1-0) (→ nach 1992: )
Sarajevo 1984: Silber, 4 × 10 km, Herren
- Juri Batschurow, Rudern (0-0-1) (→ nach 1992: )
Rom 1960: Bronze, Vierer ohne Steuermann, Herren
- Dmitri Bechterew, Rudern (0-1-0) (→ nach 1992: )
Montreal 1976: Silber, Zweier mit Steuermann, Herren
- Irina Begljakowa, Leichtathletik (0-1-0) (→ nach 1992: )
Melbourne 1956: Silber, Diskuswurf, Damen
- Arnold Belgardt, Radsport (0-0-1) (→ nach 1992: )
Rom 1960: Bronze, 4000 m Mannschaftsverfolgung, Herren
- Semjon Beliz-Geiman, Schwimmen (0-1-1) (→ nach 1992: )
Mexiko-Stadt 1968: Silber, 4 × 100 m Freistil, Herren
Mexiko-Stadt 1968: Bronze, 4 × 200 m Freistil, Herren
- Jewgeni Beljajew, Ski Nordisch (1-1-1) (→ nach 1992: )
Innsbruck 1976: Silber, 15 km, Herren
Innsbruck 1976: Bronze, 4 × 10 km, Herren
Lake Placid 1980: Gold, 4 × 10 km, Herren
- Wladimir Beljajew, Gewichtheben (0-1-0) (→ nach 1992: )
Mexiko-Stadt 1968: Silber, Leichtschwergewicht, Herren
- Alexander Beljakow, Rennrodeln (0-1-0) (→ nach 1992: )
Sarajevo 1984: Silber, Zweisitzer, Herren
- Wladimir Beljakow, Turnen (1-0-0) (→ nach 1992: )
Helsinki 1952: Gold, Mannschaftsmehrkampf, Herren
- Anatoli Beloglasow, Ringen (1-0-0) (→ nach 1992: )
Moskau 1980: Gold, Freistil Fliegengewicht, Herren
- Sergei Beloglasow, Ringen (2-0-0) (→ nach 1992: )
Moskau 1980: Gold, Freistil Bantamgewicht, Herren
Seoul 1988: Bronze, Freistil Bantamgewicht, Herren
- Jewgeni Beloussow, Rennrodeln (0-1-0) (→ nach 1992: )
Sarajevo 1984: Silber, Zweisitzer, Herren
- Wladimir Beloussow, Ski Nordisch (1-0-0) (→ nach 1992: )
Innsbruck 1968: Gold, Skispringen Großschanze, Herren
- Ljudmila Beloussowa, Eiskunstlauf (2-0-0) (→ nach 1992: )
Innsbruck 1964: Gold, Paare
Grenoble 1968: Gold, Paare
- Nikolai Below, Ringen (0-0-1) (→ nach 1992: )
Helsinki 1952: Bronze, gr.-röm. Mittelgewicht, Herren
- Jelena Belowa, Fechten (1-0-0) (→ nach 1992: )
München 1972: Gold, Florett Mannschaft, Damen
- Iossif Berdijew, Turnen (1-0-0) (→ nach 1992: )
Helsinki 1952: Gold, Mannschaftsmehrkampf, Herren
- Alexander Berkutow, Rudern (1-1-0) (→ nach 1992: )
Melbourne 1956: Gold, Doppelzweier, Herren
Rom 1960: Silber, Doppelzweier, Herren
- Juris Bērziņš, Rudern (0-1-0) (→ nach 1992: )
Moskau 1980: Silber, Vierer mit Steuermann, Herren
- Nadeschda Besfamilnaja, Leichtathletik (0-0-1) (→ nach 1992: )
Montreal 1976: Bronze, 4 × 100 m, Damen
- Alimbeg Bestajew, Ringen (0-0-1) (→ nach 1992: )
Melbourne 1956: Bronze, Freistil Leichtgewicht, Herren
- Natalja Bestemjanowa, Eiskunstlauf (1-1-0) (→ nach 1992: )
Sarajevo 1984: Silber, Eistanz
Calgary 1988: Gold, Eistanz
- Dmitri Bilosertschew, Turnen (3-0-1) (→ nach 1992: )
Seoul 1988: Bronze, Einzelmehrkampf, Herren
Seoul 1988: Gold, Mannschaftsmehrkampf, Herren
Seoul 1988: Gold, Ringe, Herren
Seoul 1988: Gold, Seitpferd, Herren
- Iwan Bjakow, Biathlon (2-0-0) (→ nach 1992: )
Sapporo 1972: Gold, 4 × 7,5 km, Herren
Sapporo 1972: Gold, 4 × 7,5 km, Herren
- Iwan Bjeljajew, Leichtathletik (0-0-1) (→ nach 1992: )
Tokio 1964: Bronze, 3000 m Hindernis, Herren
- Wachtang Blagidse, Ringen (1-0-0) (→ nach 1992: )
Moskau 1980: Gold, gr.-röm. Fliegengewicht, Herren
- Alexander Blinow, Reiten (1-1-0) (→ nach 1992: )
Moskau 1980: Gold, Vielseitigkeit Mannschaft
Moskau 1980: Silber, Vielseitigkeit Einzel
- Imants Bodnieks, Radsport (0-1-0) (→ nach 1992: )
Tokio 1964: Silber, Tandem, Herren
- Anatoli Bogdanow, Schießen (2-0-0) (→ nach 1992: )
Helsinki 1952: Gold, Freies Gewehr Dreistellungskampf, Herren
Melbourne 1956: Gold, Kleinkaliber Dreistellungskampf, Herren
- Andrei Bogdanow, Schwimmen (0-1-0) (→ nach 1992: )
Montreal 1976: Silber, 4 × 200 m Freistil, Herren
- Leonid Bogdanow, Fechten (0-0-1) (→ nach 1992: )
Melbourne 1956: Bronze, Säbel Mannschaft, Herren
- Julija Bogdanowa, Schwimmen (0-0-1) (→ nach 1992: )
Moskau 1980: Bronze, 200 m Brust, Damen
- Fjodor Bogdanowski, Gewichtheben (1-0-0) (→ nach 1992: )
Melbourne 1956: Gold, Mittelgewicht, Herren
- Ārons Bogoļubovs, Judo (0-0-1) (→ nach 1992: )
Tokio 1964: Bronze, Leichtgewicht, Herren
- Iwan Bohdan, Ringen (1-0-0) (→ nach 1992: )
Rom 1960: Gold, gr.-röm. Schwergewicht, Herren
- Klawdija Bojarskich, Ski Nordisch (3-0-0) (→ nach 1992: )
Innsbruck 1964: Gold, 5 km, Damen
Innsbruck 1964: Gold, 10 km, Damen
Innsbruck 1964: Gold, 3 × 5 km, Damen
- Pjotr Bolotnikow, Leichtathletik (1-0-0) (→ nach 1992: )
Rom 1960: Gold, 10.000 m, Herren
- Olga Bondarenko, Leichtathletik (1-0-0) (→ nach 1992: )
Seoul 1988: Gold, 10.000 m, Damen
- Anatolij Bondartschuk, Leichtathletik (1-0-1) (→ nach 1992: )
München 1972: Gold, Hammerwurf, Herren
Montreal 1976: Bronze, Hammerwurf, Herren
- Walentin Boreiko, Rudern (1-0-0) (→ nach 1992: )
Rom 1960: Gold, Zweier ohne Steuermann, Herren
- Igor Borissow, Rudern (0-1-0) (→ nach 1992: )
Helsinki 1952: Silber, Achter, Herren
- Wassili Borissow, Schießen (1-1-1) (→ nach 1992: )
Melbourne 1956: Silber, Kleinkaliber liegend, Herren
Melbourne 1956: Gold, Freies Gewehr Dreistellungskampf, Herren
Rom 1960: Bronze, Freies Gewehr Dreistellungskampf, Herren
- Walerij Borsow, Leichtathletik (2-1-2) (→ nach 1992: )
München 1972: Gold, 100 m, Herren
München 1972: Gold, 200 m, Herren
München 1972: Silber, 4 × 100 m, Herren
Montreal 1976: Bronze, 100 m, Herren
Montreal 1976: Bronze, 4 × 100 m, Herren
- Oleg Boschjew, Eisschnelllauf (0-0-1) (→ nach 1992: )
Sarajevo 1984: Bronze, 1500 m, Herren
- Grazian Botew, Kanu (1-1-0) (→ nach 1992: )
Melbourne 1956: Silber, Zweier-Canadier 1000 m, Herren
Melbourne 1956: Gold, Zweier-Canadier 10.000 m, Herren
- Nina Botscharowa, Turnen (2-2-0) (→ nach 1992: )
Helsinki 1952: Silber, Einzelmehrkampf, Damen
Helsinki 1952: Gold, Mannschaftsmehrkampf, Damen
Helsinki 1952: Gold, Stufenbarren, Damen
Helsinki 1952: Silber, Gruppen-Gymnastik, Damen
- Natalja Botschina, Leichtathletik (0-2-0) (→ nach 1992: )
Moskau 1980: Silber, 200 m, Damen
Moskau 1980: Silber, 4 × 100 m, Damen
- Ljudmila Bragina, Leichtathletik (1-0-0) (→ nach 1992: )
München 1972: Gold, 1500 m, Damen
- Jewgeni Brago, Rudern (0-1-0) (→ nach 1992: )
Helsinki 1952: Silber, Achter, Herren
- Vytautas Briedis, Rudern (0-0-1) (→ nach 1992: )
Mexiko-Stadt 1968: Bronze, Achter, Herren
- Mira Brjunina, Rudern (0-1-0) (→ nach 1992: )
Montreal 1976: Silber, Doppelvierer mit Steuerfrau, Damen
- Waleri Brumel, Leichtathletik (1-1-0) (→ nach 1992: )
Rom 1960: Silber, Hochsprung, Herren
Tokio 1964: Gold, Hochsprung, Herren
- Wiktor Bryshin, Leichtathletik (1-0-0) (→ nach 1992: )
Seoul 1988: Gold, 4 × 100 m, Herren
- Olha Bryshina, Leichtathletik (2-0-0) (→ nach 1992: )
Seoul 1988: Gold, 400 m, Damen
Seoul 1988: Gold, 4 × 400 m, Damen
- Serhij Bubka, Leichtathletik (1-0-0) (→ nach 1992: )
Seoul 1988: Gold, Stabhochsprung, Herren
- Gennadi Bucharin, Kanu (0-0-2) (→ nach 1992: )
Melbourne 1956: Bronze, Einer-Canadier 1000 m, Herren
Melbourne 1956: Bronze, Einer-Canadier 10.000 m, Herren
- Galina Bucharina, Leichtathletik (0-0-1) (→ nach 1992: )
Mexiko-Stadt 1968: Bronze, 4 × 100 m, Damen
- Alexander Budnikow, Segeln (0-1-0) (→ nach 1992: )
Moskau 1980: Silber, Soling, Herren
- Boris Budnikow, Segeln (0-1-0) (→ nach 1992: )
Moskau 1980: Silber, Soling, Herren
- Andrei Bukin, Eiskunstlauf (1-1-0) (→ nach 1992: )
Sarajevo 1984: Silber, Eistanz
Calgary 1988: Gold, Eistanz
- Anatoli Bulakow, Boxen (0-0-1) (→ nach 1992: )
Helsinki 1952: Bronze, Fliegengewicht, Herren
- Igor Buldakow, Rudern (0-1-0) (→ nach 1992: )
Melbourne 1956: Silber, Zweier ohne Steuermann, Herren
- Sergei Bulygin, Biathlon (1-0-0) (→ nach 1992: )
Sarajevo 1984: Gold, 4 × 7,5 km, Herren
- Ljubow Burda, Turnen (2-0-0) (→ nach 1992: )
Mexiko-Stadt 1968: Gold, Mannschaftsmehrkampf, Damen
München 1972: Gold, Mannschaftsmehrkampf, Damen
- Wladimir Bure, Schwimmen (0-1-3) (→ nach 1992: )
Mexiko-Stadt 1968: Bronze, 4 × 200 m Freistil, Herren
München 1972: Bronze, 100 m Freistil, Herren
München 1972: Silber, 4 × 100 m Freistil, Herren
München 1972: Bronze, 4 × 200 m Freistil, Herren
- Michail Burzew, Fechten (2-2-0) (→ nach 1992: )
Montreal 1976: Gold, Säbel Mannschaft, Herren
Moskau 1980: Gold, Säbel Mannschaft, Herren
Moskau 1980: Silber, Säbel Einzel, Herren
Seoul 1988: Silber, Säbel Mannschaft, Herren
- Wiktor Buschujew, Gewichtheben (1-0-0) (→ nach 1992: )
Rom 1960: Gold, Leichtgewicht, Herren
- Weniamin But, Rudern (0-1-0) (→ nach 1992: )
Seoul 1988: Silber, Achter, Herren
- Vytautas Butkus, Rudern (0-1-0) (→ nach 1992: )
Montreal 1976: Silber, Doppelvierer, Herren
- Natalja Butusowa, Bogenschießen (0-1-0) (→ nach 1992: )
Moskau 1980: Silber, Einzel, Damen
- Anatoli Bykow, Ringen (1-1-0) (→ nach 1992: )
Montreal 1976: Gold, gr.-röm. Weltergewicht, Herren
Moskau 1980: Silber, gr.-röm. Weltergewicht, Herren
- Tamara Bykowa, Leichtathletik (0-0-1) (→ nach 1992: )
Seoul 1988: Bronze, Hochsprung, Damen
- Galina Bystrowa, Leichtathletik (0-0-1) (→ nach 1992: )
Tokio 1964: Bronze, Fünfkampf, Damen

### C
- Jonas Čepulis, Boxen (0-1-0) (→ nach 1992: )
Mexiko-Stadt 1968: Silber, Schwergewicht, Herren
- Vladislovas Česiūnas, Kanu (1-0-0) (→ nach 1992: )
München 1972: Gold, Zweier-Canadier 1000 m, Herren
- Schota Chabareli, Judo (1-0-0) (→ nach 1992: )
Moskau 1980: Gold, Halbmittelgewicht, Herren
- Leri Chabelowi, Ringen (0-1-0) (→ nach 1992: )
Seoul 1988: Silber, Freistil Schwergewicht, Herren
- Macharbek Chadarzew, Ringen (1-0-0) (→ nach 1992: )
Seoul 1988: Gold, Freistil Halbschwergewicht, Herren
- Pawel Charin, Kanu (1-1-0) (→ nach 1992: )
Melbourne 1956: Silber, Zweier-Canadier 1000 m, Herren
Melbourne 1956: Gold, Zweier-Canadier 10.000 m, Herren
- Sergei Charkow, Turnen (2-0-0) (→ nach 1992: )
Seoul 1988: Gold, Mannschaftsmehrkampf, Herren
Seoul 1988: Gold, Boden, Herren
- Ramas Charschiladse, Judo (0-1-0) (→ nach 1992: )
Montreal 1976: Silber, Halbschwergewicht, Herren
- Juri Chartschenko, Rennrodeln (0-0-1) (→ nach 1992: )
Calgary 1988: Bronze, Einsitzer, Herren
- Gennadi Tschetin, Gewichtheben (0-0-1) (→ nach 1992: )
München 1972: Bronze, Bantamgewicht, Herren
- Andrij Chimitsch, Kanu (1-0-0) (→ nach 1992: )
Tokio 1964: Gold, Zweier-Canadier 1000 m, Herren
- Schamil Chissamutdinow, Ringen (1-0-0) (→ nach 1992: )
München 1972: Gold, gr.-röm. Leichtgewicht, Herren
- Sergei Chlebnikow, Eisschnelllauf (0-2-0) (→ nach 1992: )
Sarajevo 1984: Silber, 1000 m, Herren
Sarajevo 1984: Silber, 1500 m, Herren
- Alena Chlopzawa, Rudern (1-0-0) (→ nach 1992: )
Moskau 1980: Gold, Doppelzweier, Damen
- Wassili Chmelewski, Leichtathletik (0-0-1) (→ nach 1992: )
München 1972: Bronze, Hammerwurf, Herren
- Nadeschda Chnykina, Leichtathletik (0-0-1) (→ nach 1992: )
Helsinki 1952: Bronze, 200 m, Damen
- Nodar Chochaschwili, Ringen (0-0-1) (→ nach 1992: )
Tokio 1964: Bronze, Freistil Federgewicht, Herren
- Anatoli Chrapaty, Gewichtheben (1-0-0) (→ nach 1992: )
Seoul 1988: Gold, Mittelschwergewicht, Herren
- Tengis Chubuluri, Judo (0-1-0) (→ nach 1992: )
Moskau 1980: Silber, Halbschwergewicht, Herren

### D
- Sergei Danilin, Rennrodeln (0-1-0) (→ nach 1992: )
Sarajevo 1984: Silber, Einsitzer, Herren
- Pelageja Danilowa, Turnen (1-1-0) (→ nach 1992: )
Helsinki 1952: Gold, Mannschaftsmehrkampf, Damen
Helsinki 1952: Silber, Gruppen-Gymnastik, Damen
- Nelson Dawidjan, Ringen (0-1-0) (→ nach 1992: )
Montreal 1976: Silber, gr.-röm. Federgewicht, Herren
- Jelena Dawydowa, Turnen (2-1-0) (→ nach 1992: )
Moskau 1980: Gold, Einzelmehrkampf, Damen
Moskau 1980: Gold, Mannschaftsmehrkampf, Damen
Moskau 1980: Silber, Schwebebalken, Damen
- Alexander Degtjarjow, Kanu (1-0-0) (→ nach 1992: )
Montreal 1976: Gold, Vierer-Kajak 1000 m, Herren
- Jelisaweta Dementjewa, Kanu (1-0-0) (→ nach 1992: )
Melbourne 1956: Gold, Einer-Kajak 500 m, Damen
- Anatoli Demitkow, Kanu (0-1-0) (→ nach 1992: )
Melbourne 1956: Silber, Zweier-Kajak 1000 m, Herren
- Wiktor Demjanenko, Boxen (0-1-0) (→ nach 1992: )
Moskau 1980: Silber, Leichtgewicht, Herren
- Jelena Dendeberowa, Schwimmen (0-1-0) (→ nach 1992: )
Seoul 1988: Silber, 200 m Lagen, Damen
- Wiktor Denissow, Kanu (0-2-0) (→ nach 1992: )
Seoul 1988: Silber, Zweier-Kajak 500 m, Herren
Seoul 1988: Silber, Vierer-Kajak 1000 m, Herren
- Wladimir Denissow, Fechten (0-1-0) (→ nach 1992: )
München 1972: Silber, Florett Mannschaft, Herren
- Iwan Derjuhin, Moderner Fünfkampf (1-0-0) (→ nach 1992: )
Melbourne 1956: Gold, Mannschaft, Herren
- Michail Dewjatjarow, Ski Nordisch (1-1-0) (→ nach 1992: )
Calgary 1988: Gold, 15 km, Herren
Calgary 1988: Silber, 4 × 10 km, Herren
- Tatjana Dewjatowa, Schwimmen (0-0-1) (→ nach 1992: )
Tokio 1964: Bronze, 4 × 100 m Lagen, Damen
- Waleri Didenko, Kanu (1-0-0) (→ nach 1992: )
München 1972: Gold, Vierer-Kajak 1000 m, Herren
- Wiktor Diduk, Rudern (0-1-0) (→ nach 1992: )
Seoul 1988: Silber, Achter, Herren
- Sergei Wiktorowitsch Diomidow, Turnen (0-2-1) (→ nach 1992: )
Tokio 1964: Silber, Mannschaftsmehrkampf, Herren
Mexiko-Stadt 1968: Silber, Mannschaftsmehrkampf, Herren
Mexiko-Stadt 1968: Bronze, Pferdsprung, Herren
- Alexander Ditjatin, Turnen (3-6-1) (→ nach 1992: )
Montreal 1976: Silber, Mannschaftsmehrkampf, Herren
Montreal 1976: Silber, Ringe, Herren
Moskau 1980: Gold, Einzelmehrkampf, Herren
Moskau 1980: Gold, Mannschaftsmehrkampf, Herren
Moskau 1980: Silber, Barren, Herren
Moskau 1980: Bronze, Boden, Herren
Moskau 1980: Silber, Pferdsprung, Herren
Moskau 1980: Silber, Reck, Herren
Moskau 1980: Gold, Ringe, Herren
Moskau 1980: Silber, Seitpferd, Herren
- Roman Dmitrijew, Ringen (1-1-0) (→ nach 1992: )
München 1972: Gold, Freistil Papiergewicht, Herren
Montreal 1976: Silber, Freistil gewicht, Herren
- Hryhorij Dmytrenko, Rudern (0-0-1) (→ nach 1992: )
Moskau 1980: Bronze, Achter, Herren
- Marina Dobrantschewa, Schießen (0-0-1) (→ nach 1992: )
Seoul 1988: Bronze, Luftpistole, Damen
- Wolodymyr Dolhow, Schwimmen (0-0-1) (→ nach 1992: )
Moskau 1980: Bronze, 100 m Rücken, Herren
- Waleri Dolinin, Rudern (0-1-1) (→ nach 1992: )
Montreal 1976: Bronze, Vierer ohne Steuermann, Herren
Moskau 1980: Silber, Vierer ohne Steuermann, Herren
- Natalja Dontschenko, Eisschnelllauf (0-1-0) (→ nach 1992: )
Squaw Valley 1960: Silber, 500 m, Damen
- Mykola Dowhan, Rudern (0-1-0) (→ nach 1992: )
Moskau 1980: Silber, Doppelvierer, Herren
- Sawkuds Dsarassow, Ringen (0-0-1) (→ nach 1992: )
Rom 1960: Bronze, Freistil Schwergewicht, Herren
- Medea Dschugheli, Turnen (1-1-0) (→ nach 1992: )
Helsinki 1952: Gold, Mannschaftsmehrkampf, Damen
Helsinki 1952: Silber, Gruppen-Gymnastik, Damen
- Lewon Dschulfalakjan, Ringen (1-0-0) (→ nach 1992: )
Seoul 1988: Gold, gr.-röm. Leichtgewicht, Herren
- Satymkul Dschumanasarow, Leichtathletik (0-0-1) (→ nach 1992: )
Moskau 1980: Bronze, Marathon, Herren
- Roman Dsneladse, Ringen (0-0-1) (→ nach 1992: )
Melbourne 1956: Bronze, gr.-röm. Federgewicht, Herren
- Boris Dubrowski, Rudern (1-0-0) (→ nach 1992: )
Tokio 1964: Gold, Doppelzweier, Herren
- Waleri Dudin, Rennrodeln (0-0-1) (→ nach 1992: )
Sarajevo 1984: Bronze, Einsitzer, Herren
- Jewgeni Dulejew, Rudern (0-1-0) (→ nach 1992: )
Montreal 1976: Silber, Doppelvierer, Herren
- Nina Dumbadse, Leichtathletik (0-0-1) (→ nach 1992: )
Helsinki 1952: Bronze, Diskuswurf, Damen
- Alexander Dumtschew, Rudern (0-1-0) (→ nach 1992: )
Seoul 1988: Silber, Achter, Herren
- Antonina Dumtschewa, Rudern (0-1-0) (→ nach 1992: )
Seoul 1988: Silber, Doppelvierer, Damen
- Nadeschda Dwalischwili, Leichtathletik (0-0-1) (→ nach 1992: )
Melbourne 1956: Bronze, Weitsprung, Damen
- Waleri Dwoinikow, Judo (0-1-0) (→ nach 1992: )
Montreal 1976: Silber, Mittelgewicht, Herren
- Witalij Dyrdyra, Segeln (1-0-0) (→ nach 1992: )
München 1972: Gold, Tempest, Herren

### E
- Zintis Ekmanis, Bobsport (0-0-1) (→ nach 1992: )
Sarajevo 1984: Bronze, Zweierbob, Herren
- Sirward Emirsjan, Wasserspringen (0-1-0) (→ nach 1992: )
Moskau 1980: Silber, Turmspringen, Damen
- Allan Erdman, Schießen (0-1-0) (→ nach 1992: )
Melbourne 1956: Silber, Freies Gewehr Dreistellungskampf, Herren

### F
- Marija Fadejewa, Rudern (0-0-1) (→ nach 1992: )
Moskau 1980: Bronze, Vierer mit Steuerfrau, Damen
- Arsen Fadsajew, Ringen (1-0-0) (→ nach 1992: )
Seoul 1988: Gold, Freistil Leichtgewicht, Herren
- Jewgeni Feofanow, Boxen (0-0-1) (→ nach 1992: )
Rom 1960: Bronze, Mittelgewicht, Herren
- Serhij Fessenko, Schwimmen (1-1-0) (→ nach 1992: )
Moskau 1980: Gold, 200 m Schmetterling, Herren
Moskau 1980: Silber, 400 m Lagen, Herren
- Jurij Filatow, Kanu (2-0-0) (→ nach 1992: )
München 1972: Gold, Vierer-Kajak 1000 m, Herren
Montreal 1976: Gold, Vierer-Kajak 1000 m, Herren
- Sergei Filatow, Reiten (1-0-2) (→ nach 1992: )
Rom 1960: Gold, Dressur Einzel
Tokio 1964: Bronze, Dressur Einzel
Tokio 1964: Bronze, Dressur Mannschaft
- Marija Filatowa, Turnen (2-0-1) (→ nach 1992: )
Montreal 1976: Gold, Mannschaftsmehrkampf, Damen
Moskau 1980: Gold, Mannschaftsmehrkampf, Damen
Moskau 1980: Bronze, Stufenbarren, Damen
- Oleg Fjodossejew, Leichtathletik (0-1-0) (→ nach 1992: )
Tokio 1964: Silber, Dreisprung, Herren
- Sergei Fokitschew, Eisschnelllauf (1-0-0) (→ nach 1992: )
Sarajevo 1984: Gold, 500 m, Herren
- Jewgeni Frolow, Boxen (0-1-0) (→ nach 1992: )
Tokio 1964: Silber, Halbweltergewicht, Herren
- Inna Frolowa, Rudern (0-1-0) (→ nach 1992: )
Seoul 1988: Silber, Doppelvierer, Damen
- Nina Frolowa, Rudern (0-1-0) (→ nach 1992: )
Moskau 1980: Silber, Achter, Damen

### G
- Witali Galkow, Kanu (0-0-1) (→ nach 1992: )
Mexiko-Stadt 1968: Bronze, Einer-Canadier 1000 m, Herren
- Marat Ganejew, Radsport (0-0-1) (→ nach 1992: )
Seoul 1988: Bronze, Punktefahren, Herren
- Emma Gaptschenko, Bogenschießen (0-0-1) (→ nach 1992: )
München 1972: Bronze, Einzel, Damen
- Iwan Garanin, Ski Nordisch (0-0-2) (→ nach 1992: )
Innsbruck 1976: Bronze, 30 km, Herren
Innsbruck 1976: Bronze, 4 × 10 km, Herren
- Gennadi Garbusow, Boxen (0-0-1) (→ nach 1992: )
Helsinki 1952: Bronze, Bantamgewicht, Herren
- Artūrs Garonskis, Rudern (0-1-0) (→ nach 1992: )
Moskau 1980: Silber, Vierer mit Steuermann, Herren
- Anuschawan Gassan-Dschalalow, Rudern (0-0-1) (→ nach 1992: )
Montreal 1976: Bronze, Vierer ohne Steuermann, Herren
- Rodion Gataullin, Leichtathletik (0-1-0) (→ nach 1992: )
Seoul 1988: Silber, Stabhochsprung, Herren
- Nina Gawriljuk, Ski Nordisch (1-0-0) (→ nach 1992: )
Calgary 1988: Gold, 4 × 5 km, Damen
- Walentin Gawrilow, Leichtathletik (0-0-1) (→ nach 1992: )
Mexiko-Stadt 1968: Silber, Hochsprung, Herren
- Nailja Giljasowa, Fechten (1-1-0) (→ nach 1992: )
Montreal 1976: Gold, Florett Mannschaft, Damen
Moskau 1980: Silber, Florett Mannschaft, Damen
- Leonid Gissen, Rudern (0-1-0) (→ nach 1992: )
Helsinki 1952: Silber, Achter, Herren
- Dawit Gobedschischwili, Ringen (1-0-0) (→ nach 1992: )
Seoul 1988: Gold, Freistil Superschwergewicht, Herren
- Wladimer Gogoladse, Turnen (1-0-0) (→ nach 1992: )
Seoul 1988: Gold, Mannschaftsmehrkampf, Herren
- Tatjana Goischtschik, Leichtathletik (1-0-0) (→ nach 1992: )
Moskau 1980: Silber, 4 × 400 m, Damen
- Oleg Golowanow, Rudern (1-0-0) (→ nach 1992: )
Rom 1960: Gold, Zweier ohne Steuermann, Herren
- Wladimir Golowanow, Gewichtheben (1-0-0) (→ nach 1992: )
Tokio 1964: Gold, Mittelschwergewicht, Herren
- Marija Golubnitschaja, Leichtathletik (0-1-0) (→ nach 1992: )
Helsinki 1952: Silber, 80 m Hürden, Damen
- Oleg Gontscharenko, Eisschnelllauf (0-0-2) (→ nach 1992: )
Cortina d’Ampezzo 1956: Bronze, 5000 m, Herren
Cortina d’Ampezzo 1956: Bronze, 10.000 m, Herren
- Nina Gopowa, Kanu (1-1-0) (→ nach 1992: )
Montreal 1976: Gold, Zweier-Kajak 500 m, Damen
Moskau 1980: Silber, Zweier-Kajak 500 m, Damen
- Jekaterina Gordejewa, Eiskunstlauf (1-0-0) (→ nach 1992: )
Calgary 1988: Gold, Paare
- Alexander Gorelik, Eiskunstlauf (0-1-0) (→ nach 1992: )
Grenoble 1968: Silber, Paare
- Wladimir Gorjajew, Leichtathletik (0-1-0) (→ nach 1992: )
Rom 1960: Silber, Dreisprung, Herren
- Galina Gorochowa, Fechten (4-0-1) (→ nach 1992: )
Rom 1960: Gold, Florett Mannschaft, Damen
Tokio 1964: Gold, Florett Mannschaft, Damen
Mexiko-Stadt 1968: Gold, Florett Mannschaft, Damen
München 1972: Bronze, Florett Einzel, Herren
München 1972: Gold, Florett Mannschaft, Damen
- Marija Gorochowskaja, Turnen (2-5-0) (→ nach 1992: )
Helsinki 1952: Gold, Einzelmehrkampf, Damen
Helsinki 1952: Gold, Mannschaftsmehrkampf, Damen
Helsinki 1952: Silber, Boden, Damen
Helsinki 1952: Silber, Pferdsprung, Damen
Helsinki 1952: Silber, Schwebebalken, Damen
Helsinki 1952: Silber, Stufenbarren, Damen
Helsinki 1952: Silber, Gruppen-Gymnastik, Damen
- Alexander Gorschkow, Eiskunstlauf (1-0-0) (→ nach 1992: )
Innsbruck 1976: Gold, Eistanz
- Jelena Gortschakowa, Leichtathletik (0-0-2) (→ nach 1992: )
Helsinki 1952: Bronze, Speerwurf, Damen
Tokio 1964: Bronze, Speerwurf, Damen
- Rafael Gratsch, Eisschnelllauf (0-1-1) (→ nach 1992: )
Cortina d’Ampezzo 1956: Silber, 500 m, Herren
Squaw Valley 1960: Bronze, 500 m, Herren
- Oleg Grigorjew, Boxen (1-0-0) (→ nach 1992: )
Rom 1960: Gold, Bantamgewicht, Herren
- Sergei Grinkow, Eiskunstlauf (1-0-0) (→ nach 1992: )
Calgary 1988: Gold, Paare
- Anatoli Grischin, Kanu (1-0-0) (→ nach 1992: )
Tokio 1964: Gold, Vierer-Kajak 1000 m, Herren
- Jewgeni Grischin, Eisschnelllauf (4-1-0) (→ nach 1992: )
Cortina d’Ampezzo 1956: Gold, 500 m, Herren
Cortina d’Ampezzo 1956: Gold, 1500 m, Herren
Squaw Valley 1960: Gold, 500 m, Herren
Squaw Valley 1960: Gold, 1500 m, Herren
Innsbruck 1964: Silber, 500 m, Herren
- Alla Grischtschenkowa, Schwimmen (0-0-1) (→ nach 1992: )
Moskau 1980: Bronze, 4 × 100 m Lagen, Damen
- Igor Griwennikow, Schwimmen (0-1-1) (→ nach 1992: )
München 1972: Silber, 4 × 100 m Freistil, Herren
München 1972: Bronze, 4 × 200 m Freistil, Herren
- Ljudmila Gromowa, Turnen (1-0-0) (→ nach 1992: )
Tokio 1964: Gold, Mannschaftsmehrkampf, Damen
- Swetlana Grosdowa, Turnen (1-0-0) (→ nach 1992: )
Montreal 1976: Gold, Mannschaftsmehrkampf, Damen
- Nikolai Guljajew, Eisschnelllauf (1-0-0) (→ nach 1992: )
Calgary 1988: Gold, 1000 m, Herren
- Saida Gunba, Leichtathletik (0-1-0) (→ nach 1992: )
Moskau 1980: Silber, Speerwurf, Damen
- Wladimir Gundarzew, Biathlon (1-0-1) (→ nach 1992: )
Grenoble 1968: Bronze, 20 km, Herren
Grenoble 1968: Gold, 4 × 7,5 km, Herren
- Boris Gurewitsch, Ringen (1-0-0) (→ nach 1992: )
Helsinki 1952: Gold, gr.-röm. Fliegengewicht, Herren
- Boris Gurewitsch, Ringen (1-0-0) (→ nach 1992: )
Mexiko-Stadt 1968: Gold, Freistil Mittelgewicht, Herren
- Alexei Guschtschin, Schießen (1-0-0) (→ nach 1992: )
Rom 1960: Gold, Freie Scheibenpistole, Herren
- Eduard Guschtschin, Leichtathletik (0-0-1) (→ nach 1992: )
Mexiko-Stadt 1968: Bronze, Kugelstoßen, Herren
- Nikolai Gussakow, Ski Nordisch (0-0-1) (→ nach 1992: )
Squaw Valley 1960: Bronze, Nordische Kombination, Herren
- Marija Gussakowa, Ski Nordisch (1-1-1) (→ nach 1992: )
Squaw Valley 1960: Gold, 10 km, Damen
Squaw Valley 1960: Silber, 3 × 5 km, Damen
Innsbruck 1964: Bronze, 10 km, Damen
- Klara Gussewa, Eisschnelllauf (1-0-0) (→ nach 1992: )
Squaw Valley 1960: Gold, 1000 m, Damen
- Dawit Gwanzeladse, Ringen (0-0-1) (→ nach 1992: )
Tokio 1964: Bronze, gr.-röm. Leichtgewicht, Herren

### H
- Bruno Habārovs, Fechten (0-0-2) (→ nach 1992: )
Rom 1960: Bronze, Degen Einzel, Herren
Rom 1960: Bronze, Degen Mannschaft, Herren
- Dawit Hambarzumjan, Wasserspringen (0-0-1) (→ nach 1992: )
Moskau 1980: Bronze, Turmspringen, Herren
- Mikalaj Harbatschou, Kanu (1-0-0) (→ nach 1992: )
München 1972: Gold, Zweier-Kajak 1000 m, Herren
- Aljaksandr Hasau, Schießen (1-0-1) (→ nach 1992: )
Montreal 1976: Gold, Laufende Scheibe, Herren
Moskau 1980: Bronze, Laufende Scheibe, Herren
- Jauhen Haurylenka, Leichtathletik (0-0-1) (→ nach 1992: )
Montreal 1976: Bronze, 400 m Hürden, Herren
- Leanid Hejschtar, Kanu (1-0-0) (→ nach 1992: )
Rom 1960: Gold, Zweier-Canadier 1000 m, Herren
- Wolodymyr Holubnytschyj, Leichtathletik (2-1-1) (→ nach 1992: )
Rom 1960: Gold, 20 km Gehen, Herren
Tokio 1964: Bronze, 20 km Gehen, Herren
Mexiko-Stadt 1968: Gold, 20 km Gehen, Herren
München 1972: Silber, 20 km Gehen, Herren
- Sanassar Howhannisjan, Ringen (1-0-0) (→ nach 1992: )
Moskau 1980: Gold, Freistil Halbschwergewicht, Herren
- Jurij Hromak, Schwimmen (0-0-1) (→ nach 1992: )
Mexiko-Stadt 1968: Bronze, 4 × 100 m Lagen, Herren
- Pawlo Hurkowskyj, Rudern (0-1-0) (→ nach 1992: )
Seoul 1988: Silber, Achter, Herren
- Olha Husenko, Rudern (0-1-0) (→ nach 1992: )
Montreal 1976: Silber, Achter, Damen

### I
- Wachtang Iagoraschwili, Moderner Fünfkampf (0-0-1) (→ nach 1992: )
Seoul 1988: Bronze, Einzel, Herren
- Anwar Ibragimow, Fechten (1-0-0) (→ nach 1992: )
Seoul 1988: Gold, Florett Mannschaft, Herren
- Aydın İbrahimov, Ringen (0-0-1) (→ nach 1992: )
Tokio 1964: Bronze, Freistil Bantamgewicht, Herren
- Ardalion Ignatjew, Leichtathletik (0-0-1) (→ nach 1992: )
Melbourne 1956: Bronze, 400 m, Herren
- Nadeschda Iljina, Leichtathletik (0-0-1) (→ nach 1992: )
Montreal 1976: Bronze, 4 × 400 m, Damen
- Waleri Iljinych, Turnen (0-1-0) (→ nach 1992: )
Mexiko-Stadt 1968: Silber, Mannschaftsmehrkampf, Herren
- Leonid Iljitschow, Schwimmen (0-1-2) (→ nach 1992: )
Mexiko-Stadt 1968: Silber, 4 × 100 m Freistil, Herren
Mexiko-Stadt 1968: Bronze, 4 × 200 m Freistil, Herren
Mexiko-Stadt 1968: Bronze, 4 × 100 m Lagen, Herren
- Wjatscheslaw Ionow, Kanu (1-0-0) (→ nach 1992: )
Tokio 1964: Gold, Vierer-Kajak 1000 m, Herren
- Boris Issatschenko, Bogenschießen (0-1-0) (→ nach 1992: )
Moskau 1980: Silber, Einzel, Herren
- Jauhen Iutschanka, Leichtathletik (0-0-1) (→ nach 1992: )
Moskau 1980: Bronze, 50 km Gehen, Herren
- Wjatscheslaw Iwanenko, Leichtathletik (1-0-0) (→ nach 1992: )
Seoul 1988: Gold, 50 km Gehen, Herren
- Alexander Iwanizki, Ringen (1-0-0) (→ nach 1992: )
Tokio 1964: Gold, Freistil Schwergewicht, Herren
- Alexander Iwanow, Ringen (0-1-0) (→ nach 1992: )
Montreal 1976: Silber, Freistil Fliegengewicht, Herren
- Kirill Iwanow, Schießen (0-0-1) (→ nach 1992: )
Seoul 1988: Bronze, Kleinkaliber Dreistellungskampf, Herren
- Nikolai Iwanow, Rudern (1-0-0) (→ nach 1992: )
Montreal 1976: Gold, Vierer mit Steuermann, Herren
- Wiktor Iwanow, Rudern (0-1-0) (→ nach 1992: )
Melbourne 1956: Silber, Zweier ohne Steuermann, Herren
- Wjatscheslaw Iwanow, Rudern (3-0-0) (→ nach 1992: )
Melbourne 1956: Gold, Einer, Herren
Rom 1960: Gold, Einer, Herren
Tokio 1964: Gold, Einer, Herren
- Kira Iwanowa, Eiskunstlauf (0-0-1) (→ nach 1992: )
Sarajevo 1984: Bronze, Damen
- Lidija Iwanowa, Turnen (1-0-0) (→ nach 1992: )
Rom 1960: Gold, Mannschaftsmehrkampf, Damen

### J
- Aleksandrs Jackēvičs, Judo (0-0-1) (→ nach 1992: )
Moskau 1980: Bronze, Mittelgewicht, Herren
- Juozas Jagelavičius, Rudern (0-0-1) (→ nach 1992: )
Mexiko-Stadt 1968: Bronze, Achter, Herren
- Juri Jakimow, Rudern (0-1-0) (→ nach 1992: )
Montreal 1976: Silber, Doppelvierer, Herren
- Nikolai Jakowenko, Ringen (0-2-0) (→ nach 1992: )
Mexiko-Stadt 1968: Silber, gr.-röm. Halbschwergewicht, Herren
München 1972: Silber, gr.-röm. Schwergewicht, Herren
- Wassili Jakuscha, Rudern (0-1-1) (→ nach 1992: )
Moskau 1980: Silber, Einer, Herren
Seoul 1988: Bronze, Doppelzweier, Herren
- Wjatschaslau Janouski, Boxen (1-0-0) (→ nach 1992: )
Seoul 1988: Gold, Halbweltergewicht, Herren
- Waleri Jardy, Radsport (1-0-0) (→ nach 1992: )
München 1972: Gold, Mannschaftszeitfahren, Herren
- Anatoli Jarkin, Radsport (1-0-0) (→ nach 1992: )
Moskau 1980: Gold, Mannschaftszeitfahren, Herren
- Wadym Jaroschtschuk, Schwimmen (0-0-2) (→ nach 1992: )
Seoul 1988: Bronze, 200 m Lagen, Herren
Seoul 1988: Bronze, 4 × 100 m Lagen, Herren
- Iwan Jarygin, Ringen (2-0-0) (→ nach 1992: )
München 1972: Gold, Freistil Schwergewicht, Herren
Montreal 1976: Gold, Freistil Schwergewicht, Herren
- Inese Jaunzeme, Leichtathletik (1-0-0) (→ nach 1992: )
Melbourne 1956: Gold, Speerwurf, Damen
- Grigori Jegorow, Leichtathletik (0-0-1) (→ nach 1992: )
Seoul 1988: Bronze, Stabhochsprung, Herren
- Irina Jegorowa, Eisschnelllauf (0-2-0) (→ nach 1992: )
Innsbruck 1964: Silber, 500 m, Damen
Innsbruck 1964: Silber, 1000 m, Damen
- Ljudmila Jegorowa, Turnen (1-0-1) (→ nach 1992: )
Melbourne 1956: Gold, Mannschaftsmehrkampf, Damen
Melbourne 1956: Bronze, Gruppen-Gymnastik, Damen
- Wjatscheslaw Jekimow, Radsport (1-0-0) (→ nach 1992: )
Seoul 1988: Gold, 4000 m Mannschaftsverfolgung, Herren
- Alexander Jelisarow, Biathlon (1-0-1) (→ nach 1992: )
Sapporo 1972: Bronze, 20 km, Herren
Sapporo 1972: Gold, 4 × 7,5 km, Herren
- Witali Jelissejew, Rudern (0-1-0) (→ nach 1992: )
Moskau 1980: Silber, Vierer ohne Steuermann, Herren
- Wadim Jemeljanow, Boxen (0-0-1) (→ nach 1992: )
Tokio 1964: Bronze, Schwergewicht, Herren
- Arambi Jemisch, Judo (0-0-1) (→ nach 1992: )
Moskau 1980: Bronze, Superleichtgewicht, Herren
- Ihor Jemtschuk, Rudern (0-1-1) (→ nach 1992: )
Helsinki 1952: Silber, Doppelzweier, Herren
Melbourne 1956: Bronze, Zweier mit Steuermann, Herren
- Wladimir Jengibarjan, Boxen (1-0-0) (→ nach 1992: )
Melbourne 1956: Gold, Halbweltergewicht, Herren
- Galina Jermolajewa, Rudern (0-1-0) (→ nach 1992: )
Montreal 1976: Silber, Doppelvierer mit Steuerfrau, Damen
- Radja Jeroschina, Ski Nordisch (0-3-1) (→ nach 1992: )
Cortina d’Ampezzo 1956: Silber, 10 km, Damen
Cortina d’Ampezzo 1956: Silber, 3 × 5 km, Damen
Squaw Valley 1960: Bronze, 10 km, Damen
Squaw Valley 1960: Silber, 3 × 5 km, Damen
- Wladimir Jeschejew, Bogenschießen (0-0-1) (→ nach 1992: )
Seoul 1988: Bronze, Einzel, Herren
- Wladimir Jeschinow, Rudern (1-0-0) (→ nach 1992: )
Montreal 1976: Gold, Vierer mit Steuermann, Herren
- Nikolai Jewsejew, Schwimmen (0-1-0) (→ nach 1992: )
Seoul 1988: Silber, 4 × 100 m Freistil, Herren
- Zigmas Jukna, Rudern (0-1-1) (→ nach 1992: )
Rom 1960: Silber, Zweier mit Steuermann, Herren
Mexiko-Stadt 1968: Bronze, Achter, Herren
- Wladimir Jumin, Ringen (1-0-0) (→ nach 1992: )
Montreal 1976: Gold, Freistil Bantamgewicht, Herren
- Charis Junitschew, Schwimmen (0-0-1) (→ nach 1992: )
Melbourne 1956: Bronze, 200 m Brust, Herren
- Bruno Junk, Leichtathletik (0-0-2) (→ nach 1992: )
Helsinki 1952: Bronze, 10.000 m, Herren
Melbourne 1956: Bronze, 20 km Gehen, Herren
- Arvydas Juozaitis, Schwimmen (0-0-1) (→ nach 1992: )
Montreal 1976: Bronze, 100 m Brust, Herren
- Nicolae Juravschi, Kanu (2-0-0) (→ nach 1992: )
Seoul 1988: Gold, Zweier-Canadier 500 m, Herren
Seoul 1988: Gold, Zweier-Canadier 1000 m, Herren
- Marina Jurtschenja, Schwimmen (0-1-0) (→ nach 1992: )
Montreal 1976: Silber, 200 m Brust, Damen
- Wassyl Jurtschenko, Kanu (0-1-1) (→ nach 1992: )
Montreal 1976: Silber, Einer-Canadier 1000 m, Herren
Moskau 1980: Bronze, Zweier-Canadier 1000 m, Herren

### K
- Mihhail Kaaleste, Kanu (0-1-0) (→ nach 1992: )
Melbourne 1956: Silber, Zweier-Kajak 1000 m, Herren
- Lina Kačiušytė, Schwimmen (1-0-0) (→ nach 1992: )
Moskau 1980: Gold, 200 m Brust, Damen
- Wiktor Kakoschyn, Rudern (0-0-1) (→ nach 1992: )
Moskau 1980: Bronze, Achter, Herren
- Birutė Kalėdienė, Leichtathletik (0-0-1) (→ nach 1992: )
Rom 1960: Bronze, Speerwurf, Damen
- Iryna Kalimbet, Rudern (0-1-0) (→ nach 1992: )
Seoul 1988: Silber, Doppelvierer, Damen
- Sergei Kalinin, Schießen (0-0-1) (→ nach 1992: )
Rom 1960: Bronze, Trap, Herren
- Irina Kalinina, Wasserspringen (1-0-0) (→ nach 1992: )
Moskau 1980: Gold, Kunstspringen, Damen
- Lidija Kalinina, Turnen (1-0-1) (→ nach 1992: )
Melbourne 1956: Gold, Mannschaftsmehrkampf, Damen
Melbourne 1956: Bronze, Gruppen-Gymnastik, Damen
- Jekaterina Kalintschuk, Turnen (2-1-0) (→ nach 1992: )
Helsinki 1952: Gold, Mannschaftsmehrkampf, Damen
Helsinki 1952: Gold, Pferdsprung, Damen
Helsinki 1952: Silber, Gruppen-Gymnastik, Damen
- Iwan Kalita, Reiten (1-1-1) (→ nach 1992: )
Tokio 1964: Bronze, Dressur Mannschaft
Mexiko-Stadt 1968: Silber, Dressur Mannschaft
München 1972: Gold, Dressur Mannschaft
- Lewan Kaljajew, Leichtathletik (0-1-0) (→ nach 1992: )
Helsinki 1952: Silber, 4 × 100 m, Herren
- Eleonora Kaminskaitė, Rudern (0-0-1) (→ nach 1992: )
Montreal 1976: Bronze, Doppelzweier, Damen
- Uladsimir Kaminski, Radsport (1-0-0) (→ nach 1992: )
Montreal 1976: Gold, Mannschaftszeitfahren, Herren
- Alexei Kamkin, Rudern (0-1-0) (→ nach 1992: )
Moskau 1980: Silber, Vierer ohne Steuermann, Herren
- Igor Kanygin, Ringen (0-1-0) (→ nach 1992: )
Moskau 1980: Silber, gr.-röm. Halbschwergewicht, Herren
- Wiktor Kapitonow, Radsport (1-0-1) (→ nach 1992: )
Rom 1960: Bronze, Mannschaftszeitfahren, Herren
Rom 1960: Gold, Straße, Herren
- Wladimir Kaplunow, Gewichtheben (0-1-0) (→ nach 1992: )
Tokio 1964: Silber, Leichtgewicht, Herren
- Aschot Karagjan, Fechten (0-1-1) (→ nach 1992: )
Moskau 1980: Silber, Florett Mannschaft, Herren
Moskau 1980: Bronze, Degen Mannschaft, Herren
- Sergei Karamtschakow, Ringen (0-0-1) (→ nach 1992: )
Seoul 1988: Bronze, Freistil Halbfliegengewicht, Herren
- Waleri Karassjow, Turnen (0-1-0) (→ nach 1992: )
Mexiko-Stadt 1968: Silber, Mannschaftsmehrkampf, Herren
- Olga Karassjowa, Turnen (1-0-0) (→ nach 1992: )
Mexiko-Stadt 1968: Gold, Mannschaftsmehrkampf, Damen
- Oleg Karawajew, Ringen (1-0-0) (→ nach 1992: )
Rom 1960: Gold, gr.-röm. Bantamgewicht, Herren
- Alexander Karelin, Ringen (1-0-0) (→ nach 1992: )
Seoul 1988: Gold, gr.-röm. Superschwergewicht, Herren
- Gennadi Karponossow, Eiskunstlauf (1-0-0) (→ nach 1992: )
Lake Placid 1980: Gold, Eistanz
- Giwi Kartosia, Ringen (1-0-1) (→ nach 1992: )
Melbourne 1956: Gold, gr.-röm. Mittelgewicht, Herren
Rom 1960: Bronze, gr.-röm. Halbschwergewicht, Herren
- Rustem Kasakow, Ringen (1-0-0) (→ nach 1992: )
München 1972: Gold, gr.-röm. Bantamgewicht, Herren
- Tatjana Kasankina, Leichtathletik (3-0-0) (→ nach 1992: )
Montreal 1976: Gold, 800 m, Damen
Montreal 1976: Gold, 1500 m, Damen
Moskau 1980: Gold, 1500 m, Damen
- Wladimir Kasanzew, Leichtathletik (0-1-0) (→ nach 1992: )
Helsinki 1952: Silber, 3000 m Hindernis, Herren
- Juri Kaschirin, Radsport (1-0-0) (→ nach 1992: )
Moskau 1980: Gold, Mannschaftszeitfahren, Herren
- Igor Kaschkarow, Leichtathletik (0-0-1) (→ nach 1992: )
Melbourne 1956: Bronze, Hochsprung, Herren
- Juri Kaschkarow, Biathlon (1-0-0) (→ nach 1992: )
Sarajevo 1984: Gold, 4 × 7,5 km, Herren
- Artūras Kasputis, Radsport (1-0-0) (→ nach 1992: )
Seoul 1988: Gold, 4000 m Mannschaftsverfolgung, Herren
- Aljaksandr Kassjankou, Wasserspringen (0-0-1) (→ nach 1992: )
Montreal 1976: Bronze, Kunstspringen, Herren
- Aljaksandr Kedsjarau, Schießen (0-1-0) (→ nach 1992: )
Montreal 1976: Silber, Laufende Scheibe, Herren
- Waleri Kerdemelidi, Turnen (0-1-0) (→ nach 1992: )
Rom 1960: Silber, Mannschaftsmehrkampf, Herren
- Ansor Kiknadse, Judo (0-0-1) (→ nach 1992: )
Tokio 1964: Bronze, Schwergewicht, Herren
- Nelli Kim, Turnen (5-1-0) (→ nach 1992: )
Montreal 1976: Silber, Einzelmehrkampf, Damen
Montreal 1976: Gold, Mannschaftsmehrkampf, Damen
Montreal 1976: Gold, Boden, Damen
Montreal 1976: Gold, Pferdsprung, Damen
Moskau 1980: Gold, Mannschaftsmehrkampf, Damen
Moskau 1980: Gold, Boden, Damen
- Jānis Ķipurs, Bobsport (1-0-1) (→ nach 1992: )
Calgary 1988: Gold, Zweierbob, Herren
Calgary 1988: Bronze, Viererbob, Herren
- Mikalaj Kirau, Leichtathletik (0-0-1) (→ nach 1992: )
Moskau 1980: Bronze, 800 m, Herren
- Alexander Kiritschenko, Radsport (1-0-0) (→ nach 1992: )
Seoul 1988: Gold, 1000 m Zeitfahren, Herren
- Serhij Kirsanow, Kanu (0-1-0) (→ nach 1992: )
Seoul 1988: Silber, Vierer-Kajak 1000 m, Herren
- Mucharbi Kirschinow, Gewichtheben (1-0-0) (→ nach 1992: )
München 1972: Gold, Leichtgewicht, Herren
- Iwan Kisimow, Reiten (2-1-1) (→ nach 1992: )
Tokio 1964: Bronze, Dressur Mannschaft
Mexiko-Stadt 1968: Gold, Dressur Einzel
Mexiko-Stadt 1968: Silber, Dressur Mannschaft
München 1972: Gold, Dressur Mannschaft
- Alexei Kisseljow, Boxen (0-2-0) (→ nach 1992: )
Tokio 1964: Silber, Halbschwergewicht, Herren
Mexiko-Stadt 1968: Silber, Mittelgewicht, Herren
- Nikolai Kisseljow, Ski Nordisch (0-1-0) (→ nach 1992: )
Innsbruck 1964: Silber, Nordische Kombination, Herren
- Ivans Klementjevs, Kanu (1-0-0) (→ nach 1992: )
Seoul 1988: Gold, Einer-Canadier 1000 m, Herren
- Alexander Klepikow, Rudern (1-0-0) (→ nach 1992: )
Montreal 1976: Gold, Vierer mit Steuermann, Herren
- Waleri Kleschnjow, Rudern (0-1-0) (→ nach 1992: )
Moskau 1980: Silber, Doppelvierer, Herren
- Jewgeni Klewzow, Radsport (0-0-1) (→ nach 1992: )
Rom 1960: Bronze, Mannschaftszeitfahren, Herren
- Ramuald Klim, Leichtathletik (1-1-0) (→ nach 1992: )
Tokio 1964: Gold, Hammerwurf, Herren
Mexiko-Stadt 1968: Silber, Hammerwurf, Herren
- Wiktor Klimenko, Turnen (1-3-1) (→ nach 1992: )
Mexiko-Stadt 1968: Silber, Mannschaftsmehrkampf, Herren
Mexiko-Stadt 1968: Bronze, Barren, Herren
München 1972: Silber, Mannschaftsmehrkampf, Herren
München 1972: Gold, Seitpferd, Herren
München 1972: Silber, Sprung, Herren
- Inta Kļimoviča-Drēviņa, Leichtathletik (0-0-1) (→ nach 1992: )
Montreal 1976: Bronze, 4 × 400 m, Damen
- Marina Klimowa, Eiskunstlauf (0-1-1) (→ nach 1992: )
Sarajevo 1984: Bronze, Eistanz
Calgary 1988: Silber, Eistanz
- Olga Knjasewa, Fechten (1-0-0) (→ nach 1992: )
Montreal 1976: Gold, Florett Mannschaft, Damen
- Nikolai Kolesnikow, Gewichtheben (1-0-0) (→ nach 1992: )
Montreal 1976: Gold, Federgewicht, Herren
- Nikolai Kolesnikow, Leichtathletik (0-0-1) (→ nach 1992: )
Montreal 1976: Bronze, 4 × 100 m, Herren
- Anatoli Kolessow, Ringen (1-0-0) (→ nach 1992: )
Tokio 1964: Gold, gr.-röm. Weltergewicht, Herren
- Olha Kolkowa, Rudern (0-1-0) (→ nach 1992: )
Montreal 1976: Silber, Achter, Damen
- Pawel Kolobkow, Fechten (0-0-1) (→ nach 1992: )
Seoul 1988: Bronze, Degen Mannschaft, Herren
- Berta Kolokolzewa, Eisschnelllauf (0-0-1) (→ nach 1992: )
Innsbruck 1964: Bronze, 1500 m, Damen
- Tatjana Kolpakowa, Leichtathletik (1-0-0) (→ nach 1992: )
Moskau 1980: Gold, Weitsprung, Damen
- Pawel Koltschin, Ski Nordisch (1-0-3) (→ nach 1992: )
Cortina d’Ampezzo 1956: Bronze, 15 km, Herren
Cortina d’Ampezzo 1956: Bronze, 30 km, Herren
Cortina d’Ampezzo 1956: Gold, 4 × 10 km, Herren
Innsbruck 1964: Bronze, 4 × 10 km, Herren
- Alewtina Koltschina, Ski Nordisch (1-1-3) (→ nach 1992: )
Cortina d’Ampezzo 1956: Silber, 3 × 5 km, Damen
Innsbruck 1964: Bronze, 5 km, Damen
Innsbruck 1964: Gold, 3 × 5 km, Damen
Innsbruck 1968: Bronze, 5 km, Damen
Innsbruck 1968: Bronze, 3 × 5 km, Damen
- Oleksandr Koltschynskyj, Ringen (2-0-0) (→ nach 1992: )
Montreal 1976: Gold, gr.-röm. Superschwergewicht, Herren
Moskau 1980: Gold, gr.-röm. Superschwergewicht, Herren
- Leonid Kolumbet, Radsport (0-0-1) (→ nach 1992: )
Rom 1960: Bronze, 4000 m Mannschaftsverfolgung, Herren
- Alexei Komarow, Rudern (0-1-0) (→ nach 1992: )
Helsinki 1952: Silber, Achter, Herren
- Mykola Komarow, Rudern (0-1-0) (→ nach 1992: )
Seoul 1988: Silber, Achter, Herren
- Gennadi Komnatow, Radsport (1-0-0) (→ nach 1992: )
München 1972: Gold, Mannschaftszeitfahren, Herren
- Wera Komissowa, Leichtathletik (1-1-0) (→ nach 1992: )
Moskau 1980: Gold, 100 m Hürden, Damen
Moskau 1980: Silber, 4 × 100 m, Damen
- Juri Kondakow, Eisschnelllauf (0-1-0) (→ nach 1992: )
Innsbruck 1976: Silber, 1500 m, Herren
- Anna Kondraschina, Rudern (0-1-0) (→ nach 1992: )
Montreal 1976: Silber, Doppelvierer mit Steuerfrau, Damen
- Ljudmila Kondratjewa, Leichtathletik (1-0-1) (→ nach 1992: )
Moskau 1980: Gold, 100 m, Damen
Seoul 1988: Bronze, 4 × 100 m, Damen
- Nadeschda Konjajewa, Leichtathletik (0-0-1) (→ nach 1992: )
Melbourne 1956: Bronze, Speerwurf, Damen
- Juri Konowalow, Leichtathletik (0-2-0) (→ nach 1992: )
Melbourne 1956: Silber, 4 × 100 m, Herren
Rom 1960: Silber, 4 × 100 m, Herren
- Witali Konstantinow, Ringen (1-0-0) (→ nach 1992: )
Montreal 1976: Gold, gr.-röm. Fliegengewicht, Herren
- Sergei Kopljakow, Schwimmen (2-2-0) (→ nach 1992: )
Montreal 1976: Silber, 4 × 200 m Freistil, Herren
Moskau 1980: Gold, 200 m Freistil, Herren
Moskau 1980: Gold, 4 × 200 m Freistil, Herren
Moskau 1980: Silber, 4 × 100 m Lagen, Herren
- Sergei Kopylow, Radsport (0-0-1) (→ nach 1992: )
Moskau 1980: Bronze, Sprint, Herren
- Gennadi Korban, Ringen (1-0-0) (→ nach 1992: )
Moskau 1980: Gold, gr.-röm. Mittelgewicht, Herren
- Olga Korbut, Turnen (4-2-0) (→ nach 1992: )
München 1972: Gold, Mannschaftsmehrkampf, Damen
München 1972: Gold, Schwebebalken, Damen
München 1972: Silber, Stufenbarren, Damen
München 1972: Gold, Boden, Damen
Montreal 1976: Gold, Mannschaftsmehrkampf, Damen
Montreal 1976: Silber, Schwebebalken, Damen
- Boris Korezki, Fechten (1-0-0) (→ nach 1992: )
Seoul 1988: Gold, Florett Mannschaft, Herren
- Awtandil Koridse, Ringen (1-0-0) (→ nach 1992: )
Rom 1960: Gold, gr.-röm. Leichtgewicht, Herren
- Sergei Korjaschkin, Fechten (0-1-0) (→ nach 1992: )
Seoul 1988: Silber, Säbel Mannschaft, Herren
- Alexander Korneljuk, Leichtathletik (0-1-0) (→ nach 1992: )
München 1972: Silber, 4 × 100 m, Herren
- Walentin Kornew, Schießen (0-1-0) (→ nach 1992: )
Mexiko-Stadt 1968: Silber, Freies Gewehr Dreistellungskampf, Herren
- Sergei Kornilajew, Ringen (0-0-1) (→ nach 1992: )
Moskau 1980: Bronze, Freistil Papiergewicht, Herren
- Petro Korol, Gewichtheben (1-0-0) (→ nach 1992: )
Montreal 1976: Gold, Leichtgewicht, Herren
- Jewgeni Korolkow, Turnen (1-1-0) (→ nach 1992: )
Helsinki 1952: Gold, Mannschaftsmehrkampf, Herren
Helsinki 1952: Silber, Seitpferd, Herren
- Nikolai Korolkow, Reiten (1-1-0) (→ nach 1992: )
Moskau 1980: Gold, Springreiten Mannschaft
Moskau 1980: Silber, Springreiten Einzel
- Gennadi Korschikow, Rudern (1-0-0) (→ nach 1992: )
München 1972: Gold, Doppelzweier, Herren
- Tatjana Korschunowa, Kanu (0-1-0) (→ nach 1992: )
Montreal 1976: Silber, Einer-Kajak 500 m, Damen
- Antanina Koschal, Turnen (1-0-0) (→ nach 1992: )
München 1972: Gold, Mannschaftsmehrkampf, Damen
- Marina Koschewaja, Schwimmen (1-0-1) (→ nach 1992: )
Montreal 1976: Bronze, 100 m Brust, Damen
Montreal 1976: Gold, 200 m Brust, Damen
- Alexander Koschkin, Boxen (0-1-0) (→ nach 1992: )
Moskau 1980: Silber, Halbmittelgewicht, Herren
- Wladimir Koslow, Bobsport (1-0-1) (→ nach 1992: )
Calgary 1988: Gold, Zweierbob, Herren
Calgary 1988: Bronze, Viererbob, Herren
- Wladimir Kossinski, Schwimmen (0-2-1) (→ nach 1992: )
Mexiko-Stadt 1968: Silber, 100 m Brust, Herren
Mexiko-Stadt 1968: Silber, 200 m Brust, Herren
Mexiko-Stadt 1968: Bronze, 4 × 100 m Lagen, Herren
- Wiktor Kossitschkin, Eisschnelllauf (1-1-0) (→ nach 1992: )
Squaw Valley 1960: Gold, 5000 m, Herren
Squaw Valley 1960: Silber, 10.000 m, Herren
- Grigori Kossych, Schießen (1-0-0) (→ nach 1992: )
Mexiko-Stadt 1968: Gold, Freie Scheibenpistole, Herren
- Guram Kostawa, Fechten (0-0-2) (→ nach 1992: )
Rom 1960: Bronze, Degen Mannschaft, Herren
Tokio 1964: Bronze, Degen Einzel, Herren
- Walentyna Kosyr, Leichtathletik (0-0-1) (→ nach 1992: )
Mexiko-Stadt 1968: Bronze, Hochsprung, Damen
- Ljubow Kosyrewa, Ski Nordisch (1-3-0) (→ nach 1992: )
Cortina d’Ampezzo 1956: Gold, 10 km, Damen
Cortina d’Ampezzo 1956: Silber, 3 × 5 km, Damen
Squaw Valley 1960: Silber, 10 km, Damen
Squaw Valley 1960: Silber, 3 × 5 km, Damen
- Anatoli Koteschew, Fechten (0-1-0) (→ nach 1992: )
München 1972: Silber, Florett Mannschaft, Herren
- Johannes Kotkas, Ringen (1-0-0) (→ nach 1992: )
Helsinki 1952: Gold, gr.-röm. Schwergewicht, Herren
- Iwan Kotschergin, Ringen (0-0-1) (→ nach 1992: )
Mexiko-Stadt 1968: Bronze, gr.-röm. Bantamgewicht, Herren
- Alexander Kowalenko, Leichtathletik (0-0-1) (→ nach 1992: )
Seoul 1988: Bronze, Dreisprung, Herren
- Wladimir Kowaljow, Eiskunstlauf (0-1-0) (→ nach 1992: )
Innsbruck 1976: Silber, Herren
- Walentyna Kowpan, Bogenschießen (0-1-0) (→ nach 1992: )
Montreal 1976: Silber, Einzel, Damen
- Nikolai Kowsch, Radsport (0-1-0) (→ nach 1992: )
Seoul 1988: Silber, Sprint, Herren
- Jurij Kowschow, Reiten (1-1-0) (→ nach 1992: )
Moskau 1980: Gold, Dressur Mannschaft
Moskau 1980: Silber, Dressur Einzel
- Klavdija Koženkova, Rudern (0-1-0) (→ nach 1992: )
Montreal 1976: Silber, Achter, Damen
- Boris Kramarenko, Ringen (0-0-1) (→ nach 1992: )
Moskau 1980: Bronze, gr.-röm. Federgewicht, Herren
- Wera Krasnowa, Eisschnelllauf (0-1-0) (→ nach 1992: )
Sapporo 1972: Silber, 500 m, Damen
- Wiktor Kratassiuki, Kanu (1-0-0) (→ nach 1992: )
München 1972: Gold, Zweier-Kajak 1000 m, Herren
- Swetlana Kratschewskaja, Leichtathletik (0-1-0) (→ nach 1992: )
Moskau 1980: Silber, Kugelstoßen, Damen
- Wiktor Krawtschenko, Leichtathletik (0-0-1) (→ nach 1992: )
Tokio 1964: Bronze, Dreisprung, Herren
- Walentyn Krawtschuk, Rudern (0-0-1) (→ nach 1992: )
Mexiko-Stadt 1968: Bronze, Achter, Herren
- Galina Kreft, Kanu (1-1-0) (→ nach 1992: )
Montreal 1976: Gold, Zweier-Kajak 500 m, Damen
Moskau 1980: Silber, Zweier-Kajak 500 m, Damen
- Witold Krejer, Leichtathletik (0-0-2) (→ nach 1992: )
Melbourne 1956: Bronze, Dreisprung, Herren
Rom 1960: Bronze, Dreisprung, Herren
- Wera Krepkina, Leichtathletik (1-0-0) (→ nach 1992: )
Rom 1960: Gold, Weitsprung, Damen
- Dimants Krišjānis, Rudern (0-1-0) (→ nach 1992: )
Moskau 1980: Silber, Vierer mit Steuermann, Herren
- Dzintars Krišjānis, Rudern (0-1-0) (→ nach 1992: )
Moskau 1980: Silber, Vierer mit Steuermann, Herren
- Hryhorij Kriss, Fechten (1-2-1) (→ nach 1992: )
Tokio 1964: Gold, Degen Einzel, Herren
Mexiko-Stadt 1968: Silber, Degen Mannschaft, Herren
Mexiko-Stadt 1968: Silber, Degen Einzel, Herren
München 1972: Bronze, Degen Mannschaft, Herren
- Wladimir Krjukow, Rudern (0-1-0) (→ nach 1992: )
Helsinki 1952: Silber, Achter, Herren
- Ljudmila Krochina, Rudern (0-0-1) (→ nach 1992: )
Montreal 1976: Bronze, Vierer mit Steuerfrau, Damen
- Wiktor Krowopuskow, Fechten (4-0-0) (→ nach 1992: )
Montreal 1976: Gold, Säbel Einzel, Herren
Montreal 1976: Gold, Säbel Mannschaft, Herren
Moskau 1980: Gold, Säbel Mannschaft, Herren
Moskau 1980: Gold, Säbel Einzel, Herren
- Nikolai Kruglow, Biathlon (2-0-0) (→ nach 1992: )
Sapporo 1972: Gold, 20 km, Herren
Sapporo 1972: Gold, 4 × 7,5 km, Herren
- Jelena Kruglowa, Schwimmen (0-0-1) (→ nach 1992: )
Moskau 1980: Bronze, 4 × 100 m Lagen, Damen
- Ninel Krutowa, Wasserspringen (0-0-1) (→ nach 1992: )
Rom 1960: Bronze, Turmspringen, Damen
- Andrei Krylow, Schwimmen (1-3-0) (→ nach 1992: )
Montreal 1976: Silber, 4 × 200 m Freistil, Herren
Moskau 1980: Silber, 200 m Freistil, Herren
Moskau 1980: Silber, 400 m Freistil, Herren
Moskau 1980: Gold, 4 × 200 m Freistil, Herren
- Wladimir Krylow, Leichtathletik (1-0-0) (→ nach 1992: )
Seoul 1988: Gold, 4 × 100 m, Herren
- Lidija Krylowa, Rudern (0-0-1) (→ nach 1992: )
Montreal 1976: Bronze, Vierer mit Steuerfrau, Damen
- Gennadi Kryssin, Turnen (0-1-0) (→ nach 1992: )
Montreal 1976: Silber, Mannschaftsmehrkampf, Herren
- Gennadi Kryuçkin, Rudern (0-1-0) (→ nach 1992: )
Moskau 1980: Silber, Zweier mit Steuermann, Herren
- Michail Krywanossau, Leichtathletik (0-1-0) (→ nach 1992: )
Melbourne 1956: Silber, Hammerwurf, Herren
- Dainis Kūla, Leichtathletik (1-0-0) (→ nach 1992: )
Moskau 1980: Gold, Speerwurf, Herren
- Alexander Kulagin, Rudern (0-1-0) (→ nach 1992: )
Moskau 1980: Silber, Vierer ohne Steuermann, Herren
- Boris Kulajew, Ringen (0-1-0) (→ nach 1992: )
Melbourne 1956: Silber, Freistil Halbschwergewicht, Herren
- Galina Kulakowa, Ski Nordisch (4-2-2) (→ nach 1992: )
Innsbruck 1968: Silber, 5 km, Damen
Innsbruck 1968: Bronze, 3 × 5 km, Damen
Sapporo 1972: Gold, 5 km, Damen
Sapporo 1972: Gold, 10 km, Damen
Sapporo 1972: Gold, 3 × 5 km, Damen
Innsbruck 1976: Bronze, 10 km, Damen
Innsbruck 1976: Gold, 4 × 5 km, Damen
Lake Placid 1980: Silber, 4 × 5 km, Damen
- Georgijs Kuļikovs, Schwimmen (0-2-2) (→ nach 1992: )
Mexiko-Stadt 1968: Silber, 4 × 100 m Freistil, Herren
Mexiko-Stadt 1968: Bronze, 4 × 200 m Freistil, Herren
München 1972: Silber, 4 × 100 m Freistil, Herren
München 1972: Bronze, 4 × 200 m Freistil, Herren
- Jewgeni Kulikow, Eisschnelllauf (1-1-0) (→ nach 1992: )
Innsbruck 1976: Gold, 500 m, Herren
Lake Placid 1980: Silber, 500 m, Herren
- Olga Kuragina, Leichtathletik (0-0-1) (→ nach 1992: )
Moskau 1980: Bronze, Fünfkampf, Damen
- Wiktor Kurenzow, Gewichtheben (1-1-0) (→ nach 1992: )
Tokio 1964: Silber, Mittelgewicht, Herren
Mexiko-Stadt 1968: Gold, Mittelgewicht, Herren
- Aljaksandr Kurlowitsch, Gewichtheben (1-0-0) (→ nach 1992: )
Seoul 1988: Gold, Superschwergewicht, Herren
- Alexander Kurynow, Gewichtheben (1-0-0) (→ nach 1992: )
Rom 1960: Gold, Mittelgewicht, Herren
- Kateryna Kuryschko, Kanu (1-0-0) (→ nach 1992: )
München 1972: Gold, Zweier-Kajak 500 m, Damen
- Wladimir Kusin, Ski Nordisch (1-0-0) (→ nach 1992: )
Cortina d’Ampezzo 1956: Gold, 4 × 10 km, Herren
- Alexei Kusnezow, Ski Nordisch (0-0-1) (→ nach 1992: )
Squaw Valley 1960: Bronze, 4 × 10 km, Herren
- Boris Kusnezow, Boxen (1-0-0) (→ nach 1992: )
München 1972: Gold, Federgewicht, Herren
- Lew Kusnezow, Fechten (0-0-2) (→ nach 1992: )
Melbourne 1956: Bronze, Säbel Mannschaft, Herren
Melbourne 1956: Bronze, Säbel Einzel, Herren
- Michail Kusnezow, Rudern (1-0-0) (→ nach 1992: )
Montreal 1976: Gold, Vierer mit Steuermann, Herren
- Nikolai Kusnezow, Rudern (0-0-1) (→ nach 1992: )
Montreal 1976: Bronze, Vierer ohne Steuermann, Herren
- Pawel Kusnezow, Gewichtheben (1-0-0) (→ nach 1992: )
Seoul 1988: Gold, 1. Schwergewicht, Herren
- Wassili Kusnezow, Leichtathletik (0-0-2) (→ nach 1992: )
Melbourne 1956: Bronze, Zehnkampf, Herren
Rom 1960: Bronze, Zehnkampf, Herren
- Wiktor Kusnezow, Schwimmen (0-2-0) (→ nach 1992: )
Moskau 1980: Silber, 100 m Rücken, Herren
Moskau 1980: Silber, 4 × 100 m Lagen, Herren
- Witali Kusnezow, Judo (0-1-0) (→ nach 1992: )
München 1972: Silber, Offene Klasse, Herren
- Natalja Kutschinskaja, Turnen (2-0-2) (→ nach 1992: )
Mexiko-Stadt 1968: Bronze, Einzelmehrkampf, Damen
Mexiko-Stadt 1968: Gold, Mannschaftsmehrkampf, Damen
Mexiko-Stadt 1968: Gold, Schwebebalken, Damen
Mexiko-Stadt 1968: Bronze, Boden, Damen
- Wolodymyr Kuz, Leichtathletik (2-0-0) (→ nach 1992: )
Melbourne 1956: Gold, 5000 m, Herren
Melbourne 1956: Gold, 10.000 m, Herren
- Juri Kuzenko, Leichtathletik (0-1-0) (→ nach 1992: )
Moskau 1980: Silber, Zehnkampf, Herren
- Afanasijs Kuzmins, Schießen (1-0-0) (→ nach 1992: )
Seoul 1988: Gold, Schnellfeuerpistole, Herren
- Schota Kweliaschwili, Schießen (0-1-0) (→ nach 1992: )
Tokio 1964: Silber, Freies Gewehr Dreistellungskampf, Herren
- Wolodymyr Kysseljow, Leichtathletik (1-0-0) (→ nach 1992: )
Moskau 1980: Gold, Kugelstoßen, Herren

### L
- Anatoli Lagetko, Boxen (0-0-1) (→ nach 1992: )
Melbourne 1956: Bronze, Leichtgewicht, Herren
- Boris Lagutin, Boxen (2-0-1) (→ nach 1992: )
Rom 1960: Bronze, Halbmittelgewicht, Herren
Tokio 1964: Gold, Halbmittelgewicht, Herren
Mexiko-Stadt 1968: Gold, Halbmittelgewicht, Herren
- Wladimir Lapizki, Fechten (0-1-0) (→ nach 1992: )
Moskau 1980: Silber, Florett Mannschaft, Herren
- Ihar Lapschyn, Leichtathletik (0-1-0) (→ nach 1992: )
Seoul 1988: Silber, Dreisprung, Herren
- Tamara Lasakowitsch, Turnen (1-1-2) (→ nach 1992: )
München 1972: Gold, Mannschaftsmehrkampf, Damen
München 1972: Bronze, Einzelmehrkampf, Damen
München 1972: Silber, Schwebebalken, Damen
München 1972: Bronze, Boden, Damen
- Natālija Laščonova, Turnen (1-0-0) (→ nach 1992: )
Seoul 1988: Gold, Mannschaftsmehrkampf, Damen
- Larissa Latynina, Turnen (9-5-4) (→ nach 1992: )
Melbourne 1956: Gold, Einzelmehrkampf, Damen
Melbourne 1956: Gold, Mannschaftsmehrkampf, Damen
Melbourne 1956: Gold, Boden, Damen
Melbourne 1956: Gold, Pferdsprung, Damen
Melbourne 1956: Silber, Stufenbarren, Damen
Melbourne 1956: Bronze, Gruppen-Gymnastik, Damen
Rom 1960: Gold, Einzelmehrkampf, Damen
Rom 1960: Gold, Mannschaftsmehrkampf, Damen
Rom 1960: Gold, Boden, Damen
Rom 1960: Bronze, Pferdsprung, Damen
Rom 1960: Silber, Schwebebalken, Damen
Rom 1960: Silber, Stufenbarren, Damen
Tokio 1964: Silber, Einzelmehrkampf, Damen
Tokio 1964: Gold, Mannschaftsmehrkampf, Damen
Tokio 1964: Gold, Boden, Damen
Tokio 1964: Silber, Pferdsprung, Damen
Tokio 1964: Bronze, Schwebebalken, Damen
Tokio 1964: Bronze, Stufenbarren, Damen
- Aivars Lazdenieks, Rudern (0-1-0) (→ nach 1992: )
Montreal 1976: Silber, Doppelvierer, Herren
- Natalja Lebedewa, Leichtathletik (0-0-1) (→ nach 1992: )
Montreal 1976: Bronze, 100 m Hürden, Damen
- Pawel Lednjow, Moderner Fünfkampf (2-2-3) (→ nach 1992: )
Mexiko-Stadt 1968: Bronze, Einzel
Mexiko-Stadt 1968: Silber Mannschaft
München 1972: Gold, Mannschaft
München 1972: Bronze, Einzel
Montreal 1976: Silber, Einzel
Moskau 1980: Bronze, Einzel, Herren
Moskau 1980: Gold, Mannschaft, Herren
- Wjatscheslaw Lemeschew, Boxen (1-0-0) (→ nach 1992: )
München 1972: Gold, Mittelgewicht, Herren
- Dmytro Leonkin, Turnen (1-0-0) (→ nach 1992: )
Helsinki 1952: Gold, Mannschaftsmehrkampf, Herren
- Wladimir Leonow, Radsport (0-0-1) (→ nach 1992: )
Rom 1960: Bronze, Tandem, Herren
- Wiktor Leontjew, Turnen (0-1-0) (→ nach 1992: )
Tokio 1964: Silber, Mannschaftsmehrkampf, Herren
- Tatjana Lessowaja, Leichtathletik (0-0-1) (→ nach 1992: )
Moskau 1980: Bronze, Diskuswurf, Damen
- Allar Levandi, Ski Nordisch (0-0-1) (→ nach 1992: )
Calgary 1988: Bronze, Nordische Kombination Einzel, Herren
- Waleri Lichatschow, Radsport (1-0-0) (→ nach 1992: )
München 1972: Gold, Mannschaftszeitfahren, Herren
- Michail Linge, Leichtathletik (1-0-0) (→ nach 1992: )
Moskau 1980: Gold, 4 × 400 m, Herren
- Natalja Linitschuk, Eiskunstlauf (1-0-0) (→ nach 1992: )
Lake Placid 1980: Gold, Eistanz
- Jewgeni Lipejew, Moderner Fünfkampf (1-0-0) (→ nach 1992: )
Moskau 1980: Gold, Mannschaft, Herren
- Wiktor Lissizki, Turnen (0-5-0) (→ nach 1992: )
Tokio 1964: Silber, Einzelmehrkampf, Herren
Tokio 1964: Silber, Mannschaftsmehrkampf, Herren
Tokio 1964: Silber, Boden, Herren
Tokio 1964: Silber, Pferdsprung, Herren
Mexiko-Stadt 1968: Silber, Mannschaftsmehrkampf, Herren
- Natalja Lissowskaja, Leichtathletik (1-0-0) (→ nach 1992: )
Seoul 1988: Gold, Kugelstoßen, Damen
- Juri Litujew, Leichtathletik (0-1-0) (→ nach 1992: )
Helsinki 1952: Silber, 400 m Hürden, Herren
- Sergei Litwinow, Leichtathletik (1-1-0) (→ nach 1992: )
Moskau 1980: Silber, Hammerwurf, Herren
Seoul 1988: Gold, Hammerwurf, Herren
- Tazzjana Ljadouskaja, Leichtathletik (1-1-0) (→ nach 1992: )
Seoul 1988: Silber, 400 m Hürden, Damen
Seoul 1988: Gold, 4 × 400 m, Damen
- Nadeschda Ljubimowa, Rudern (0-1-0) (→ nach 1992: )
Moskau 1980: Silber, Doppelvierer mit Steuerfrau, Damen
- Tamara Ljuchina, Turnen (2-0-2) (→ nach 1992: )
Rom 1960: Gold, Mannschaftsmehrkampf, Damen
Rom 1960: Bronze, Boden, Damen
Rom 1960: Bronze, Stufenbarren, Damen
Tokio 1964: Gold, Mannschaftsmehrkampf, Damen
- Waleri Ljukin, Turnen (2-2-0) (→ nach 1992: )
Seoul 1988: Silber, Einzelmehrkampf, Herren
Seoul 1988: Gold, Mannschaftsmehrkampf, Herren
Seoul 1988: Silber, Barren, Herren
Seoul 1988: Gold, Reck, Herren
- Juri Lobanow, Kanu (1-0-1) (→ nach 1992: )
München 1972: Gold, Zweier-Canadier 1000 m, Herren
Moskau 1980: Bronze, Zweier-Canadier 1000 m, Herren
- Wladimir Lobanow, Eisschnelllauf (0-0-1) (→ nach 1992: )
Lake Placid 1980: Bronze, 1000 m, Herren
- Natalja Lobanowa, Wasserspringen (0-1-0) (→ nach 1992: )
Mexiko-Stadt 1968: Silber, Turmspringen, Damen
- Maryna Lobatsch, Rhythmische Sportgymnastik (1-0-0) (→ nach 1992: )
Seoul 1988: Gold, Einzel
- Wiktor Logunow, Radsport (0-1-0) (→ nach 1992: )
Tokio 1964: Silber, Tandem, Herren
- Aleh Lohwin, Radsport (1-0-0) (→ nach 1992: )
Moskau 1980: Gold, Mannschaftszeitfahren, Herren
- Trofim Lomakin, Gewichtheben (1-1-0) (→ nach 1992: )
Helsinki 1952: Gold, Leichtschwergewicht, Herren
Rom 1960: Silber, Mittelschwergewicht, Herren
- Schota Lomidse, Ringen (0-1-0) (→ nach 1992: )
Mexiko-Stadt 1968: Silber, Freistil Halbschwergewicht, Herren
- Jewgeni Lopatin, Gewichtheben (0-1-0) (→ nach 1992: )
Helsinki 1952: Silber, Leichtgewicht, Herren
- Juri Lorenzson, Rudern (0-1-1) (→ nach 1992: )
Mexiko-Stadt 1968: Bronze, Achter, Herren
Montreal 1976: Silber, Zweier mit Steuermann, Herren
- Ketewan Lossaberidse, Bogenschießen (1-0-0) (→ nach 1992: )
Moskau 1980: Gold, Einzel, Damen
- Wladimir Lowezki, Leichtathletik (0-1-0) (→ nach 1992: )
München 1972: Silber, 4 × 100 m, Herren
- Andrej Luhin, Rudern (0-0-1) (→ nach 1992: )
Moskau 1980: Bronze, Achter, Herren
- Alexander Lukjanow, Rudern (1-2-0) (→ nach 1992: )
Montreal 1976: Gold, Vierer mit Steuermann, Herren
Moskau 1980: Silber, Zweier mit Steuermann, Herren
Seoul 1988: Silber, Achter, Herren
- Boris Lukomski, Fechten (0-0-1) (→ nach 1992: )
Moskau 1980: Bronze, Degen Mannschaft, Herren
- Gennadi Luschtschikow, Schießen (0-0-1) (→ nach 1992: )
Montreal 1976: Bronze, Kleinkaliber liegend, Herren
- Jānis Lūsis, Leichtathletik (1-1-1) (→ nach 1992: )
Tokio 1964: Bronze, Speerwurf, Herren
Mexiko-Stadt 1968: Gold, Speerwurf, Herren
München 1972: Silber, Speerwurf, Herren
- Leonid Lytwynenko, Leichtathletik (0-1-0) (→ nach 1992: )
München 1972: Silber, Zehnkampf, Herren

### M
- Antonina Machina, Rudern (0-1-0) (→ nach 1992: )
Moskau 1980: Silber, Einer, Damen
- Kamandar Madschydau, Ringen (1-0-0) (→ nach 1992: )
Seoul 1988: Gold, gr.-röm. Federgewicht, Herren
- Ihar Majstrenka, Rudern (0-0-1) (→ nach 1992: )
Moskau 1980: Bronze, Achter, Herren
- Serhij Makarenko, Kanu (1-0-0) (→ nach 1992: )
Rom 1960: Gold, Zweier-Canadier 1000 m, Herren
- Alexander Makarow, Leichtathletik (0-1-0) (→ nach 1992: )
Moskau 1980: Silber, Speerwurf, Herren
- Oleg Makarow, Eiskunstlauf (0-0-1) (→ nach 1992: )
Sarajevo 1984: Bronze, Paare
- Bohdan Makuz, Turnen (1-0-0) (→ nach 1992: )
Moskau 1980: Gold, Mannschaftsmehrkampf, Herren
- Alexander Malejew, Turnen (0-1-0) (→ nach 1992: )
München 1972: Silber, Mannschaftsmehrkampf, Herren
- Igor Malkow, Eisschnelllauf (1-1-0) (→ nach 1992: )
Sarajevo 1984: Silber, 5000 m, Herren
Sarajevo 1984: Gold, 10.000 m, Herren
- Galina Maltschugina, Leichtathletik (0-0-1) (→ nach 1992: )
Seoul 1988: Bronze, 4 × 100 m, Damen
- Anna Maluchina, Schießen (0-0-1) (→ nach 1992: )
Seoul 1988: Bronze, Luftgewehr, Damen
- Juri Malyschew, Rudern (1-0-0) (→ nach 1992: )
München 1972: Gold, Einer, Herren
- Wiktor Mamatow, Biathlon (2-0-0) (→ nach 1992: )
Grenoble 1968: Gold, 4 × 7,5 km, Herren
Sapporo 1972: Gold, 4 × 7,5 km, Herren
- Raschid Mamedbekow, Ringen (0-1-0) (→ nach 1992: )
Helsinki 1952: Silber, Freistil Bantamgewicht, Herren
- İlqar Məmmədov, Fechten (1-0-0) (→ nach 1992: )
Seoul 1988: Gold, Florett Mannschaft, Herren
- Michail Mamiaschwili, Ringen (1-0-0) (→ nach 1992: )
Seoul 1988: Gold, gr.-röm. Mittelgewicht, Herren
- Wiktor Manakow, Radsport (1-0-0) (→ nach 1992: )
Moskau 1980: Gold, 4000 m Mannschaftsverfolgung, Herren
- Wladimir Manejew, Ringen (0-1-0) (→ nach 1992: )
Melbourne 1956: Silber, gr.-röm. Weltergewicht, Herren
- Tamara Manina, Turnen (2-3-1) (→ nach 1992: )
Melbourne 1956: Gold, Mannschaftsmehrkampf, Damen
Melbourne 1956: Silber, Pferdsprung, Damen
Melbourne 1956: Silber, Schwebebalken, Damen
Melbourne 1956: Bronze, Gruppen-Gymnastik, Damen
Tokio 1964: Gold, Mannschaftsmehrkampf, Damen
Tokio 1964: Silber, Schwebebalken, Damen
- Walentin Mankin, Segeln (3-1-0) (→ nach 1992: )
Mexiko-Stadt 1968: Gold, Finn-Dinghi, Herren
München 1972: Gold, Tempest, Herren
Montreal 1976: Silber, Tempest, Herren
Moskau 1980: Gold, Star, Herren
- Oleksandr Manzewytsch, Rudern (0-0-1) (→ nach 1992: )
Moskau 1980: Bronze, Achter, Herren
- Wladimir Markelow, Turnen (1-1-0) (→ nach 1992: )
Montreal 1976: Silber, Mannschaftsmehrkampf, Herren
Moskau 1980: Gold, Mannschaftsmehrkampf, Herren
- Wiktor Markin, Leichtathletik (2-0-0) (→ nach 1992: )
Moskau 1980: Gold, 400 m, Herren
Moskau 1980: Gold, 4 × 400 m, Herren
- Oleksandr Martschenko, Rudern (0-0-1) (→ nach 1992: )
Seoul 1988: Bronze, Doppelzweier, Herren
- Wladimir Martschenko, Turnen (0-2-0) (→ nach 1992: )
Montreal 1976: Silber, Mannschaftsmehrkampf, Herren
Montreal 1976: Silber, Boden, Herren
- Alexander Martyschkin, Rudern (0-0-1) (→ nach 1992: )
Mexiko-Stadt 1968: Bronze, Achter, Herren
- Wiktor Masanow, Schwimmen (0-2-1) (→ nach 1992: )
Mexiko-Stadt 1968: Silber, 4 × 100 m Freistil, Herren
München 1972: Silber, 4 × 100 m Freistil, Herren
München 1972: Bronze, 4 × 200 m Freistil, Herren
- Switlana Masij, Rudern (0-1-0) (→ nach 1992: )
Seoul 1988: Silber, Doppelvierer, Damen
- Wiktor Masin, Gewichtheben (1-0-0) (→ nach 1992: )
Moskau 1980: Gold, Federgewicht, Herren
- Jewgeni Maskinskow, Leichtathletik (0-1-0) (→ nach 1992: )
Melbourne 1956: Silber, 50 km Gehen, Herren
- Ljudmila Maslakowa, Leichtathletik (0-1-2) (→ nach 1992: )
Mexiko-Stadt 1968: Bronze, 4 × 100 m, Damen
Montreal 1976: Bronze, 4 × 100 m, Damen
Moskau 1980: Silber, 4 × 100 m, Damen
- Illja Mate, Ringen (1-0-0) (→ nach 1992: )
Moskau 1980: Gold, Freistil Schwergewicht, Herren
- Jelena Matijewskaja, Rudern (0-1-0) (→ nach 1992: )
Moskau 1980: Silber, Doppelvierer mit Steuerfrau, Damen
- Umjar Mawlichanow, Fechten (2-0-1) (→ nach 1992: )
Tokio 1964: Gold, Säbel Mannschaft, Herren
Tokio 1964: Bronze, Säbel Einzel, Herren
Mexiko-Stadt 1968: Gold, Säbel Mannschaft, Herren
- Wiktor Mednow, Boxen (0-1-0) (→ nach 1992: )
Helsinki 1952: Silber, Halbweltergewicht, Herren
- Alexander Medwed, Ringen (3-0-0) (→ nach 1992: )
Tokio 1964: Gold, Freistil Halbschwergewicht, Herren
Mexiko-Stadt 1968: Gold, Freistil Schwergewicht, Herren
München 1972: Gold, Freistil Superschwergewicht, Herren
- Waleri Medwedzew, Biathlon (1-2-0) (→ nach 1992: )
Calgary 1988: Silber, 10 km, Herren
Calgary 1988: Silber, 20 km, Herren
Calgary 1988: Gold, 4 × 7,5 km, Herren
- Arsen Mekokischwili, Ringen (1-0-0) (→ nach 1992: )
Helsinki 1952: Gold, Freistil Schwergewicht, Herren
- Jewdokija Mekschilo, Ski Nordisch (1-1-0) (→ nach 1992: )
Innsbruck 1964: Silber, 10 km, Damen
Innsbruck 1964: Gold, 3 × 5 km, Damen
- Wladimir Melanin, Biathlon (1-0-0) (→ nach 1992: )
Innsbruck 1964: Gold, 20 km, Herren
- Alexander Melentjew, Schießen (1-0-0) (→ nach 1992: )
Moskau 1980: Gold, Freie Pistole, Herren
- Juri Melichow, Radsport (0-0-1) (→ nach 1992: )
Rom 1960: Bronze, Mannschaftszeitfahren, Herren
- Faina Melnik, Leichtathletik (1-0-0) (→ nach 1992: )
München 1972: Gold, Diskuswurf, Damen
- Antanina Melnikawa, Kanu (0-0-1) (→ nach 1992: )
Moskau 1980: Bronze, Einer-Kajak 500 m, Damen
- Boris Melnikow, Fechten (1-0-0) (→ nach 1992: )
Tokio 1964: Gold, Säbel Mannschaft, Herren
- Borys Melnyk, Schießen (0-1-0) (→ nach 1992: )
München 1972: Silber, Freies Gewehr, Herren
- Anatoli Michailow, Leichtathletik (0-0-1) (→ nach 1992: )
Tokio 1964: Bronze, 110 m Hürden, Herren
- Juri Michailow, Eisschnelllauf (1-0-0) (→ nach 1992: )
Cortina d’Ampezzo 1956: Gold, 1500 m, Herren
- Mark Midler, Fechten (2-0-0) (→ nach 1992: )
Rom 1960: Gold, Florett Mannschaft, Herren
Tokio 1964: Gold, Florett Mannschaft, Herren
- Edward Mikajeljan, Turnen (0-1-0) (→ nach 1992: )
München 1972: Silber, Mannschaftsmehrkampf, Herren
- Antanas Mikėnas, Leichtathletik (0-1-0) (→ nach 1992: )
Melbourne 1956: Silber, 20 km Gehen, Herren
- Nikolai Miligulo, Turnen (0-1-0) (→ nach 1992: )
Rom 1960: Silber, Mannschaftsmehrkampf, Herren
- Israjel Militosjan, Gewichtheben (0-1-0) (→ nach 1992: )
Seoul 1988: Silber, Leichtgewicht, Herren
- Wartan Militosjan, Gewichtheben (0-1-0) (→ nach 1992: )
Montreal 1976: Silber, Mittelgewicht, Herren
- Galina Minaitschewa, Turnen (1-1-1) (→ nach 1992: )
Helsinki 1952: Gold, Mannschaftsmehrkampf, Damen
Helsinki 1952: Bronze, Pferdsprung, Damen
Helsinki 1952: Silber, Gruppen-Gymnastik, Damen
- Jewgeni Minajew, Gewichtheben (1-1-0) (→ nach 1992: )
Melbourne 1956: Silber, Federgewicht, Herren
Rom 1960: Gold, Federgewicht, Herren
- Serhij Mindirhassow, Fechten (0-1-0) (→ nach 1992: )
Seoul 1988: Silber, Säbel Mannschaft, Herren
- Wiktor Minejew, Moderner Fünfkampf (1-0-0) (→ nach 1992: )
Tokio 1964: Gold, Mannschaft, Herren
- Olga Minejewa, Leichtathletik (0-1-0) (→ nach 1992: )
Moskau 1980: Silber, 800 m, Damen
- Andrei Minenkow, Eiskunstlauf (0-1-1) (→ nach 1992: )
Innsbruck 1976: Silber, Eistanz
Lake Placid 1980: Bronze, Eistanz
- Jewgeni Mironow, Leichtathletik (0-1-0) (→ nach 1992: )
Montreal 1976: Silber, Kugelstoßen, Herren
- Alexander Miroschnitschenko, Boxen (0-0-1) (→ nach 1992: )
Seoul 1988: Bronze, Superschwergewicht, Herren
- Wiktor Miroschnytschenko, Boxen (0-1-0) (→ nach 1992: )
Moskau 1980: Silber, Fliegengewicht, Herren
- Oksen Mirsojan, Gewichtheben (1-0-0) (→ nach 1992: )
Seoul 1988: Gold, Bantamgewicht, Herren
- Galina Mischenina, Rudern (0-0-1) (→ nach 1992: )
Montreal 1976: Bronze, Vierer mit Steuerfrau, Damen
- Arsens Miskarovs, Schwimmen (0-2-1) (→ nach 1992: )
Moskau 1980: Silber, 100 m Brust, Herren
Moskau 1980: Bronze, 200 m Brust, Herren
Moskau 1980: Silber, 4 × 100 m Lagen, Herren
- Wira Missewytsch, Reiten (1-0-0) (→ nach 1992: )
Moskau 1980: Gold, Dressur Mannschaft
- Wiktor Modsolewski, Fechten (0-1-1) (→ nach 1992: )
Mexiko-Stadt 1968: Silber, Degen Mannschaft, Herren
München 1972: Bronze, Degen Mannschaft, Herren
- Irina Moissejewa, Eiskunstlauf (0-1-1) (→ nach 1992: )
Innsbruck 1976: Silber, Eistanz
Lake Placid 1980: Bronze, Eistanz
- Albert Mokejew, Moderner Fünfkampf (1-0-1) (→ nach 1992: )
Tokio 1964: Gold, Mannschaft, Herren
Tokio 1964: Bronze, Einzel, Herren
- Dmytro Monakow, Schießen (0-0-1) (→ nach 1992: )
Seoul 1988: Bronze, Wurfscheiben-Trap, Herren
- Walentin Morkowkin, Rudern (0-0-1) (→ nach 1992: )
Rom 1960: Bronze, Vierer ohne Steuermann, Herren
- Wladimir Morosow, Kanu (1-0-0) (→ nach 1992: )
Montreal 1976: Gold, Vierer-Kajak 1000 m, Herren
- Wolodymyr Morosow, Kanu (3-0-0) (→ nach 1992: )
Tokio 1964: Gold, Vierer-Kajak 1000 m, Herren
Mexiko-Stadt 1968: Gold, Zweier-Kajak 1000 m, Herren
München 1972: Gold, Vierer-Kajak 1000 m, Herren
- Alexander Moschajew, Fechten (0-0-1) (→ nach 1992: )
Moskau 1980: Bronze, Degen Mannschaft, Herren
- Laryssa Moskalenko, Segeln (0-0-1) (→ nach 1992: )
Seoul 1988: Bronze, 470er, Damen
- Stanislaw Moskwin, Radsport (0-0-1) (→ nach 1992: )
Rom 1960: Bronze, 4000 m Mannschaftsverfolgung, Herren
- Oleksandr Motusenko, Kanu (0-1-0) (→ nach 1992: )
Seoul 1988: Silber, Vierer-Kajak 1000 m, Herren
- Walerij Mowtschan, Radsport (1-0-0) (→ nach 1992: )
Moskau 1980: Gold, 4000 m Mannschaftsverfolgung, Herren
- Nail Muchamediarow, Gewichtheben (0-1-0) (→ nach 1992: )
Seoul 1988: Silber, Mittelschwergewicht, Herren
- Ljubow Muchatschowa, Ski Nordisch (1-0-0) (→ nach 1992: )
Sapporo 1972: Gold, 3 × 5 km, Damen
- Lew Muchin, Boxen (0-1-0) (→ nach 1992: )
Melbourne 1956: Silber, Schwergewicht, Herren
- Walentin Muratow, Turnen (4-1-0) (→ nach 1992: )
Helsinki 1952: Gold, Mannschaftsmehrkampf, Herren
Melbourne 1956: Gold, Mannschaftsmehrkampf, Herren
Melbourne 1956: Gold, Boden, Herren
Melbourne 1956: Gold, Pferdsprung, Herren
Melbourne 1956: Silber, Ringe, Herren
- Waleri Muratow, Eisschnelllauf (0-1-2) (→ nach 1992: )
Sapporo 1972: Bronze, 500 m, Herren
Innsbruck 1976: Silber, 500 m, Herren
Innsbruck 1976: Bronze, 1000 m, Herren
- Sofja Muratowa, Turnen (2-2-4) (→ nach 1992: )
Melbourne 1956: Bronze, Einzelmehrkampf, Damen
Melbourne 1956: Gold, Mannschaftsmehrkampf, Damen
Melbourne 1956: Bronze, Stufenbarren, Damen
Melbourne 1956: Bronze, Gruppen-Gymnastik, Damen
Rom 1960: Silber, Einzelmehrkampf, Damen
Rom 1960: Gold, Mannschaftsmehrkampf, Damen
Rom 1960: Silber, Pferdsprung, Damen
Rom 1960: Bronze, Schwebebalken, Damen
- Romualdas Murauskas, Boxen (0-0-1) (→ nach 1992: )
Melbourne 1956: Bronze, Halbschwergewicht, Herren
- Wladimir Murawjow, Leichtathletik (2-0-0) (→ nach 1992: )
Moskau 1980: Gold, 4 × 100 m, Herren
Seoul 1988: Gold, 4 × 100 m, Herren
- Wolodymyr Mussalimow, Boxen (0-0-1) (→ nach 1992: )
Mexiko-Stadt 1968: Bronze, Weltergewicht, Herren
- Farhat Mustafin, Ringen (0-0-1) (→ nach 1992: )
Montreal 1976: Bronze, gr.-röm. Bantamgewicht, Herren
- Aleksandrs Muzičenko, Segeln (1-0-0) (→ nach 1992: )
Moskau 1980: Gold, Star, Herren

### N
- Ihor Nahajew, Kanu (0-2-0) (→ nach 1992: )
Seoul 1988: Silber, Zweier-Kajak 500 m, Herren
Seoul 1988: Silber, Vierer-Kajak 1000 m, Herren
- Swetlana Nageikina, Ski Nordisch (1-0-0) (→ nach 1992: )
Calgary 1988: Gold, 4 × 5 km, Damen
- Serhij Nahornyj, Kanu (1-1-0) (→ nach 1992: )
Montreal 1976: Silber, Zweier-Kajak 500 m, Herren
Montreal 1976: Gold, Zweier-Kajak 1000 m, Herren
- Jelena Naimuschina, Turnen (1-0-0) (→ nach 1992: )
Moskau 1980: Gold, Mannschaftsmehrkampf, Damen
- Suren Nalbandjan, Ringen (1-0-0) (→ nach 1992: )
Montreal 1976: Gold, gr.-röm. Leichtgewicht, Herren
- Jonas Narmontas, Rudern (0-0-1) (→ nach 1992: )
Moskau 1980: Bronze, Achter, Herren
- Anatoli Nasarenko, Ringen (0-1-0) (→ nach 1992: )
München 1972: Silber, gr.-röm. Mittelgewicht, Herren
- Irina Nasarowa, Leichtathletik (1-0-0) (→ nach 1992: )
Moskau 1980: Silber, 4 × 400 m, Damen
- Olga Nasarowa, Leichtathletik (1-0-1) (→ nach 1992: )
Seoul 1988: Bronze, 400 m, Damen
Seoul 1988: Gold, 4 × 400 m, Damen
- Wladimir Naslymow, Fechten (3-2-1) (→ nach 1992: )
Mexiko-Stadt 1968: Gold, Säbel Mannschaft, Herren
München 1972: Bronze, Säbel Einzel, Herren
München 1972: Silber, Säbel Mannschaft, Herren
Montreal 1976: Silber, Säbel Einzel, Herren
Montreal 1976: Gold, Säbel Mannschaft, Herren
Moskau 1980: Gold, Säbel Mannschaft, Herren
- Dmitri Neljubin, Radsport (1-0-0) (→ nach 1992: )
Seoul 1988: Gold, 4000 m Mannschaftsverfolgung, Herren
- Wladimir Nemschilow, Schwimmen (0-0-1) (→ nach 1992: )
Mexiko-Stadt 1968: Bronze, 4 × 100 m Lagen, Herren
- Wladimir Newsorow, Judo (1-0-0) (→ nach 1992: )
Montreal 1976: Gold, Halbmittelgewicht, Herren
- Alexei Nikantschikow, Fechten (0-1-0) (→ nach 1992: )
Mexiko-Stadt 1968: Silber, Degen Mannschaft, Herren
- Boris Nikitin, Schwimmen (0-0-1) (→ nach 1992: )
Melbourne 1956: Bronze, 4 × 200 m Freistil, Herren
- Igor Nikitin, Gewichtheben (0-1-0) (→ nach 1992: )
Moskau 1980: Silber, Schwergewicht, Herren
- Wladimir Nikitin, Ski Nordisch (0-1-0) (→ nach 1992: )
Sarajevo 1984: Silber, 4 × 10 km, Herren
- Gennadi Nikolajew, Schwimmen (0-0-1) (→ nach 1992: )
Melbourne 1956: Bronze, 4 × 200 m Freistil, Herren
- Walentin Nikolajew, Ringen (1-0-0) (→ nach 1992: )
Melbourne 1956: Gold, gr.-röm. Halbschwergewicht, Herren
- Margarita Nikolajewa, Turnen (2-0-0) (→ nach 1992: )
Rom 1960: Gold, Mannschaftsmehrkampf, Damen
Rom 1960: Gold, Pferdsprung, Damen
- Walentina Nikonowa, Fechten (1-0-0) (→ nach 1992: )
Montreal 1976: Gold, Florett Mannschaft, Damen
- Grigori Nowak, Gewichtheben (0-1-0) (→ nach 1992: )
Helsinki 1952: Silber, Mittelschwergewicht, Herren
- Anatolij Nowikow, Judo (0-0-1) (→ nach 1992: )
München 1972: Bronze, Weltergewicht, Herren
- Igor Nowikow, Moderner Fünfkampf (2-2-0) (→ nach 1992: )
Melbourne 1956: Gold, Mannschaft, Herren
Rom 1960: Silber, Mannschaft, Herren
Tokio 1964: Gold, Mannschaft, Herren
Tokio 1964: Silber, Einzel, Herren
- Sergei Nowikow, Judo (1-0-0) (→ nach 1992: )
Montreal 1976: Gold, Schwergewicht, Herren
- Wladimir Nowikow, Turnen (1-0-0) (→ nach 1992: )
Seoul 1988: Gold, Mannschaftsmehrkampf, Herren
- Jelena Nowikowa, Fechten (3-1-1) (→ nach 1992: )
Mexiko-Stadt 1968: Gold, Florett Mannschaft, Damen
Mexiko-Stadt 1968: Gold, Florett Einzel, Damen
Montreal 1976: Gold, Florett Mannschaft, Damen
Montreal 1976: Bronze, Florett Einzel, Damen
Moskau 1980: Silber, Florett Mannschaft, Damen
- Wiktor Nowoschilow, Ringen (0-1-0) (→ nach 1992: )
Montreal 1976: Silber, Freistil Mittelgewicht, Herren
- Marat Nyýazow, Schießen (0-1-0) (→ nach 1992: )
Rom 1960: Silber, Kleinkaliber Dreistellungskampf, Herren

### O
- Antonina Okorokowa, Leichtathletik (0-1-0) (→ nach 1992: )
Mexiko-Stadt 1968: Silber, Hochsprung, Damen
- Walentin Olenik, Ringen (0-1-0) (→ nach 1992: )
Mexiko-Stadt 1968: Silber, gr.-röm. Mittelgewicht, Herren
- Nadija Olisarenko, Leichtathletik (1-0-1) (→ nach 1992: )
Moskau 1980: Gold, 800 m, Damen
Moskau 1980: Bronze, 1500 m, Damen
- Alewtina Oljunina, Ski Nordisch (1-1-0) (→ nach 1992: )
Sapporo 1972: Silber, 10 km, Damen
Sapporo 1972: Gold, 3 × 5 km, Damen
- Machmud Omarow, Schießen (0-2-0) (→ nach 1992: )
Melbourne 1956: Silber, Freie Scheibenpistole, Herren
- Wiktor Omeljanowytsch, Rudern (0-1-0) (→ nach 1992: )
Seoul 1988: Silber, Achter, Herren
- Giwi Onaschwili, Judo (0-0-1) (→ nach 1992: )
München 1972: Bronze, Schwergewicht, Herren
- Borys Onyschtschenko, Moderner Fünfkampf (1-2-0) (→ nach 1992: )
Mexiko-Stadt 1968: Silber, Mannschaft
München 1972: Gold, Mannschaft
München 1972: Silber, Einzel
- Wladimir Orlow, Eisschnelllauf (0-1-0) (→ nach 1992: )
Innsbruck 1964: Silber, 500 m, Herren
- Stepan Oschtschepkow, Kanu (1-0-0) (→ nach 1992: )
Tokio 1964: Gold, Zweier-Canadier 1000 m, Herren
- Guntis Osis, Bobsport (0-0-1) (→ nach 1992: )
Calgary 1988: Bronze, Viererbob, Herren
- Kanybek Osmonalijew, Gewichtheben (1-0-0) (→ nach 1992: )
Moskau 1980: Gold, Fliegengewicht, Herren
- Edwin Osolin, Leichtathletik (0-1-0) (→ nach 1992: )
Rom 1960: Silber, 4 × 100 m, Herren
- Wladimir Ossokin, Radsport (1-1-0) (→ nach 1992: )
Montreal 1976: Silber, 4000 m Mannschaftsverfolgung, Herren
Moskau 1980: Gold, 4000 m Mannschaftsverfolgung, Herren
- Elvīra Ozoliņa, Leichtathletik (1-0-0) (→ nach 1992: )
Rom 1960: Gold, Speerwurf, Damen

### P
- Ljudmila Pachomowa, Eiskunstlauf (1-0-0) (→ nach 1992: )
Innsbruck 1976: Gold, Eistanz
- Aleksandr Panfilow, Radsport (0-1-0) (→ nach 1992: )
Moskau 1980: Silber, 1000 m Zeitfahren, Herren
- Nikolai Pankin, Schwimmen (0-0-1) (→ nach 1992: )
Mexiko-Stadt 1968: Bronze, 100 m Brust, Herren
- Aljaksandr Papou, Biathlon (1-0-0) (→ nach 1992: )
Calgary 1988: Gold, 4 × 7,5 km, Herren
- Serhij Paramonow, Fechten (0-0-1) (→ nach 1992: )
München 1972: Bronze, Degen Mannschaft, Herren
- Witali Parchimowitsch, Schießen (0-0-1) (→ nach 1992: )
Mexiko-Stadt 1968: Bronze, Kleinkaliber Dreistellungskampf, Herren
- Uladsimir Parfjanowitsch, Kanu (3-0-0) (→ nach 1992: )
Moskau 1980: Gold, Einer-Kajak 500 m, Herren
Moskau 1980: Gold, Zweier-Kajak 500 m, Herren
Moskau 1980: Gold, Zweier-Kajak 1000 m, Herren
- Anatoli Parfjonow, Ringen (1-0-0) (→ nach 1992: )
Melbourne 1956: Gold, gr.-röm. Schwergewicht, Herren
- Marija Pasjun, Rudern (0-1-0) (→ nach 1992: )
Moskau 1980: Silber, Achter, Damen
- Anna Passocha, Rudern (0-0-1) (→ nach 1992: )
Montreal 1976: Bronze, Vierer mit Steuerfrau, Damen
- Aljaksandr Paulouski, Fechten (0-0-1) (→ nach 1992: )
Rom 1960: Bronze, Degen Mannschaft, Herren
- Omar Pchakadse, Radsport (0-0-1) (→ nach 1992: )
München 1972: Silber, Sprint, Herren
- Jewgeni Penjajew, Kanu (0-0-1) (→ nach 1992: )
Tokio 1964: Bronze, Einer-Canadier 1000 m, Herren
- Wiktor Perewersew, Rudern (0-1-0) (→ nach 1992: )
Moskau 1980: Silber, Zweier mit Steuermann, Herren
- Michail Perlman, Turnen (1-0-0) (→ nach 1992: )
Helsinki 1952: Gold, Mannschaftsmehrkampf, Herren
- Alexander Perow, Radsport (0-1-0) (→ nach 1992: )
Montreal 1976: Silber, 4000 m Mannschaftsverfolgung, Herren
- Anatoli Perow, Boxen (0-0-1) (→ nach 1992: )
Helsinki 1952: Bronze, Halbschwergewicht, Herren
- Alexander Perwi, Gewichtheben (0-1-0) (→ nach 1992: )
Moskau 1980: Silber, Mittelgewicht, Herren
- Witali Petrakow, Radsport (1-1-0) (→ nach 1992: )
Montreal 1976: Silber, 4000 m Mannschaftsverfolgung, Herren
Moskau 1980: Gold, 4000 m Mannschaftsverfolgung, Herren
- Serhij Petrenko, Kanu (2-0-0) (→ nach 1992: )
Montreal 1976: Gold, Zweier-Canadier 500 m, Herren
- Wiktor Petrenko, Eiskunstlauf (0-0-1) (→ nach 1992: )
Calgary 1988: Bronze, Herren
- Larissa Petrik, Turnen (2-0-1) (→ nach 1992: )
Mexiko-Stadt 1968: Gold, Mannschaftsmehrkampf, Damen
Mexiko-Stadt 1968: Gold, Boden, Damen
Mexiko-Stadt 1968: Bronze, Schwebebalken, Damen
- Alexei Petrow, Radsport (0-0-1) (→ nach 1992: )
Rom 1960: Bronze, Mannschaftszeitfahren, Herren
- Jewgeni Petrow, Schießen (1-1-0) (→ nach 1992: )
Mexiko-Stadt 1968: Gold, Skeet, Herren
München 1972: Silber, Skeet, Herren
- Wladimir Petrow, Rudern (0-0-1) (→ nach 1992: )
Melbourne 1956: Bronze, Zweier mit Steuermann, Herren
- Natalja Petrusjowa, Eisschnelllauf (1-0-3) (→ nach 1992: )
Lake Placid 1980: Bronze, 500 m, Damen
Lake Placid 1980: Gold, 1000 m, Damen
Sarajevo 1984: Bronze, 1000 m, Damen
Sarajevo 1984: Bronze, 1500 m, Damen
- Natalja Petschonkina, Leichtathletik (0-0-1) (→ nach 1992: )
Mexiko-Stadt 1968: Silber, 400 m, Damen
- Jelena Petuschkowa, Reiten (1-2-0) (→ nach 1992: )
Mexiko-Stadt 1968: Silber, Dressur Mannschaft
München 1972: Silber, Dressur Einzel
München 1972: Gold, Dressur Mannschaft
- Walerij Pidluschnyj, Leichtathletik (0-0-1) (→ nach 1992: )
Moskau 1980: Bronze, Weitsprung, Herren
- Aavo Pikkuus, Radsport (1-0-0) (→ nach 1992: )
Montreal 1976: Gold, Mannschaftszeitfahren, Herren
- Juri Pimenow, Rudern (0-1-0) (→ nach 1992: )
Moskau 1980: Silber, Zweier ohne Steuermann, Herren
- Nikolai Pimenow, Rudern (0-1-0) (→ nach 1992: )
Moskau 1980: Silber, Zweier ohne Steuermann, Herren
- Ljudmila Pinajewa, Kanu (3-0-1) (→ nach 1992: )
Tokio 1964: Gold, Einer-Kajak 500 m, Damen
Mexiko-Stadt 1968: Gold, Einer-Kajak 500 m, Damen
Mexiko-Stadt 1968: Bronze, Zweier-Kajak 500 m, Damen
München 1972: Gold, Zweier-Kajak 500 m, Damen
- Timir Pinegin, Segeln (1-0-0) (→ nach 1992: )
Rom 1960: Gold, Star, Herren
- Pawel Pinigin, Ringen (1-0-0) (→ nach 1992: )
Montreal 1976: Gold, Freistil Leichtgewicht, Herren
- Marija Pinigina, Leichtathletik (1-0-0) (→ nach 1992: )
Seoul 1988: Gold, 4 × 400 m, Damen
- Jonas Pinskus, Rudern (0-0-1) (→ nach 1992: )
Moskau 1980: Bronze, Achter, Herren
- Igor Pissarew, Kanu (0-1-0) (→ nach 1992: )
Melbourne 1956: Silber, Einer-Kajak 1000 m, Herren
- Marija Pissarewa, Leichtathletik (0-1-0) (→ nach 1992: )
Melbourne 1956: Silber, Hochsprung, Damen
Montreal 1976: Gold, Zweier-Canadier 1000 m, Herren
- Tazzjana Pjatrenka-Samussenka, Fechten (4-0-0) (→ nach 1992: )
Rom 1960: Gold, Florett Mannschaft, Damen
Tokio 1964: Gold, Florett Mannschaft, Damen
Mexiko-Stadt 1968: Gold, Florett Mannschaft, Damen
München 1972: Gold, Florett Mannschaft, Damen
- Rudolf Pljukfelder, Gewichtheben (1-0-0) (→ nach 1992: )
Tokio 1964: Gold, Leichtschwergewicht, Herren
- Tamara Pogoschewa, Wasserspringen (0-1-0) (→ nach 1992: )
Mexiko-Stadt 1968: Silber, Kunstspringen, Damen
- Wiktor Pohanowskyj, Reiten (1-0-0) (→ nach 1992: )
Moskau 1980: Gold, Springreiten Mannschaft
- Heorhij Pohossow, Fechten (0-1-0) (→ nach 1992: )
Seoul 1988: Silber, Säbel Mannschaft, Herren
- Igor Poljakow, Rudern (0-1-0) (→ nach 1992: )
Helsinki 1952: Silber, Achter, Herren
- Nikolai Poljakow, Segeln (0-1-0) (→ nach 1992: )
Moskau 1980: Silber, Soling, Herren
- Igor Poljanski, Schwimmen (1-0-2) (→ nach 1992: )
Seoul 1988: Bronze, 100 m Rücken, Herren
Seoul 1988: Gold, 200 m Rücken, Herren
Seoul 1988: Bronze, 4 × 100 m Lagen, Herren
- Natalja Pomoschtschnikowa, Leichtathletik (0-0-1) (→ nach 1992: )
Seoul 1988: Bronze, 4 × 100 m, Damen
- Sergei Ponomarenko, Eiskunstlauf (0-1-1) (→ nach 1992: )
Sarajevo 1984: Bronze, Eistanz
Calgary 1988: Silber, Eistanz
- Nina Ponomarjowa, Leichtathletik (2-0-1) (→ nach 1992: )
Helsinki 1952: Gold, Diskuswurf, Damen
Melbourne 1956: Bronze, Diskuswurf, Damen
Rom 1960: Gold, Diskuswurf, Damen
- Waleri Popentschenko, Boxen (1-0-0) (→ nach 1992: )
Tokio 1964: Gold, Mittelgewicht, Herren
- Wera Popkowa, Leichtathletik (0-0-1) (→ nach 1992: )
Mexiko-Stadt 1968: Bronze, 4 × 100 m, Damen
- Larisa Popova, Rudern (1-1-0) (→ nach 1992: )
Montreal 1976: Silber, Doppelvierer mit Steuerfrau, Damen
Moskau 1980: Gold, Doppelzweier, Damen
- Wladimir Popow, Ringen (0-0-1) (→ nach 1992: )
Seoul 1988: Bronze, gr.-röm. Halbschwergewicht, Herren
- Wladimir Portnoi, Turnen (0-1-1) (→ nach 1992: )
Rom 1960: Silber, Mannschaftsmehrkampf, Herren
Rom 1960: Bronze, Pferdsprung, Herren
- Alexander Portnow, Wasserspringen (1-0-0) (→ nach 1992: )
Moskau 1980: Gold, Kunstspringen, Herren
- Serhij Postrjechin, Kanu (1-1-0) (→ nach 1992: )
Moskau 1980: Gold, Einer-Canadier 500 m, Herren
Moskau 1980: Silber, Einer-Canadier 1000 m, Herren
- Wiktor Potapow, Segeln (0-0-1) (→ nach 1992: )
München 1972: Bronze, Finn-Dinghy, Herren
- Pjotr Potschintschuk, Leichtathletik (0-1-0) (→ nach 1992: )
Moskau 1980: Silber, 20 km Gehen, Herren
- Rudolf Powarnizyn, Leichtathletik (0-0-1) (→ nach 1992: )
Seoul 1988: Bronze, Hochsprung, Herren
- Danas Pozniakas, Boxen (1-0-0) (→ nach 1992: )
Mexiko-Stadt 1968: Gold, Halbschwergewicht, Herren
- Nina Preobraschenska, Rudern (0-1-0) (→ nach 1992: )
Moskau 1980: Silber, Achter, Damen
- Irina Press, Leichtathletik (2-0-0) (→ nach 1992: )
Rom 1960: Gold, 80 m Hürden, Damen
Tokio 1964: Gold, Fünfkampf, Damen
- Tamara Press, Leichtathletik (3-1-0) (→ nach 1992: )
Rom 1960: Gold, Kugelstoßen, Damen
Rom 1960: Silber, Diskuswurf, Damen
Tokio 1964: Gold, Kugelstoßen, Damen
Tokio 1964: Gold, Diskuswurf, Damen
- Gennadi Prigoda, Schwimmen (0-1-2) (→ nach 1992: )
Seoul 1988: Bronze, 50 m Freistil, Herren
Seoul 1988: Silber, 4 × 100 m Freistil, Herren
Seoul 1988: Bronze, 4 × 100 m Lagen, Herren
- Alexander Priwalow, Biathlon (0-1-1) (→ nach 1992: )
Squaw Valley 1960: Bronze, 20 km, Herren
Innsbruck 1964: Silber, 20 km, Herren
- Naum Procupeț, Kanu (0-0-1) (→ nach 1992: )
Mexiko-Stadt 1968: Bronze, Zweier-Canadier 1000 m, Herren
- Andrei Prokofjew, Leichtathletik (1-0-0) (→ nach 1992: )
Moskau 1980: Gold, 4 × 100 m, Herren
- Heorhij Prokopenko, Schwimmen (0-1-0) (→ nach 1992: )
Tokio 1964: Silber, 200 m Brust, Herren
- Alexei Prokurorow, Ski Nordisch (1-1-0) (→ nach 1992: )
Calgary 1988: Gold, 30 km, Herren
Calgary 1988: Silber, 4 × 10 km, Herren
- Tetjana Prorotschenko, Leichtathletik (1-0-1) (→ nach 1992: )
Montreal 1976: Bronze, 4 × 100 m, Damen
Moskau 1980: Gold, 4 × 400 m, Damen
- Galina Prosumenschtschikowa, Schwimmen (1-2-2) (→ nach 1992: )
Tokio 1964: Gold, 200 m Brust, Damen
Mexiko-Stadt 1968: Silber, 100 m Brust, Damen
Mexiko-Stadt 1968: Bronze, 200 m Brust, Damen
München 1972: Silber, 100 m Brust, Damen
München 1972: Bronze, 200 m Brust, Damen
- Oleg Protopopow, Eiskunstlauf (2-0-0) (→ nach 1992: )
Innsbruck 1964: Gold, Paare
Grenoble 1968: Gold, Paare
- Tatjana Prowidochina, Leichtathletik (0-0-1) (→ nach 1992: )
Moskau 1980: Bronze, 800 m, Damen
- Walentina Prudskowa, Fechten (2-0-0) (→ nach 1992: )
Rom 1960: Gold, Florett Mannschaft, Damen
Tokio 1964: Gold, Florett Mannschaft, Damen
- Nadija Pryschtschepa, Rudern (0-1-0) (→ nach 1992: )
Moskau 1980: Silber, Achter, Damen
- Olha Puhowska, Rudern (0-1-0) (→ nach 1992: )
Montreal 1976: Silber, Achter, Damen
- Jakow Punkin, Ringen (1-0-0) (→ nach 1992: )
Helsinki 1952: Gold, gr.-röm. Federgewicht, Herren
- Nikolai Pusanow, Biathlon (1-0-0) (→ nach 1992: )
Grenoble 1968: Gold, 4 × 7,5 km, Herren
- Antonina Pustowit, Rudern (0-1-0) (→ nach 1992: )
Moskau 1980: Silber, Doppelvierer mit Steuerfrau, Damen
- Wiktor Putjatin, Fechten (0-2-0) (→ nach 1992: )
Mexiko-Stadt 1968: Silber, Florett Mannschaft, Herren
München 1972: Silber, Florett Mannschaft, Herren
- Alexander Putschkow, Leichtathletik (0-0-1) (→ nach 1992: )
Moskau 1980: Bronze, 110 m Hürden, Herren
- Olha Pywowarowa, Rudern (0-1-0) (→ nach 1992: )
Moskau 1980: Silber, Achter, Damen

### Q
- Serik Qonaqbajew, Boxen (0-1-0) (→ nach 1992: )
Moskau 1980: Silber, Halbweltergewicht, Herren
- Ghusman Qossanow, Leichtathletik (0-1-0) (→ nach 1992: )
Rom 1960: Silber, 4 × 100 m, Herren

### R
- Sultan Rachmanow, Gewichtheben (1-0-0) (→ nach 1992: )
Moskau 1980: Gold, Superschwergewicht, Herren
- Juri Radonjak, Boxen (0-1-0) (→ nach 1992: )
Rom 1960: Silber, Weltergewicht, Herren
- Mark Rakita, Fechten (2-2-0) (→ nach 1992: )
Tokio 1964: Gold, Säbel Mannschaft, Herren
Mexiko-Stadt 1968: Silber, Säbel Einzel, Herren
Mexiko-Stadt 1968: Gold, Säbel Mannschaft, Herren
München 1972: Silber, Säbel Mannschaft, Herren
- Genovaitė Ramoškienė, Rudern (0-0-1) (→ nach 1992: )
Montreal 1976: Bronze, Doppelzweier, Damen
- Wiktor Raschtschupkin, Leichtathletik (1-0-0) (→ nach 1992: )
Moskau 1980: Gold, Diskuswurf, Herren
- Wolodymyr Raskatow, Schwimmen (0-1-1) (→ nach 1992: )
Montreal 1976: Bronze, 400 m Freistil, Herren
Montreal 1976: Silber, 4 × 200 m Freistil, Herren
- Walentina Rastworowa, Fechten (1-2-0) (→ nach 1992: )
Rom 1960: Gold, Florett Mannschaft, Damen
Rom 1960: Silber, Florett Einzel, Damen
Tokio 1964: Silber, Florett Mannschaft, Damen
- Victor Reneischi, Kanu (2-0-0) (→ nach 1992: )
Seoul 1988: Gold, Zweier-Canadier 500 m, Herren
Seoul 1988: Gold, Zweier-Canadier 1000 m, Herren
- Waleri Resanzew, Ringen (2-0-0) (→ nach 1992: )
München 1972: Gold, gr.-röm. Halbschwergewicht, Herren
Montreal 1976: Gold, gr.-röm. Halbschwergewicht, Herren
- Wladimir Resnitschenko, Fechten (0-0-1) (→ nach 1992: )
Seoul 1988: Bronze, Degen Mannschaft, Herren
- Anfissa Reszowa, Ski Nordisch (1-1-0) (→ nach 1992: )
Calgary 1988: Silber, 20 km, Damen
Calgary 1988: Gold, 4 × 5 km, Damen
- Dawid Rigert, Gewichtheben (1-0-0) (→ nach 1992: )
Montreal 1976: Gold, Mittelschwergewicht, Herren
- Rufat Riskijew, Boxen (0-1-0) (→ nach 1992: )
Montreal 1976: Silber, Mittelgewicht, Herren
- Julija Rjabtschinskaja, Kanu (1-0-0) (→ nach 1992: )
München 1972: Gold, Einer-Kajak 500 m, Damen
- Wladimir Rodimuschkin, Rudern (0-1-0) (→ nach 1992: )
Helsinki 1952: Silber, Achter, Herren
- Irina Rodnina, Eiskunstlauf (3-0-0) (→ nach 1992: )
Sapporo 1972: Gold, Paare
Innsbruck 1976: Gold, Paare
Lake Placid 1980: Gold, Paare
- Sergei Rogoschin, Reiten (1-0-0) (→ nach 1992: )
Moskau 1980: Gold, Vielseitigkeit Mannschaft
- Alexander Rogow, Kanu (1-0-0) (→ nach 1992: )
Montreal 1976: Gold, Einer-Canadier 500 m, Herren
- Witalij Romanenko, Schießen (1-0-0) (→ nach 1992: )
Melbourne 1956: Gold, Laufender Hirsch, Herren
- Alexander Romankow, Fechten (1-2-2) (→ nach 1992: )
Montreal 1976: Silber, Florett Einzel, Herren
Moskau 1980: Bronze, Florett Einzel, Herren
Moskau 1980: Silber, Florett Mannschaft, Herren
Seoul 1988: Bronze, Florett Einzel, Herren
Seoul 1988: Gold, Florett Mannschaft, Herren
- Leonid Romanow, Fechten (0-1-0) (→ nach 1992: )
München 1972: Silber, Florett Mannschaft, Herren
- Wiktor Romanow, Radsport (0-0-1) (→ nach 1992: )
Rom 1960: Bronze, 4000 m Mannschaftsverfolgung, Herren
- Uladsimir Ramanouski, Kanu (1-1-0) (→ nach 1992: )
Montreal 1976: Silber, Zweier-Kajak 500 m, Herren
Montreal 1976: Gold, Zweier-Kajak 1000 m, Herren
- Anatoli Roschtschin, Ringen (1-2-0) (→ nach 1992: )
Tokio 1964: Silber, gr.-röm. Schwergewicht, Herren
Mexiko-Stadt 1968: Silber, gr.-röm. Schwergewicht, Herren
München 1972: Gold, gr.-röm. Superschwergewicht, Herren
- Nadeschda Roschtschina, Rudern (0-1-0) (→ nach 1992: )
Montreal 1976: Silber, Achter, Damen
- Nadija Roshon, Rudern (0-1-0) (→ nach 1992: )
Montreal 1976: Silber, Achter, Damen
- Wassili Rotschew, Ski Nordisch (1-1-0) (→ nach 1992: )
Lake Placid 1980: Silber, 30 km, Herren
Lake Placid 1980: Gold, 4 × 10 km, Herren
- Nina Rotschewa, Ski Nordisch (0-1-0) (→ nach 1992: )
Lake Placid 1980: Silber, 4 × 5 km, Damen
- Sabirdschan Rusijew, Fechten (0-1-0) (→ nach 1992: )
Moskau 1980: Silber, Florett Mannschaft, Herren
- Semjon Rschischtschin, Leichtathletik (0-0-1) (→ nach 1992: )
Rom 1960: Bronze, 3000 m Hindernis, Herren
- Wladimir Rubaschwili, Ringen (0-0-1) (→ nach 1992: )
Rom 1960: Bronze, Freistil Federgewicht, Herren
- Igor Rudakow, Rudern (0-1-0) (→ nach 1992: )
Rom 1960: Silber, Zweier mit Steuermann, Herren
- Wassili Rudenkow, Leichtathletik (1-0-0) (→ nach 1992: )
Rom 1960: Gold, Hammerwurf, Herren
- Juri Rudow, Fechten (1-0-0) (→ nach 1992: )
Rom 1960: Gold, Florett Mannschaft, Herren
- Olga Rukawischnikowa, Leichtathletik (0-1-0) (→ nach 1992: )
Moskau 1980: Silber, Fünfkampf, Damen
- Roman Rurua, Ringen (1-1-0) (→ nach 1992: )
Tokio 1964: Silber, gr.-röm. Federgewicht, Herren
Mexiko-Stadt 1968: Gold, gr.-röm. Federgewicht, Herren
- Ljubow Russanowa, Schwimmen (0-1-1) (→ nach 1992: )
Montreal 1976: Silber, 100 m Brust, Damen
Montreal 1976: Bronze, 200 m Brust, Damen
- Sebinisso Rustamowa, Bogenschießen (0-0-1) (→ nach 1992: )
Montreal 1976: Bronze, Einzel, Damen
- Igor Rybak, Gewichtheben (1-0-0) (→ nach 1992: )
Melbourne 1956: Gold, Leichtgewicht, Herren
- Wiktor Rybakow, Boxen (0-0-2) (→ nach 1992: )
Montreal 1976: Bronze, Bantamgewicht, Herren
Moskau 1980: Bronze, Federgewicht, Herren
- Tamara Rylowa, Eisschnelllauf (0-0-1) (→ nach 1992: )
Squaw Valley 1960: Bronze, 1000 m, Damen
- Jakow Rylski, Fechten (1-0-1) (→ nach 1992: )
Melbourne 1956: Bronze, Säbel Mannschaft, Herren
Tokio 1964: Gold, Säbel Mannschaft, Herren

### S
- Elwira Saadi, Turnen (2-0-0) (→ nach 1992: )
München 1972: Gold, Mannschaftsmehrkampf, Damen
Montreal 1976: Gold, Mannschaftsmehrkampf, Damen
- Nijolė Sabaitė, Leichtathletik (0-1-0) (→ nach 1992: )
München 1972: Silber, 800 m, Damen
- Alexander Sabelin, Schießen (0-0-1) (→ nach 1992: )
Rom 1960: Bronze, Schnellfeuerpistole, Herren
- Alexandra Sabelina, Fechten (3-0-0) (→ nach 1992: )
Rom 1960: Gold, Florett Mannschaft, Damen
Mexiko-Stadt 1968: Gold, Florett Mannschaft, Damen
München 1972: Gold, Florett Mannschaft, Damen
- Schamil Sabirow, Boxen (1-0-0) (→ nach 1992: )
Moskau 1980: Gold, Halbfliegengewicht, Herren
- Juri Sacharewitsch, Gewichtheben (1-0-0) (→ nach 1992: )
Seoul 1988: Gold, 2. Schwergewicht, Herren
- Stella Sacharowa, Turnen (1-0-0) (→ nach 1992: )
Moskau 1980: Gold, Mannschaftsmehrkampf, Damen
- Wladimir Sachnow, Ski Nordisch (0-1-0) (→ nach 1992: )
Calgary 1988: Silber, 4 × 10 km, Herren
- Rinnat Safin, Biathlon (1-0-0) (→ nach 1992: )
Sapporo 1972: Gold, 4 × 7,5 km, Herren
- Schazam Safin, Ringen (1-0-0) (→ nach 1992: )
Helsinki 1952: Gold, gr.-röm. Leichtgewicht, Herren
- Wladimir Safronow, Boxen (1-0-0) (→ nach 1992: )
Melbourne 1956: Gold, Federgewicht, Herren
- Guliko Sagaradse, Ringen (0-1-0) (→ nach 1992: )
Tokio 1964: Silber, Freistil Weltergewicht, Herren
- Alexander Saizew, Eiskunstlauf (2-0-0) (→ nach 1992: )
Innsbruck 1976: Gold, Paare
Lake Placid 1980: Gold, Paare
- Juri Saizew, Gewichtheben (1-0-0) (→ nach 1992: )
Montreal 1976: Gold, Schwergewicht, Herren
- Pjotr Sajew, Boxen (0-1-0) (→ nach 1992: )
Moskau 1980: Silber, Schwergewicht, Herren
- Nikolai Saksonow, Gewichtheben (0-1-0) (→ nach 1992: )
Helsinki 1952: Silber, Federgewicht, Herren
- Algimantas Šalna, Biathlon (1-0-0) (→ nach 1992: )
Sarajevo 1984: Gold, 4 × 7,5 km, Herren
- Juri Salnikow, Reiten (1-0-1) (→ nach 1992: )
Moskau 1980: Gold, Vielseitigkeit Mannschaft
Moskau 1980: Bronze, Vielseitigkeit Einzel
- Wladimir Salnikow, Schwimmen (4-0-0) (→ nach 1992: )
Moskau 1980: Gold, 400 m Freistil, Herren
Moskau 1980: Gold, 1500 m Freistil, Herren
Moskau 1980: Gold, 4 × 200 m Freistil, Herren
Seoul 1988: Gold, 1500 m Freistil, Herren
- Nino Salukwadse, Schießen (1-1-0) (→ nach 1992: )
Seoul 1988: Silber, Luftpistole, Damen
Seoul 1988: Gold, Sportpistole, Damen
- Erika Salumäe, Radsport (1-0-0) (→ nach 1992: )
Seoul 1988: Gold, Sprint, Damen
- Tetjana Samolenko, Leichtathletik (1-0-1) (→ nach 1992: )
Seoul 1988: Bronze, 1500 m, Damen
Seoul 1988: Gold, 3000 m, Damen
- Michail Samotin, Kanu (0-0-1) (→ nach 1992: )
Mexiko-Stadt 1968: Bronze, Zweier-Canadier 1000 m, Herren
- Ljudmila Samotjossowa, Leichtathletik (0-0-1) (→ nach 1992: )
Mexiko-Stadt 1968: Bronze, 4 × 100 m, Damen
- Anatoli Samozwetow, Leichtathletik (0-0-1) (→ nach 1992: )
Melbourne 1956: Bronze, Hammerwurf, Herren
- Alexander Samsonow, Schwimmen (0-0-1) (→ nach 1992: )
München 1972: Bronze, 4 × 200 m Freistil, Herren
- Jewgeni Samsonow, Rudern (0-1-0) (→ nach 1992: )
Helsinki 1952: Silber, Achter, Herren
- Lewan Sanadse, Leichtathletik (0-1-0) (→ nach 1992: )
Helsinki 1952: Silber, 4 × 100 m, Herren
- Wiktor Sanejew, Leichtathletik (3-1-0) (→ nach 1992: )
Mexiko-Stadt 1968: Gold, Dreisprung, Herren
München 1972: Gold, Dreisprung, Herren
Montreal 1976: Gold, Dreisprung, Herren
Moskau 1980: Silber, Dreisprung, Herren
- Stasys Šaparnis, Moderner Fünfkampf (0-1-0) (→ nach 1992: )
Mexiko 1968: Silber, Mannschaft, Männer
- Stepan Sargsjan, Ringen (0-1-0) (→ nach 1992: )
Seoul 1988: Silber, Freistil Federgewicht, Herren
- Jurik Sarkisjan, Gewichtheben (0-1-0) (→ nach 1992: )
Moskau 1980: Silber, Bantamgewicht, Herren
- Anatoli Sass, Rudern (1-0-0) (→ nach 1992: )
Mexiko-Stadt 1968: Gold, Doppelzweier, Herren
- Sergei Saweljew, Ski Nordisch (1-0-1) (→ nach 1992: )
Innsbruck 1976: Gold, 30 km, Herren
Innsbruck 1976: Bronze, 4 × 10 km, Herren
- Tatjana Saweljewa, Schwimmen (0-0-1) (→ nach 1992: )
Tokio 1964: Bronze, 4 × 100 m Lagen, Damen
- Witali Sawin, Leichtathletik (1-0-0) (→ nach 1992: )
Seoul 1988: Gold, 4 × 100 m, Herren
- Nina Sawina, Kanu (0-0-1) (→ nach 1992: )
Helsinki 1952: Bronze, Einer-Kajak 500 m, Damen
- Alexander Sawjalow, Ski Nordisch (0-2-1) (→ nach 1992: )
Lake Placid 1980: Bronze, 50 km, Herren
Sarajevo 1984: Silber, 30 km, Herren
Sarajevo 1984: Silber, 4 × 10 km, Herren
- Wiktor Sawtschenko, Boxen (0-1-1) (→ nach 1992: )
Montreal 1976: Bronze, Halbmittelgewicht, Herren
Moskau 1980: Silber, Mittelgewicht, Herren
- Leonid Schabotinski, Gewichtheben (2-0-0) (→ nach 1992: )
Tokio 1964: Gold, Schwergewicht, Herren
Mexiko-Stadt 1968: Gold, Schwergewicht, Herren
- Rafael Schabutinow, Gewichtheben (0-1-0) (→ nach 1992: )
Melbourne 1956: Silber, Leichtgewicht, Herren
- Boris Schachlin, Turnen (7-4-2) (→ nach 1992: )
Melbourne 1956: Gold, Mannschaftsmehrkampf, Herren
Melbourne 1956: Gold, Seitpferd, Herren
Rom 1960: Gold, Einzelmehrkampf, Herren
Rom 1960: Silber, Mannschaftsmehrkampf, Herren
Rom 1960: Gold, Barren, Herren
Rom 1960: Gold, Pferdsprung, Herren
Rom 1960: Bronze, Reck, Herren
Rom 1960: Silber, Ringe, Herren
Rom 1960: Gold, Seitpferd, Herren
Tokio 1964: Silber, Einzelmehrkampf, Herren
Tokio 1964: Silber, Mannschaftsmehrkampf, Herren
Tokio 1964: Gold, Reck, Herren
Tokio 1964: Bronze, Ringe, Herren
- Michail Schachow, Ringen (0-0-1) (→ nach 1992: )
Melbourne 1956: Bronze, Freistil Bantamgewicht, Herren
- Sergei Schachrai, Eiskunstlauf (0-1-0) (→ nach 1992: )
Lake Placid 1980: Silber, Paare
- Hrant Schahinjan, Turnen (2-2-0) (→ nach 1992: )
Helsinki 1952: Silber, Einzelmehrkampf, Herren
Helsinki 1952: Gold, Mannschaftsmehrkampf, Herren
Helsinki 1952: Gold, Ringe, Herren
Helsinki 1952: Silber, Seitpferd, Herren
- Ihar Schaljasouski, Eisschnelllauf (0-0-1) (→ nach 1992: )
Calgary 1988: Bronze, 1000 m, Herren
- Wiktor Schamburkin, Schießen (1-0-0) (→ nach 1992: )
Rom 1960: Gold, Kleinkaliber Dreistellungskampf, Herren
- Galina Schamrai, Turnen (1-1-0) (→ nach 1992: )
Helsinki 1952: Gold, Mannschaftsmehrkampf, Damen
Helsinki 1952: Silber, Gruppen-Gymnastik, Damen
- Nurmagomed Schanawasow, Boxen (0-1-0) (→ nach 1992: )
Seoul 1988: Silber, Halbschwergewicht, Herren
- Dito Schanidse, Gewichtheben (0-2-0) (→ nach 1992: )
Mexiko-Stadt 1968: Silber, Federgewicht, Herren
München 1972: Silber, Federgewicht, Herren
- Oleksandr Schaparenko, Kanu (2-1-0) (→ nach 1992: )
Mexiko-Stadt 1968: Silber, Einer-Kajak 1000 m, Herren
Mexiko-Stadt 1968: Gold, Zweier-Kajak 1000 m, Herren
München 1972: Gold, Einer-Kajak 1000 m, Herren
- Natalja Schaposchnikowa, Turnen (2-0-2) (→ nach 1992: )
Moskau 1980: Gold, Mannschaftsmehrkampf, Damen
Moskau 1980: Gold, Pferdsprung, Damen
Moskau 1980: Bronze, Boden, Damen
Moskau 1980: Bronze, Schwebebalken, Damen
- Juryj Schapotschka, Rudern (0-1-0) (→ nach 1992: )
Moskau 1980: Silber, Doppelvierer, Herren
- Juri Scharow, Fechten (1-1-0) (→ nach 1992: )
Tokio 1964: Gold, Florett Mannschaft, Herren
Mexiko-Stadt 1968: Silber, Florett Mannschaft, Herren
- Waleryj Scharyj, Gewichtheben (1-0-0) (→ nach 1992: )
Montreal 1976: Gold, Leichtschwergewicht, Herren
- Gennadi Schatkow, Boxen (1-0-0) (→ nach 1992: )
Melbourne 1956: Gold, Mittelgewicht, Herren
- Robert Schawlakadse, Leichtathletik (1-0-0) (→ nach 1992: )
Rom 1960: Gold, Hochsprung, Herren
- Wiktor Schdanowitsch, Fechten (3-0-0) (→ nach 1992: )
Rom 1960: Gold, Florett Einzel, Herren
Rom 1960: Gold, Florett Mannschaft, Herren
Tokio 1964: Gold, Florett Mannschaft, Herren
- Sergei Schelanow, Leichtathletik (0-0-1) (→ nach 1992: )
Moskau 1980: Bronze, Zehnkampf, Herren
- Jakiw Schelesnjak, Schießen (1-0-0) (→ nach 1992: )
München 1972: Gold, Laufende Scheibe, Herren
- Anatoli Scheljuchin, Ski Nordisch (0-0-1) (→ nach 1992: )
Squaw Valley 1960: Bronze, 4 × 10 km, Herren
- Sergei Schelpakow, Radsport (1-0-0) (→ nach 1992: )
Moskau 1980: Gold, Mannschaftszeitfahren, Herren
- Wladimir Schestakow, Judo (0-1-0) (→ nach 1992: )
Seoul 1988: Silber, Mittelgewicht, Herren
- Jelena Schewtschenko, Turnen (1-0-0) (→ nach 1992: )
Seoul 1988: Gold, Mannschaftsmehrkampf, Damen
- Ljudmila Schewzowa, Leichtathletik (1-0-0) (→ nach 1992: )
Rom 1960: Gold, 800 m, Damen
- Georgi Schilin, Rudern (0-1-1) (→ nach 1992: )
Helsinki 1952: Silber, Doppelzweier, Herren
Melbourne 1956: Bronze, Zweier mit Steuermann, Herren
- Boris Schilkow, Eisschnelllauf (1-0-0) (→ nach 1992: )
Cortina d’Ampezzo 1956: Gold, 5000 m, Herren
- Marina Schirowa, Leichtathletik (0-0-1) (→ nach 1992: )
Seoul 1988: Bronze, 4 × 100 m, Damen
- Giorgi Schirtladse, Ringen (0-1-1) (→ nach 1992: )
Melbourne 1956: Bronze, Freistil Mittelgewicht, Herren
Rom 1960: Silber, Freistil Mittelgewicht, Herren
- Ljudmila Schischowa, Fechten (2-0-0) (→ nach 1992: )
Rom 1960: Gold, Florett Mannschaft, Damen
Tokio 1964: Gold, Florett Mannschaft, Damen
- Natalja Schiwe, Eisschnelllauf (0-0-1) (→ nach 1992: )
Sarajevo 1984: Bronze, 500 m, Damen
- Wladimir Schmeljow, Moderner Fünfkampf (1-0-0) (→ nach 1992: )
München 1972: Gold, Mannschaft
- Tatjana Schtschelkanowa, Leichtathletik (0-0-1) (→ nach 1992: )
Tokio 1964: Bronze, Weitsprung, Damen
- Leonid Schtscherbakow, Leichtathletik (0-1-0) (→ nach 1992: )
Helsinki 1952: Silber, Dreisprung, Herren
- Sergei Schtscherbakow, Boxen (0-1-0) (→ nach 1992: )
Helsinki 1952: Silber, Weltergewicht, Herren
- Uladsimir Schtschukin, Turnen (0-1-0) (→ nach 1992: )
München 1972: Silber, Mannschaftsmehrkampf, Herren
- Marija Schubina, Kanu (1-0-0) (→ nach 1992: )
Rom 1960: Gold, Zweier-Kajak 500 m, Damen
- Boris Schuchow, Radsport (1-0-0) (→ nach 1992: )
München 1972: Gold, Mannschaftszeitfahren, Herren
- Tatjana Schuk, Eiskunstlauf (0-1-0) (→ nach 1992: )
Grenoble 1968: Silber, Paare
- Walentina Schulina, Rudern (0-1-0) (→ nach 1992: )
Moskau 1980: Silber, Achter, Damen
- Alexei Schumakow, Ringen (1-0-0) (→ nach 1992: )
Montreal 1976: Gold, gr.-röm. gewicht, Herren
- Olena Schupijewa-Wjasowa, Leichtathletik (0-0-1) (→ nach 1992: )
Seoul 1988: Bronze, 10.000 m, Damen
- Juri Schurkalow, Rudern (0-1-0) (→ nach 1992: )
Montreal 1976: Silber, Zweier mit Steuermann, Herren
- Jelena Schuschunowa, Turnen (2-1-1) (→ nach 1992: )
Seoul 1988: Gold, Einzelmehrkampf, Damen
Seoul 1988: Gold, Mannschaftsmehrkampf, Damen
Seoul 1988: Silber, Schwebebalken, Damen
Seoul 1988: Bronze, Stufenbarren, Damen
- Fjodor Schutkow, Segeln (1-0-0) (→ nach 1992: )
Rom 1960: Gold, Star, Herren
- Andrei Schuwalow, Fechten (0-0-2) (→ nach 1992: )
Seoul 1988: Bronze, Degen Einzel, Herren
Seoul 1988: Bronze, Degen Mannschaft, Herren
- Iryna Schylawa, Schießen (1-0-0) (→ nach 1992: )
Seoul 1988: Gold, Luftgewehr, Damen
- Larissa Selesnjowa, Eiskunstlauf (0-0-1) (→ nach 1992: )
Sarajevo 1984: Bronze, Paare
- Hanno Selg, Moderner Fünfkampf (0-1-0) (→ nach 1992: )
Rom 1960: Silber, Mannschaft, Herren
- Boris Selizki, Gewichtheben (1-0-0) (→ nach 1992: )
Mexiko-Stadt 1968: Gold, Leichtschwergewicht, Herren
- Wladimir Semenez, Radsport (1-0-0) (→ nach 1992: )
München 1972: Gold, Tandem, Herren
- Swetlana Semjonowa, Rudern (0-0-1) (→ nach 1992: )
Moskau 1980: Bronze, Vierer mit Steuerfrau, Damen
- Pāvels Seničevs, Schießen (0-1-0) (→ nach 1992: )
Tokio 1964: Silber, Tontaubenschießen, Herren
- Jewgeni Seredin, Schwimmen (0-1-0) (→ nach 1992: )
Moskau 1980: Silber, 4 × 100 m Lagen, Herren
- Antonina Seredina, Kanu (2-0-1) (→ nach 1992: )
Rom 1960: Gold, Einer-Kajak 500 m, Damen
Rom 1960: Gold, Zweier-Kajak 500 m, Damen
Mexiko-Stadt 1968: Bronze, Zweier-Kajak 500 m, Damen
- Schamil Serikow, Ringen (1-0-0) (→ nach 1992: )
Moskau 1980: Gold, gr.-röm. Bantamgewicht, Herren
- Nadeschda Sewostjanowa, Rudern (0-0-1) (→ nach 1992: )
Montreal 1976: Bronze, Vierer mit Steuerfrau, Damen
- Wladimir Sewrjugin, Schießen (0-0-1) (→ nach 1992: )
Melbourne 1956: Bronze, Laufender Hirsch, Herren
- Wiktor Sidjak, Fechten (4-1-1) (→ nach 1992: )
Mexiko-Stadt 1968: Gold, Säbel Mannschaft, Herren
München 1972: Gold, Säbel Einzel, Herren
München 1972: Silber, Säbel Mannschaft, Herren
Montreal 1976: Bronze, Säbel Einzel, Herren
Montreal 1976: Gold, Säbel Mannschaft, Herren
Moskau 1980: Gold, Säbel Mannschaft, Herren
- Nikolai Sidorow, Leichtathletik (1-0-0) (→ nach 1992: )
Moskau 1980: Gold, 4 × 100 m, Herren
- Jewgenija Sidorowa, Ski Alpin (0-0-1) (→ nach 1992: )
Cortina d’Ampezzo 1956: Bronze, Slalom, Damen
- Tatjana Sidorowa, Eisschnelllauf (0-0-1) (→ nach 1992: )
Innsbruck 1964: Bronze, 500 m, Damen
- Walentina Sidorowa, Fechten (1-1-0) (→ nach 1992: )
Montreal 1976: Gold, Florett Mannschaft, Damen
Moskau 1980: Silber, Florett Mannschaft, Damen
- Alexander Silajew, Kanu (0-1-0) (→ nach 1992: )
Rom 1960: Silber, Einer-Canadier 1000 m, Herren
- Juris Silovs, Leichtathletik (0-1-1) (→ nach 1992: )
München 1972: Silber, 4 × 100 m, Herren
Montreal 1976: Bronze, 4 × 100 m, Herren
- Fjodor Simaschow, Ski Nordisch (1-1-0) (→ nach 1992: )
Sapporo 1972: Silber, 15 km, Herren
Sapporo 1972: Gold, 4 × 10 km, Herren
- Nikolai Simjatow, Ski Nordisch (4-1-0) (→ nach 1992: )
Lake Placid 1980: Gold, 30 km, Herren
Lake Placid 1980: Gold, 50 km, Herren
Lake Placid 1980: Gold, 4 × 10 km, Herren
Sarajevo 1984: Gold, 30 km, Herren
Sarajevo 1984: Silber, 4 × 10 km, Herren
- Wladimir Sinjawski, Ringen (0-1-0) (→ nach 1992: )
Rom 1960: Silber, Freistil Leichtgewicht, Herren
- Juri Sissikin, Fechten (2-2-0) (→ nach 1992: )
Rom 1960: Silber, Florett Einzel, Herren
Rom 1960: Gold, Florett Mannschaft, Herren
Tokio 1964: Gold, Florett Mannschaft, Herren
Mexiko-Stadt 1968: Silber, Florett Mannschaft, Herren
- Sergei Siwko, Boxen (0-1-0) (→ nach 1992: )
Rom 1960: Silber, Fliegengewicht, Herren
- Jurij Sjedych, Leichtathletik (2-1-0) (→ nach 1992: )
Montreal 1976: Gold, Hammerwurf, Herren
Moskau 1980: Gold, Hammerwurf, Herren
Seoul 1988: Silber, Hammerwurf, Herren
- Nina Sjuskowa, Leichtathletik (1-0-0) (→ nach 1992: )
Moskau 1980: Silber, 4 × 400 m, Damen
- Tetjana Skatschko, Leichtathletik (0-0-1) (→ nach 1992: )
Moskau 1980: Bronze, Weitsprung, Damen
- Lidija Skoblikowa, Eisschnelllauf (6-0-0) (→ nach 1992: )
Squaw Valley 1960: Gold, 1500 m, Damen
Squaw Valley 1960: Gold, 3000 m, Damen
Innsbruck 1964: Gold, 500 m, Damen
Innsbruck 1964: Gold, 1000 m, Damen
Innsbruck 1964: Gold, 1500 m, Damen
Innsbruck 1964: Gold, 3000 m, Damen
- Juri Skobow, Ski Nordisch (1-0-0) (→ nach 1992: )
Sapporo 1972: Gold, 4 × 10 km, Herren
- Timofei Skrjabin, Boxen (0-0-1) (→ nach 1992: )
Seoul 1988: Bronze, Fliegengewicht, Herren
- Michał Śliwiński, Kanu (0-1-0) (→ nach 1992: )
Seoul 1988: Silber, Einer-Canadier 500 m, Herren
- Mykola Smaha, Leichtathletik (0-0-1) (→ nach 1992: )
Mexiko-Stadt 1968: Bronze, 20 km Gehen, Herren
- Raissa Smetanina, Ski Nordisch (3-5-1) (→ nach 1992: )
Innsbruck 1976: Silber, 5 km, Damen
Innsbruck 1976: Gold, 10 km, Damen
Innsbruck 1976: Gold, 4 × 5 km, Damen
Lake Placid 1980: Gold, 5 km, Damen
Lake Placid 1980: Silber, 4 × 5 km, Damen
Sarajevo 1984: Silber, 10 km, Damen
Sarajevo 1984: Silber, 20 km, Damen
Calgary 1988: Silber, 10 km, Damen
Calgary 1988: Bronze, 20 km, Damen
- Andrei Smirnow, Schwimmen (0-0-1) (→ nach 1992: )
Montreal 1976: Bronze, 400 m Lagen, Herren
- Wladimir Smirnow, Ski Nordisch (0-2-1) (→ nach 1992: )
Calgary 1988: Bronze, 15 km, Herren
Calgary 1988: Silber, 30 km, Herren
Calgary 1988: Silber, 4 × 10 km, Herren
- Wladimir Smirnow, Fechten (1-1-1) (→ nach 1992: )
Moskau 1980: Gold, Florett Einzel, Herren
Moskau 1980: Silber, Florett Mannschaft, Herren
Moskau 1980: Bronze, Degen Mannschaft, Herren
- Ljudmila Smirnowa, Eiskunstlauf (0-1-0) (→ nach 1992: )
Sapporo 1972: Silber, Paare
- Juri Smoljakow, Fechten (0-1-0) (→ nach 1992: )
Mexiko-Stadt 1968: Silber, Degen Mannschaft, Herren
- Igor Sokolow, Schießen (1-0-0) (→ nach 1992: )
Moskau 1980: Gold, Laufende Scheibe, Herren
- Nikolai Sokolow, Leichtathletik (0-1-0) (→ nach 1992: )
Rom 1960: Silber, 3000 m Hindernis, Herren
- Walerian Sokolow, Boxen (1-0-0) (→ nach 1992: )
Mexiko-Stadt 1968: Gold, Bantamgewicht, Herren
- Wiktor Sokolow, Radsport (0-1-0) (→ nach 1992: )
Montreal 1976: Silber, 4000 m Mannschaftsverfolgung, Herren
- Natalja Sokolowa, Leichtathletik (0-0-1) (→ nach 1992: )
Montreal 1976: Bronze, 4 × 400 m, Damen
- Weniamin Soldatenko, Leichtathletik (0-1-0) (→ nach 1992: )
München 1972: Silber, 50 km Gehen, Herren
- Nikolai Soloduchin, Judo (1-0-0) (→ nach 1992: )
Moskau 1980: Gold, Halbleichtgewicht, Herren
- Wassili Solomin, Boxen (0-0-1) (→ nach 1992: )
Montreal 1976: Bronze, Leichtgewicht, Herren
- Nikolai Solowjow, Ringen (1-0-0) (→ nach 1992: )
Melbourne 1956: Gold, gr.-röm. Fliegengewicht, Herren
- Stanislaw Sorokin, Boxen (0-0-1) (→ nach 1992: )
Tokio 1964: Bronze, Fliegengewicht, Herren
- Witali Sorokin, Schwimmen (0-0-1) (→ nach 1992: )
Melbourne 1956: Bronze, 4 × 200 m Freistil, Herren
- Galina Sowetnikowa, Rudern (0-0-1) (→ nach 1992: )
Moskau 1980: Bronze, Vierer mit Steuerfrau, Damen
- Alexei Spiridonow, Leichtathletik (0-1-0) (→ nach 1992: )
Montreal 1976: Silber, Hammerwurf, Herren
- Leonid Spirin, Leichtathletik (1-0-0) (→ nach 1992: )
Melbourne 1956: Gold, 20 km Gehen, Herren
- Wassyl Stankowytsch, Fechten (0-2-0) (→ nach 1992: )
Mexiko-Stadt 1968: Silber, Florett Mannschaft, Herren
München 1972: Silber, Florett Mannschaft, Herren
- Anatoli Starostin, Moderner Fünfkampf (2-0-0) (→ nach 1992: )
Moskau 1980: Gold, Einzel, Herren
Moskau 1980: Gold, Mannschaft, Herren
- Boris Stenin, Eisschnelllauf (0-0-1) (→ nach 1992: )
Squaw Valley 1960: Bronze, 1500 m, Herren
- Walentina Stenina, Eisschnelllauf (0-2-0) (→ nach 1992: )
Squaw Valley 1960: Silber, 3000 m, Damen
Innsbruck 1964: Silber, 3000 m, Damen
- Oleg Stepanow, Judo (0-0-1) (→ nach 1992: )
Tokio 1964: Bronze, Leichtgewicht, Herren
- Wassili Stepanow, Gewichtheben (0-1-0) (→ nach 1992: )
Melbourne 1956: Silber, Halbschwergewicht, Herren
- Galina Stepanskaja, Eisschnelllauf (1-0-0) (→ nach 1992: )
Innsbruck 1976: Gold, 1500 m, Damen
- Stanislaw Stepaschkin, Boxen (1-0-0) (→ nach 1992: )
Tokio 1964: Gold, Federgewicht, Herren
- Wolodymyr Sterlyk, Rudern (0-0-1) (→ nach 1992: )
Mexiko-Stadt 1968: Bronze, Achter, Herren
- Jurij Stezenko, Kanu (1-0-0) (→ nach 1992: )
München 1972: Gold, Vierer-Kajak 1000 m, Herren
- Tetjana Stezenko, Rudern (0-1-0) (→ nach 1992: )
Moskau 1980: Silber, Achter, Damen
- Wladimir Stogow, Gewichtheben (0-1-0) (→ nach 1992: )
Melbourne 1956: Silber, Bantamgewicht, Herren
- Pawel Stolbow, Turnen (1-0-0) (→ nach 1992: )
Melbourne 1956: Gold, Mannschaftsmehrkampf, Herren
- Gennadi Strachow, Ringen (0-1-0) (→ nach 1992: )
München 1972: Silber, Freistil Halbschwergewicht, Herren
- Olha Straschewa, Turnen (1-0-0) (→ nach 1992: )
Seoul 1988: Gold, Mannschaftsmehrkampf, Damen
- Natalja Strunnikowa, Schwimmen (0-0-1) (→ nach 1992: )
Moskau 1980: Bronze, 4 × 100 m Lagen, Damen
- Wladimir Struschanow, Schwimmen (0-0-1) (→ nach 1992: )
Melbourne 1956: Bronze, 4 × 200 m Freistil, Herren
- Marina Studnewa, Rudern (0-0-1) (→ nach 1992: )
Moskau 1980: Bronze, Vierer mit Steuerfrau, Damen
- Ivar Stukolkin, Schwimmen (1-0-1) (→ nach 1992: )
Moskau 1980: Bronze, 400 m Freistil, Herren
Moskau 1980: Gold, 4 × 200 m Freistil, Herren
- Olena Subko, Rudern (0-1-0) (→ nach 1992: )
Montreal 1976: Silber, Achter, Damen
- Wladimir Sucharew, Leichtathletik (0-2-0) (→ nach 1992: )
Helsinki 1952: Silber, 4 × 100 m, Herren
Melbourne 1956: Silber, 4 × 100 m, Herren
- Sergei Suchorutschenkow, Radsport (1-0-0) (→ nach 1992: )
Moskau 1980: Gold, Straße, Herren
- Renart Suleimanow, Schießen (0-0-1) (→ nach 1992: )
Mexiko-Stadt 1968: Bronze, Schnellfeuerpistole, Herren
- Andrei Suraikin, Eiskunstlauf (0-1-0) (→ nach 1992: )
Sapporo 1972: Silber, Paare
- Wiktor Suslin, Rudern (0-0-1) (→ nach 1992: )
Mexiko-Stadt 1968: Bronze, Achter, Herren
- German Sweschnikow, Fechten (2-1-0) (→ nach 1992: )
Rom 1960: Gold, Florett Mannschaft, Herren
Tokio 1964: Gold, Florett Mannschaft, Herren
Mexiko-Stadt 1968: Silber, Florett Mannschaft, Herren
- Galina Sybina, Leichtathletik (1-1-1) (→ nach 1992: )
Helsinki 1952: Gold, Kugelstoßen, Damen
Melbourne 1956: Silber, Kugelstoßen, Damen
Tokio 1964: Bronze, Kugelstoßen, Damen
- Oleksandr Sydorenko, Schwimmen (1-0-0) (→ nach 1992: )
Moskau 1980: Gold, 400 m Lagen, Herren

### T
- Ljubow Talalajewa, Rudern (0-1-0) (→ nach 1992: )
Montreal 1976: Silber, Achter, Damen
- Jaan Talts, Gewichtheben (1-1-0) (→ nach 1992: )
Mexiko-Stadt 1968: Silber, Mittelschwergewicht, Herren
München 1972: Gold, Schwergewicht, Herren
- Tatjana Talyschewa, Leichtathletik (0-0-1) (→ nach 1992: )
Mexiko-Stadt 1968: Bronze, Weitsprung, Damen
- Jüri Tamm, Leichtathletik (0-0-2) (→ nach 1992: )
Moskau 1980: Bronze, Hammerwurf, Herren
Seoul 1988: Bronze, Hammerwurf, Herren
- Ričardas Tamulis, Boxen (0-1-0) (→ nach 1992: )
Tokio 1964: Silber, gewicht, Herren
- Anatoli Tarabrin, Rudern (0-0-1) (→ nach 1992: )
Rom 1960: Bronze, Vierer ohne Steuermann, Herren
- Nelli Tarakanowa, Rudern (0-1-0) (→ nach 1992: )
Montreal 1976: Silber, Achter, Damen
- Leanid Taranenka, Gewichtheben (1-0-0) (→ nach 1992: )
Moskau 1980: Gold, 2. Schwergewicht, Herren
- Alexander Tarassow, Moderner Fünfkampf (1-0-0) (→ nach 1992: )
Melbourne 1956: Gold, Mannschaft, Herren
- Jüri Tarmak, Leichtathletik (1-0-0) (→ nach 1992: )
München 1972: Gold, Hochsprung, Herren
- Nikolai Tatarinow, Moderner Fünfkampf (0-1-0) (→ nach 1992: )
Rom 1960: Silber, Mannschaft, Herren
- Lewan Tediaschwili, Ringen (2-0-0) (→ nach 1992: )
München 1972: Gold, Freistil Mittelgewicht, Herren
Montreal 1976: Gold, Freistil Halbschwergewicht, Herren
- Giorgi Tenadse, Judo (0-0-1) (→ nach 1992: )
Seoul 1988: Bronze, Leichtgewicht, Herren
- Fjodor Terentjew, Ski Nordisch (1-0-1) (→ nach 1992: )
Cortina d’Ampezzo 1956: Bronze, 50 km, Herren
Cortina d’Ampezzo 1956: Gold, 4 × 10 km, Herren
- Artjom Terjan, Ringen (0-0-1) (→ nach 1992: )
Helsinki 1952: Bronze, gr.-röm. Bantamgewicht, Herren
- Olena Teroschyna, Rudern (0-1-0) (→ nach 1992: )
Moskau 1980: Silber, Achter, Damen
- Igor Ter-Owanessjan, Leichtathletik (0-0-2) (→ nach 1992: )
Rom 1960: Bronze, Weitsprung, Herren
Tokio 1964: Bronze, Weitsprung, Herren
- Wassili Tichonow, Rudern (0-1-0) (→ nach 1992: )
Seoul 1988: Silber, Achter, Herren
- Alexander Tichonow, Biathlon (4-1-0) (→ nach 1992: )
Grenoble 1968: Silber, 20 km, Herren
Grenoble 1968: Gold, 4 × 7,5 km, Herren
Sapporo 1972: Gold, 4 × 7,5 km, Herren
Sapporo 1972: Gold, 4 × 7,5 km, Herren
Lake Placid 1980: Gold, 4 × 7,5 km, Herren
- Wladimir Tichonow, Turnen (0-1-0) (→ nach 1992: )
Montreal 1976: Silber, Mannschaftsmehrkampf, Herren
- Tamara Tichonowa, Ski Nordisch (2-1-0) (→ nach 1992: )
Calgary 1988: Silber, 5 km, Damen
Calgary 1988: Gold, 20 km, Damen
Calgary 1988: Gold, 4 × 5 km, Damen
- Igor Tichomirow, Fechten (0-0-1) (→ nach 1992:  bzw. )
Seoul 1988: Bronze, Degen Mannschaft, Herren
- Žoržs Tikmers, Rudern (0-1-0) (→ nach 1992: )
Moskau 1980: Silber, Vierer mit Steuermann, Herren
- Alexander Timoschinin, Rudern (2-0-0) (→ nach 1992: )
Mexiko-Stadt 1968: Gold, Doppelzweier, Herren
München 1972: Gold, Doppelzweier, Herren
- Boris Tischin, Boxen (0-0-1) (→ nach 1992: )
Helsinki 1952: Bronze, Halbmittelgewicht, Herren
- Juri Titow, Turnen (1-5-3) (→ nach 1992: )
Melbourne 1956: Bronze, Einzelmehrkampf, Herren
Melbourne 1956: Gold, Mannschaftsmehrkampf, Herren
Melbourne 1956: Bronze, Pferdsprung, Herren
Melbourne 1956: Silber, Reck, Herren
Rom 1960: Bronze, Einzelmehrkampf, Herren
Rom 1960: Silber, Mannschaftsmehrkampf, Herren
Rom 1960: Silber, Boden, Herren
Tokio 1964: Silber, Mannschaftsmehrkampf, Herren
Tokio 1964: Silber, Reck, Herren
- Ljudmila Titowa, Eisschnelllauf (1-1-1) (→ nach 1992: )
Grenoble 1968: Gold, 500 m, Damen
Grenoble 1968: Silber, 1000 m, Damen
Sapporo 1972: Bronze, 500 m, Damen
- Juri Tjukalow, Rudern (2-1-0) (→ nach 1992: )
Helsinki 1952: Gold, Einer, Herren
Melbourne 1956: Gold, Doppelzweier, Herren
Rom 1960: Silber, Doppelzweier, Herren
- Oleg Tjurin, Rudern (1-0-0) (→ nach 1992: )
Tokio 1964: Gold, Doppelzweier, Herren
- Nadija Tkatschenko, Leichtathletik (1-0-0) (→ nach 1992: )
Moskau 1980: Gold, Fünfkampf, Damen
- Oleksandr Tkatschenko, Rudern (0-0-1) (→ nach 1992: )
Moskau 1980: Bronze, Achter, Herren
- Wolodymyr Tkatschenko, Schwimmen (0-1-0) (→ nach 1992: )
Seoul 1988: Silber, 4 × 100 m Freistil, Herren
- Alexander Tkatschow, Turnen (2-1-0) (→ nach 1992: )
Moskau 1980: Gold, Mannschaftsmehrkampf, Herren
Moskau 1980: Gold, Barren, Herren
Moskau 1980: Silber, Ringe, Herren
- Wolodymyr Tohusow, Ringen (0-0-1) (→ nach 1992: )
Seoul 1988: Bronze, Freistil Fliegengewicht, Herren
- Boris Tokarew, Leichtathletik (0-2-0) (→ nach 1992: )
Helsinki 1952: Silber, 4 × 100 m, Herren
Melbourne 1956: Silber, 4 × 100 m, Herren
- Juris Tone, Bobsport (0-0-1) (→ nach 1992: )
Calgary 1988: Bronze, Viererbob, Herren
- Tõnu Tõniste, Segeln (0-1-0) (→ nach 1992: )
Seoul 1988: Silber, 470er, Herren
- Toomas Tõniste, Segeln (0-1-0) (→ nach 1992: )
Seoul 1988: Silber, 470er, Herren
- Dawit Torosjan, Boxen (0-0-1) (→ nach 1992: )
Montreal 1976: Bronze, Fliegengewicht, Herren
- Wiktor Torschin, Schießen (0-0-1) (→ nach 1992: )
München 1972: Bronze, Schnellfeuerpistole, Herren
- Amiran Totikaschwili, Judo (0-0-1) (→ nach 1992: )
Seoul 1988: Bronze, gewicht, Herren
- Klawdija Totschonowa, Leichtathletik (0-0-1) (→ nach 1992: )
Helsinki 1952: Bronze, Kugelstoßen, Damen
- Wladlen Trostjanski, Ringen (0-1-0) (→ nach 1992: )
Tokio 1964: Silber, gr.-röm. Bantamgewicht, Herren
- Alexander Tschajew, Schwimmen (0-1-0) (→ nach 1992: )
Moskau 1980: Silber, 1500 m Freistil, Herren
- Waleri Tschaplygin, Radsport (1-0-0) (→ nach 1992: )
Montreal 1976: Gold, Mannschaftszeitfahren, Herren
- Wladimir Tscheboksarow, Ringen (0-1-0) (→ nach 1992: )
Montreal 1976: Silber, gr.-röm. Mittelgewicht, Herren
- Taissija Tschentschik, Leichtathletik (0-0-1) (→ nach 1992: )
Tokio 1964: Bronze, Hochsprung, Damen
- Sergei Tschepikow, Biathlon (1-0-1) (→ nach 1992: )
Calgary 1988: Bronze, 10 km, Herren
Calgary 1988: Gold, 4 × 7,5 km, Herren
- Nina Tscheremissina, Rudern (0-1-1) (→ nach 1992: )
Moskau 1980: Silber, Doppelvierer mit Steuerfrau, Damen
Moskau 1980: Bronze, Vierer mit Steuerfrau, Damen
- Jewhen Tscherepowskyj, Fechten (0-0-1) (→ nach 1992: )
Melbourne 1956: Bronze, Säbel Mannschaft, Herren
- Jewgeni Tscherkassow, Schießen (0-1-0) (→ nach 1992: )
Melbourne 1956: Silber, Schnellfeuerpistole, Herren
- Marina Tscherkassowa, Eiskunstlauf (0-1-0) (→ nach 1992: )
Lake Placid 1980: Silber, Paare
- Walentina Tscherkassowa, Schießen (0-0-1) (→ nach 1992: )
Seoul 1988: Bronze, KK-Sportgewehr Dreistellungskampf, Damen
- Nikolai Tschernezki, Leichtathletik (1-0-0) (→ nach 1992: )
Moskau 1980: Gold, 4 × 400 m, Herren
- Walentin Tschernikow, Fechten (0-0-1) (→ nach 1992: )
Rom 1960: Bronze, Degen Mannschaft, Herren
- Arnold Tscharnuschewitsch, Fechten (0-0-1) (→ nach 1992: )
Rom 1960: Bronze, Degen Mannschaft, Herren
- Nadeschda Tschernyschowa, Rudern (0-1-0) (→ nach 1992: )
Montreal 1976: Silber, Doppelvierer mit Steuerfrau, Damen
- Sergei Tschetweruchin, Eiskunstlauf (0-1-0) (→ nach 1992: )
Sapporo 1972: Silber, Herren
- Schalwa Tschikladse, Ringen (0-1-0) (→ nach 1992: )
Helsinki 1952: Silber, gr.-röm. Halbschwergewicht, Herren
- Parnaos Tschikwiladse, Judo (0-0-1)
Tokio 1964: Bronze, Schwergewicht, Herren
- Rafael Tschimischkjan, Gewichtheben (1-0-0) (→ nach 1992: )
Helsinki 1952: Gold, Federgewicht, Herren
- Nadeschda Tschischowa, Leichtathletik (1-1-1) (→ nach 1992: )
Mexiko-Stadt 1968: Bronze, Kugelstoßen, Damen
München 1972: Gold, Kugelstoßen, Damen
Montreal 1976: Silber, Kugelstoßen, Damen
- Galina Tschistjakowa, Leichtathletik (0-0-1) (→ nach 1992: )
Seoul 1988: Bronze, Weitsprung, Damen
- Schota Tschotschischwili, Judo (1-0-1) (→ nach 1992: )
München 1972: Gold, Halbschwergewicht, Herren
Montreal 1976: Bronze, Offene Klasse, Herren
- Sergei Tschuchrai, Kanu (3-0-0) (→ nach 1992: )
Montreal 1976: Gold, Vierer-Kajak 1000 m, Herren
Moskau 1980: Gold, Zweier-Kajak 500 m, Herren
Moskau 1980: Gold, Zweier-Kajak 1000 m, Herren
- Alexandra Tschudina, Leichtathletik (0-2-1) (→ nach 1992: )
Helsinki 1952: Bronze, Hochsprung, Damen
Helsinki 1952: Silber, Weitsprung, Damen
Helsinki 1952: Silber, Speerwurf, Damen
- Anatolij Tschukanow, Radsport (1-0-0) (→ nach 1992: )
Montreal 1976: Gold, Mannschaftszeitfahren, Herren
- Wjatscheslaw Tschukanow, Reiten (1-0-0) (→ nach 1992: )
Moskau 1980: Gold, Springreiten Mannschaft
- Wiktor Tschukarin, Turnen (7-3-1) (→ nach 1992: )
Helsinki 1952: Gold, Einzelmehrkampf, Herren
Helsinki 1952: Gold, Mannschaftsmehrkampf, Herren
Helsinki 1952: Silber, Barren, Herren
Helsinki 1952: Gold, Pferdsprung, Herren
Helsinki 1952: Silber, Ringe, Herren
Helsinki 1952: Gold, Seitpferd, Herren
Melbourne 1956: Gold, Einzelmehrkampf, Herren
Melbourne 1956: Gold, Mannschaftsmehrkampf, Herren
Melbourne 1956: Gold, Barren, Herren
Melbourne 1956: Silber, Boden, Herren
Melbourne 1956: Bronze, Seitpferd, Herren
- Iryna Tschunychowska, Segeln (0-0-1) (→ nach 1992: )
Seoul 1988: Bronze, 470er, Damen
- Mykola Tschuschykow, Kanu (1-0-0) (→ nach 1992: )
Tokio 1964: Gold, Vierer-Kajak 1000 m, Herren
- Alexander Tschutschelow, Segeln (0-1-0) (→ nach 1992: )
Rom 1960: Silber, Finn-Dinghy, Herren
- Svetlana Tširkova, Fechten (2-0-0) (→ nach 1992: )
Mexiko-Stadt 1968: Gold, Florett Mannschaft, Damen
München 1972: Gold, Florett Mannschaft, Damen
- Ljudmila Turischtschewa, Turnen (4-3-2) (→ nach 1992: )
Mexiko-Stadt 1968: Gold, Mannschaftsmehrkampf, Damen
München 1972: Gold, Mannschaftsmehrkampf, Damen
München 1972: Gold, Einzelmehrkampf, Damen
München 1972: Bronze, Sprung, Damen
München 1972: Silber, Boden, Damen
Montreal 1976: Bronze, Einzelmehrkampf, Damen
Montreal 1976: Gold, Mannschaftsmehrkampf, Damen
Montreal 1976: Silber, Boden, Damen
Montreal 1976: Silber, Pferdsprung, Damen
- Däulet Turlychanow, Ringen (0-1-0) (→ nach 1992: )
Seoul 1988: Silber, gr.-röm. Weltergewicht, Herren
- Oleksandra Tymoschenko, Rhythmische Sportgymnastik (0-0-1) (→ nach 1992: )
Seoul 1988: Bronze, Einzel
- Tamara Tyschkewitsch, Leichtathletik (1-0-0) (→ nach 1992: )
Melbourne 1956: Gold, Kugelstoßen, Damen
- Mychajlo Tyschko, Fechten (0-0-1) (→ nach 1992: )
Seoul 1988: Bronze, Degen Mannschaft, Herren
- Dawid Tyschler, Fechten (0-0-1) (→ nach 1992: )
Melbourne 1956: Bronze, Säbel Mannschaft, Herren
- Andrij Tyschtschenko, Rudern (0-0-1) (→ nach 1992: )
Moskau 1980: Bronze, Achter, Herren

### U
- Romas Ubartas, Leichtathletik (0-1-0) (→ nach 1992: )
Seoul 1988: Silber, Diskuswurf, Herren
- Iwan Udodow, Gewichtheben (1-0-0) (→ nach 1992: )
Helsinki 1952: Gold, Bantamgewicht, Herren
- Wiktor Ugrjumow, Reiten (1-0-1) (→ nach 1992: )
Moskau 1980: Gold, Dressur Mannschaft
Moskau 1980: Bronze, Dressur Einzel
- Alexei Ulanow, Eiskunstlauf (1-0-0) (→ nach 1992: )
Sapporo 1972: Gold, Paare
- Nina Umanez, Rudern (0-1-0) (→ nach 1992: )
Moskau 1980: Silber, Achter, Damen
- Gintautas Umaras, Radsport (2-0-0) (→ nach 1992: )
Seoul 1988: Gold, 4000 m Einzelverfolgung, Herren
Seoul 1988: Gold, 4000 m Mannschaftsverfolgung, Herren
- Mindaugas Umaras, Radsport (1-0-0) (→ nach 1992: )
Seoul 1988: Gold, 4000 m Mannschaftsverfolgung, Herren
Rom 1960: Silber, Freie Scheibenpistole, Herren
- Galina Urbanowitsch, Turnen (1-1-0) (→ nach 1992: )
Helsinki 1952: Gold, Mannschaftsmehrkampf, Damen
Helsinki 1952: Silber, Gruppen-Gymnastik, Damen
- Irina Uschakowa, Fechten (0-1-0) (→ nach 1992: )
Moskau 1980: Silber, Florett Mannschaft, Damen
- Schaqsylyq Üschkempirow, Ringen (1-0-0) (→ nach 1992: )
Moskau 1980: Gold, gr.-röm. Papiergewicht, Herren
- Natalja Andrejewna Ustinowa, Schwimmen (0-0-1) (→ nach 1992: )
Tokio 1964: Bronze, 4 × 100 m Lagen, Damen
- Iwan Utrobin, Ski Nordisch (0-0-1) (→ nach 1992: )
Innsbruck 1964: Bronze, 4 × 10 km, Herren
- Jaak Uudmäe, Leichtathletik (1-0-0) (→ nach 1992: )
Moskau 1980: Gold, Dreisprung, Herren

### V
- Igor Valetov, Fechten (0-0-1) (→ nach 1992: )
München 1972: Bronze, Degen Mannschaft, Herren
- Remigijus Valiulis, Leichtathletik (1-0-0) (→ nach 1992: )
Moskau 1980: Gold, 4 × 400 m, Herren
- Vida Vencienė, Ski Nordisch (1-0-1) (→ nach 1992: )
Calgary 1988: Bronze, 5 km, Damen
Calgary 1988: Gold, 10 km, Damen

### W
- Alexei Wachonin, Gewichtheben (1-0-0) (→ nach 1992: )
Tokio 1964: Gold, Bantamgewicht, Herren
- Gennadi Waganow, Ski Nordisch (0-0-2) (→ nach 1992: )
Squaw Valley 1960: Bronze, 4 × 10 km, Herren
Innsbruck 1964: Bronze, 4 × 10 km, Herren
- Lew Wainschtein, Schießen (0-0-1) (→ nach 1992: )
Helsinki 1952: Bronze, Freies Gewehr Dreistellungskampf, Herren
- Jelena Waizechowskaja, Wasserspringen (1-0-0) (→ nach 1992: )
Montreal 1976: Gold, Kunstspringen, Damen
- Jelena Walowa, Eiskunstlauf (1-1-0) (→ nach 1992: )
Sarajevo 1984: Gold, Paare
Calgary 1988: Silber, Paare
- Alena Waltschezkaja, Turnen (1-0-0) (→ nach 1992: )
Tokio 1964: Gold, Mannschaftsmehrkampf, Damen
- Adlan Warajew, Ringen (0-1-0) (→ nach 1992: )
Seoul 1988: Silber, Freistil Weltergewicht, Herren
- Baschir Warajew, Judo (0-0-1) (→ nach 1992: )
Seoul 1988: Bronze, Halbmittelgewicht, Herren
- Jurik Wardanjan, Gewichtheben (1-0-0) (→ nach 1992: )
Moskau 1980: Gold, Leichtschwergewicht, Herren
- Swetlana Warganowa, Schwimmen (0-1-0) (→ nach 1992: )
Moskau 1980: Silber, 200 m Brust, Damen
- Rostislaw Wargaschkin, Radsport (0-0-1) (→ nach 1992: )
Rom 1960: Bronze, 1000 m Zeitfahren, Herren
- Andrei Wassiljew, Rudern (0-1-0) (→ nach 1992: )
Seoul 1988: Silber, Achter, Herren
- Boris Wassiljew, Radsport (0-0-1) (→ nach 1992: )
Rom 1960: Bronze, Tandem, Herren
- Dmitri Wassiljew, Biathlon (2-0-0) (→ nach 1992: )
Sarajevo 1984: Gold, 4 × 7,5 km, Herren
Calgary 1988: Gold, 4 × 7,5 km, Herren
- Oleg Wassiljew, Eiskunstlauf (1-1-0) (→ nach 1992: )
Sarajevo 1984: Gold, Paare
Calgary 1988: Silber, Paare
- Elwira Wassilkowa, Schwimmen (0-1-1) (→ nach 1992: )
Moskau 1980: Silber, 100 m Brust, Damen
Moskau 1980: Bronze, 4 × 100 m Lagen, Damen
- Olga Wassiltschenko, Rudern (0-1-0) (→ nach 1992: )
Moskau 1980: Silber, Doppelvierer mit Steuerfrau, Damen
- Wladimir Wassin, Wasserspringen (1-0-0) (→ nach 1992: )
München 1972: Gold, Kunstspringen, Herren
- Wjatscheslaw Wedenin, Ski Nordisch (2-1-1) (→ nach 1992: )
Innsbruck 1968: Silber, 50 km, Herren
Sapporo 1972: Gold, 30 km, Herren
Sapporo 1972: Bronze, 50 km, Herren
Sapporo 1972: Gold, 4 × 10 km, Herren
- Grigori Weritschew, Judo (0-0-1) (→ nach 1992: )
Seoul 1988: Bronze, Schwergewicht, Herren
- Alexander Winogradow, Kanu (2-0-0) (→ nach 1992: )
Montreal 1976: Gold, Zweier-Canadier 500 m, Herren
Montreal 1976: Gold, Zweier-Canadier 1000 m, Herren
- Eduard Winokurow, Fechten (2-1-0) (→ nach 1992: )
Mexiko-Stadt 1968: Gold, Säbel Mannschaft, Herren
München 1972: Silber, Säbel Mannschaft, Herren
Montreal 1976: Gold, Säbel Mannschaft, Herren
- Jossyp Witebskyj, Fechten (0-1-0) (→ nach 1992: )
Mexiko-Stadt 1968: Silber, Degen Mannschaft, Herren
- Juri Wlassow, Gewichtheben (1-1-0) (→ nach 1992: )
Rom 1960: Gold, Schwergewicht, Herren
Tokio 1964: Silber, Schwergewicht, Herren
- Wiktor Wlassow, Schießen (1-0-0) (→ nach 1992: )
Moskau 1980: Gold, Kleinkaliber Dreistellungskampf, Herren
- Dmitri Wolkow, Schwimmen (0-0-2) (→ nach 1992: )
Seoul 1988: Bronze, 100 m Brust, Herren
Seoul 1988: Bronze, 4 × 100 m Lagen, Herren
- Konstantin Wolkow, Leichtathletik (0-1-0) (→ nach 1992: )
Moskau 1980: Silber, Stabhochsprung, Herren
- Waleri Wolkow, Reiten (1-0-0) (→ nach 1992: )
Moskau 1980: Gold, Vielseitigkeit Mannschaft
- Arkadi Worobjow, Gewichtheben (2-0-1) (→ nach 1992: )
Helsinki 1952: Bronze, Leichtschwergewicht, Herren
Melbourne 1956: Gold, Leichtschwergewicht, Herren
Rom 1960: Gold, Mittelschwergewicht, Herren
- Alexander Woronin, Gewichtheben (1-0-0) (→ nach 1992: )
Montreal 1976: Gold, Fliegengewicht, Herren
- Michail Woronin, Turnen (2-6-1) (→ nach 1992: )
Mexiko-Stadt 1968: Silber, Einzelmehrkampf, Herren
Mexiko-Stadt 1968: Silber, Mannschaftsmehrkampf, Herren
Mexiko-Stadt 1968: Silber, Barren, Herren
Mexiko-Stadt 1968: Gold, Pferdsprung, Herren
Mexiko-Stadt 1968: Gold, Reck, Herren
Mexiko-Stadt 1968: Silber, Ringe, Herren
Mexiko-Stadt 1968: Bronze, Seitpferd, Herren
München 1972: Silber, Mannschaftsmehrkampf, Herren
München 1972: Silber, Ringe, Herren
- Sinaida Woronina, Turnen (1-1-2) (→ nach 1992: )
Mexiko-Stadt 1968: Silber, Einzelmehrkampf, Damen
Mexiko-Stadt 1968: Gold, Mannschaftsmehrkampf, Damen
Mexiko-Stadt 1968: Bronze, Stufenbarren, Damen
Mexiko-Stadt 1968: Bronze, Pferdsprung, Damen
- Wladimir Woronkow, Ski Nordisch (1-0-0) (→ nach 1992: )
Sapporo 1972: Gold, 4 × 10 km, Herren
- Igor Worontschichin, Ski Nordisch (0-0-2) (→ nach 1992: )
Innsbruck 1964: Bronze, 30 km, Herren
Innsbruck 1964: Bronze, 4 × 10 km, Herren
- Konstantin Wyrupajew, Ringen (1-0-1) (→ nach 1992: )
Melbourne 1956: Gold, gr.-röm. Bantamgewicht, Herren
Rom 1960: Bronze, gr.-röm. Federgewicht, Herren

### Y
- Rustam Yambulatov, Schießen (0-1-0) (→ nach 1992: )
Moskau 1980: Silber, Trap, Herren

### Z
- Larissa Zagarajewa, Fechten (0-1-0) (→ nach 1992: )
Moskau 1980: Silber, Florett Mannschaft, Damen
- Mirian Zalkalamanidse, Ringen (1-0-0) (→ nach 1992: )
Melbourne 1956: Gold, Freistil Fliegengewicht, Herren
- Juri Zapenko, Turnen (0-1-1) (→ nach 1992: )
Tokio 1964: Silber, Mannschaftsmehrkampf, Herren
Tokio 1964: Bronze, Seitpferd, Herren
- Georgi Zažitski, Fechten (0-0-1) (→ nach 1992: )
München 1972: Bronze, Degen Mannschaft, Herren
- Igor Zelowalnikow, Radsport (1-0-0) (→ nach 1992: )
München 1972: Gold, Mannschaftszeitfahren, Herren
- Laima Zilporytė, Radsport (0-0-1) (→ nach 1992: )
Seoul 1988: Bronze, Straße, Damen
- Dawit Zimakuridse, Ringen (1-0-0) (→ nach 1992: )
Helsinki 1952: Gold, Freistil Mittelgewicht, Herren
- Liana Zotadse, Wasserspringen (0-0-1) (→ nach 1992: )
Moskau 1980: Bronze, Turmspringen, Damen
- Vera Zozuļa, Rodeln (1-0-0) (→ nach 1992: )
Lake Placid 1980: Gold, Einsitzer, Damen
- Robertas Žulpa, Schwimmen (1-0-0) (→ nach 1992: )
Moskau 1980: Gold, 200 m Brust, Herren
- Wiktor Zybulenko, Leichtathletik (1-0-1) (→ nach 1992: )
Melbourne 1956: Bronze, Speerwurf, Herren
Rom 1960: Gold, Speerwurf, Herren

## Mannschaftsmedaillen
- Helsinki 1952, Basketball: Silber, Herren
 Stepas Butautas,  Nodar Dschordschikia, Anatoli Konew,  Otar Korkia,  Heino Kruus,  Ilmar Kullam,  Justinas Lagunavičius,  Joann Lõssov, Alexander Moissejew, Juri Oserow,  Kazys Petkevičius,  Stanislovas Stonkus,  Maigonis Valdmanis, Wiktor Wlassow
- Cortina d’Ampezzo 1956, Eishockey: Gold, Herren
Jewgeni Babitsch, Wsewolod Bobrow, Nikolai Chlystow, Alexei Guryschew, Juri Krylow, Walentin Kusin, Alfred Kutschewski, Grigori Mkrtytschan, Wiktor Nikiforow, Juri Pantjuchow, Nikolai Putschkow, Wiktor Schuwalow, Genrich Sidorenkow, Nikolai Sologubow, Iwan Tregubow, Dmitri Ukolow, Alexander Uwarow
- Melbourne 1956, Basketball: Silber, Herren
Arkadi Botschkarjow,  Jānis Krūmiņš,  Algirdas Lauritėnas,  Valdis Muižnieks, Juri Oserow,  Kazys Petkevičius, Michail Semjonow,  Stanislovas Stonkus, Michail Studenezki, Wiktor Subkow, Wladimir Torban,  Maigonis Valdmanis
- Melbourne 1956, Fußball: Gold, Herren
Anatoli Baschaschkin,  Joschef Beza, Anatoli Iljin, Anatoli Issajew, Walentin Iwanow, Lew Jaschin (TW), Boris Kusnezow, Anatoli Masljonkin, Igor Netto, Michail Ogonkow, Sergei Salnikow, Nikita Simonjan, Alexei Paramonow, Boris Rasinski (TW), Wladimir Ryschkin, Eduard Strelzow, Boris Tatuschin, Nikolai Tischtschenko
- Melbourne 1956, Wasserball: Bronze, Herren
Wiktor Agejew, Pjotr Breus,  Borys Gojchman,  Nodar Gwacharia, Wjatscheslaw Kurennoi, Boris Markarow, Pjotr Mschwenijeradse, Walentin Prokopow,  Mychajlo Ryschak, Juri Schljapin
- Squaw Valley 1960, Eishockey: Bronze, Herren
Weniamin Alexandrow, Alexander Almetow, Juri Baulin, Michail Bytschkow, Wladimir Grebennikow, Jewgeni Groschew, Wiktor Jakuschew, Jewgeni Jorkin, Nikolai Karpow, Alfred Kutschewski, Konstantin Loktew, Stanislaw Petuchow, Wiktor Prjaschnikow, Nikolai Putschkow, Genrich Sidorenkow, Nikolai Sologubow, Juri Zizinow
- Rom 1960, Basketball: Silber, Herren
Juri Kornejew,  Jānis Krūmiņš,  Guram Minaschwili,  Valdis Muižnieks,  Cēzars Ozers, Alexander Petrow, Michail Semjonow, Wiktor Subkow,  Wladimer Ugrechelidse,  Maigonis Valdmanis, Albert Waltin, Gennadi Wolnow
- Rom 1960, Wasserball: Silber, Herren
Wiktor Agejew,  Leri Gogoladse,  Borys Gojchman, Juri Grigorowski, Anatoli Kartaschow, Wjatscheslaw Kurennoi, Pjotr Mschwenijeradse, Wladimir Nowikow,  Jewgeni Salsin, Wladimir Semjonow,  Giwi Tschikwanaia
- Innsbruck 1964, Eishockey: Gold, Herren
Weniamin Alexandrow, Alexander Almetow, Witali Dawydow, Anatoli Firsow, Eduard Iwanow, Wiktor Jakuschew, Wiktor Konowalenko, Wiktor Kuskin, Konstantin Loktew, Boris Majorow, Jewgeni Majorow, Stanislaw Petuchow, Alexander Ragulin, Boris Saizew, Oleg Saizew, Wjatscheslaw Starschinow, Leonid Wolkow
- Tokio 1964, Basketball: Silber, Herren
 Armenak Alatschatschjan, Mykola Bahlej, Wjatscheslaw Chrynin,  Juris Kalniņš, Juri Kornejew,  Jānis Krūmiņš,  Jaak Lipso,  Lewan Mosseschwili,  Valdis Muižnieks, Alexander Petrow, Alexander Trawin, Gennadi Wolnow
- Tokio 1964, Volleyball: Gold, Herren
 Ivans Bugajenkovs, Nikolai Burobin, Waleri Kalatschichin,  Wascha Katscharawa, Witali Kowalenko,  Staņislavs Lugailo, Georgi Mondsolewski,  Jurij Pojarkow, Eduard Sibirjakow, Juri Tschesnokow,  Jurij Wenherowskyj, Dmitri Woskoboinikow
- Tokio 1964, Volleyball: Silber, Damen
Nelli Abramowa,  Astra Biltauere, Ljudmila Buldakowa,  Ljudmyla Hurejewa, Walentina Kamenjok-Winogradowa, Marita Katuschewa, Ninel Lukanina,  Walentyna Myschak, Tatjana Roschtschina, Antonina Ryschowa, Inna Ryskal, Tamara Tichonina
- Tokio 1964, Wasserball: Bronze, Herren
Wiktor Agejew,  Zenon Bortkeviç, Igor Grabowski, Boris Grischin, Eduard Jegorow, Nikolai Kalaschnikow, Wladimir Kusnezow,  Nikolay Kuznetsov, Leonid Ossipow, Boris Popow, Wladimir Semjonow
- Grenoble 1968, Eishockey: Gold, Herren
Weniamin Alexandrow, Wiktor Blinow, Witali Dawydow, Anatoli Firsow, Anatoli Jonow, Wiktor Konowalenko, Wiktor Kuskin, Boris Majorow, Jewgeni Mischakow, Juri Moissejew, Wiktor Polupanow, Alexander Ragulin, Igor Romischewski, Oleg Saizew, Jewgeni Simin, Wiktor Singer, Wjatscheslaw Starschinow, Wladimir Wikulow
- Mexiko-Stadt 1968, Basketball: Bronze, Herren
Wladimir Andrejew, Sergei Below, Wadim Kapranow, Sergei Kowalenko,  Anatoli Krikun,  Jaak Lipso,  Modestas Paulauskas,  Anatolij Polywoda,  Surab Sakandelidse, Juri Selichow,  Priit Tomson, Gennadi Wolnow
- Mexiko-Stadt 1968, Volleyball: Gold, Herren
 Oļegs Antropovs,  Wolodymyr Bjeljajew,  Ivans Bugajenkovs,  Wolodymyr Iwanow, Waleri Krawtschenko,  Jewhen Lapynskyj,  Vasilijus Matuševas, Georgi Mondsolewski,  Wiktor Mychaltschuk,  Jurij Pojarkow, Eduard Sibirjakow,  Borys Tereschtschuk
- Mexiko-Stadt 1968, Volleyball: Gold, Damen
Ljudmila Buldakowa,  Wera Galuschka-Dujunowa, Walentina Kamenjok-Winogradowa, Wera Lantratowa, Galina Leontjewa, Ljudmila Michailowskaja, Tatjana Ponjajewa-Tretjakowa, Inna Ryskal, Rosa Salichowa, Tatjana Sarytschewa, Nina Smolejewa,  Tatjana Veinberga
- Mexiko-Stadt 1968, Wasserball: Silber, Herren
 Oleksij Barkalow, Oleg Bowin, Alexander Dolguschin, Juri Grigorowski, Boris Grischin, Wadim Guljajew, Leonid Ossipow, Alexander Schidlowski, Wladimir Semjonow, Wjatscheslaw Skok,  Giwi Tschikwanaia
- Sapporo 1972, Eishockey: Gold, Herren
Juri Blinow, Waleri Charlamow, Witali Dawydow, Anatoli Firsow, Alexander Jakuschew, Wiktor Kuskin, Wladimir Luttschenko, Alexander Malzew, Boris Michailow, Jewgeni Mischakow, Alexander Paschkow, Wladimir Petrow, Alexander Ragulin, Igor Romischewski, Wladimir Schadrin, Jewgeni Simin, Wladislaw Tretjak, Waleri Wassiljew, Wladimir Wikulow, Gennadi Zygankow
- München 1972, Basketball: Gold, Herren
Alexander Below, Sergei Below, Alexander Boloschew, Iwan Dworny,  Iwan Jadeschka,  Micheil Korkia, Sergei Kowalenko,  Modestas Paulauskas,  Anatolij Polywoda,  Surab Sakandelidse,  Älschan Scharmuchamedow, Gennadi Wolnow
- München 1972, Fußball: Bronze, Herren
 Arkadi Andreasjan,  Oleh Blochin,  Murtas Churzilawa ,  Rewas Dsodsuaschwili, Juri Istomin, Andrei Jakubik,  Jurij Jelissjejew, Gennadi Jewrjuschichin,  Wolodymyr Kaplytschnyj,  Wiktor Kolotow,  Anatolij Kuksow, Jewgeni Lowtschew, Sergei Olschanski,  Wolodymyr Onyschtschenko,  Wolodymyr Pilhuj (TW),  Jewgeni Rudakow (TW),  Howhannes Sanasanjan,  Wjatscheslaw Semenow,  József Szabó
- München 1972, Volleyball: Bronze, Herren
Wiktor Borschtsch, Wjatscheslaw Domani, Wladimir Kondra, Waleri Krawtschenko,  Jewhen Lapynskyj, Wladimir Patkin,  Jurij Pojarkow, Wladimir Putjatow, Leonid Saiko, Alexander Saprykin, Juri Starunski, Jefim Tschulak
- München 1972, Volleyball: Gold, Damen
Ljudmila Borosna, Ljudmila Buldakowa,  Wera Galuschka-Dujunowa, Tatjana Gonoboblewa, Natalja Kudrewa, Galina Leontjewa, Tatjana Ponjajewa-Tretjakowa, Inna Ryskal, Rosa Salichowa, Tatjana Sarytschewa, Nina Smolejewa, Ljubow Tjurina
- München 1972, Wasserball: Gold, Herren
Anatoli Akimow,  Oleksij Barkalow, Alexander Dolguschin, Alexander Drewal, Wadim Guljajew, Alexander Kabanow, Nikolai Melnikow, Leonid Ossipow, Alexander Schidlowski, Wladimir Schmudski, Wjatscheslaw Sobtschenko
- Innsbruck 1976, Eishockey: Gold, Herren
 Boris Alexandrow, Sergei Babinow, Waleri Charlamow, Alexander Gussew, Alexander Jakuschew, Sergei Kapustin, Juri Ljapkin, Wladimir Luttschenko, Alexander Malzew, Boris Michailow, Wladimir Petrow, Wladimir Schadrin, Wiktor Schalimow, Wiktor Schluktow, Alexander Sidelnikow, Wladislaw Tretjak, Waleri Wassiljew, Gennadi Zygankow
- Montreal 1976, Basketball: Bronze, Herren
Wladimir Arsamaskow, Alexander Below, Sergei Below,  Iwan Jadeschka,  Micheil Korkia, Andrei Makejew, Waleri Milosserdow, Anatoli Myschkin,  Oleksandr Salnykow,  Älschan Scharmuchamedow,  Wolodymyr Schyhylij, Wladimir Tkatschenko
- Montreal 1976, Basketball: Gold, Damen
Olga Baryschewa-Korosteljowa,  Tamāra Dauniene, Nelli Ferjabnikowa,  Natalija Klymowa,  Rayssa Kurwjakowa, Tatjana Owetschkina,  Angelė Rupšienė, Nadeschda Sacharowa,  Tatjana Sacharowa-Nadyrowa,  Uļjana Semjonova, Nadeschda Schuwajewa-Olchowa,  Olga Soukharnova
- Montreal 1976, Fußball: Bronze, Herren
Wladimir Astapowski (TW),  Oleh Blochin,  Leonid Burjak, Wladimir Fjodorow,  Mychajlo Fomenko,  Wiktor Kolotow,  Anatolij Konkow,  Wiktor Matwijenko, Alexander Minajew, Leonid Nasarenko,  Wolodymyr Onyschtschenko, Alexander Prochorow (TW),  Dawit Qipiani,  Stefan Reschko,  Wiktor Swjahinzew,  Wolodymyr Troschkin,  Wolodymyr Weremjejew
- Montreal 1976, Handball: Gold, Herren
 Alexander Anpilogow, Anatoli Fedjukin,  Waleri Gassi, Wassili Iljin,  Mychajlo Ischtschenko, Juri Kidjajew, Juri Klimow, Wladimir Krawzow,  Serhij Kuschnirjuk,  Jurij Lahutyn, Wladimir Maximow,  Oleksandr Rjesanow,  Mykola Tomin, Jewgeni Tschernyschow
- Montreal 1976, Handball: Gold, Damen
 Ljubow Bereschnaja,  Ljudmyla Bobrus-Poradnyk,  Aldona Česaitytė,  Tetjana Hluschtschenko,  Laryssa Karlowa,  Marija Litoschenko,  Nina Lobowa,  Tatjana Makarez,  Ljudmyla Pantschuk,  Rəfiqə Şabanova,  Halyna Sacharowa,  Natalija Scherstjuk,  Ljudmila Schubina,  Sinajida Turtschyna
- Montreal 1976, Volleyball: Silber, Herren
Wladimir Dorochow, Alexander Jermilow, Wladimir Kondra, Oleg Moliboga, Anatoli Polischtschuk, Wjatscheslaw Saizew, Alexander Sawin,  Pāvels Seļivanovs, Juri Starunski, Wladimir Tschernyschow, Jefim Tschulak, Wladimir Ulanow
- Montreal 1976, Volleyball: Silber, Damen
Larissa Bergen, Soja Jussowa,  Olha Kosakowa, Natalja Kuschnir,  Nina Muradjan,  Lilija Ossadtscha,  Hanna Rostowa,  Ljubow Rudowska, Inna Ryskal, Ljudmila Schtschetinina, Nina Smolejewa, Ljudmila Tschernyschowa
- Lake Placid 1980, Eishockey: Silber, Herren
 Helmuts Balderis, Sinetula Biljaletdinow, Waleri Charlamow, Wjatscheslaw Fetissow, Alexander Golikow, Wladimir Golikow, Alexei Kassatonow, Wladimir Krutow, Juri Lebedew, Sergei Makarow, Alexander Malzew, Boris Michailow, Wladimir Myschkin, Wassili Perwuchin, Wladimir Petrow, Wiktor Schluktow, Alexander Skworzow, Sergei Starikow, Wladislaw Tretjak, Waleri Wassiljew
- Moskau 1980, Basketball: Bronze, Herren
 Alexander Belostenny, Sergej Below,  Nikolos Deriugini, Stanislaw Jerjomin,  Sergejus Jovaiša, Andrei Lopatow, Waleri Milosserdow, Anatoli Myschkin,  Oleksandr Salnykow,  Wolodymyr Schyhylij, Sergej Tarakanow, Wladimir Tkatschenko
- Moskau 1980, Basketball: Gold, Damen
Olga Baryschewa-Korosteljowa, Nelli Ferjabnikowa,  Tazzjana Iwinskaja, Tatjana Owetschkina,  Ljudmyla Rogoschyna,  Angelė Rupšienė,  Tatjana Sacharowa-Nadyrowa, Ljubow Scharmai, Nadeschda Schuwajewa-Olchowa,  Uļjana Semjonova,  Olga Soukharnova,  Vida Beselienė
- Moskau 1980, Fußball: Bronze, Herren
Sergei Andrejew,  Serhij Baltatscha,  Wolodymyr Bessonow, Wagis Chidijatulin, Rinat Dassajew, Waleri Gassajew, Juri Gawrilow, Sergei Nikulin,  Choren Howhannisjan,  Wolodymyr Pilhuj, Alexander Prokopenko, Oleg Romanzew, Sergei Schawlo,  Tengis Sulakwelidse,  Rewas Tschelebadse, Fjodor Tscherenkow,  Aleksandre Tschiwadse
- Moskau 1980, Handball: Silber, Herren
 Alexander Anpilogow, Wladimir Below, Anatoli Fedjukin,  Mychajlo Ischtschenko,  Aljaksandr Karschakewitsch, Juri Kidjajew, Wladimir Krawzow,  Serhij Kuschnirjuk, Wiktor Machorin,  Valdemaras Novickis, Wladimir Repjew, Alexei Schuk,  Mykola Tomin, Jewgeni Tschernyschow
- Moskau 1980, Handball: Gold, Damen
 Ljubow Odynokowa,  Ljudmyla Bobrus-Poradnyk,  Aldona Nenėnienė,  Laryssa Karlowa,  Natalija Lukjanenko,  Walentyna Lutajewa,  Tatjana Kotscherhyna,  Sigita Mažeikaitė-Strečen,  Iryna Paltschykowa, Julija Safina,  Larissa Sawkina,  Natalija Scherstjuk-Tymoschkina,  Olha Subarjewa,  Sinajida Turtschyna
- Moskau 1980, Hockey: Bronze, Herren
 Minneula Asisow, Waleri Beljakow, Wiktor Deputatow, Alexander Gontscharow, Alexander Gussew,  Sos Hajrapetjan, Sergei Klewzow, Wjatscheslaw Lampejew, Alexander Mjasnikow,  Michail Nitschepurenko, Leonid Pawlowski, Sergei Pleschakow, Wladimir Pleschakow, Oleg Sagorodnew, Farit Sigangirow, Alexander Sytschow
- Moskau 1980, Hockey: Bronze, Damen
Leila Achmerowa, Natalja Busunowa, Natalja Bykowa, Alina Cham, Nadeschda Filippowa, Ljudmila Frolowa, Lidija Glubokowa, Nelli Gorbatkowa, Jelena Gurjewa, Galina Inschuwatowa, Tatjana Jembachtowa, Natella Krasnikowa, Nadeschda Owetschkina, Walentina Sasdrawnych, Tatjana Schwyganowa, Galina Wjuschanina
- Moskau 1980, Volleyball: Gold, Herren
Wladimir Dorochow, Alexander Jermilow, Wladimir Kondra,  Walerij Krywow,  Fedir Laschtschonow,  Viljar Loor, Oleg Moliboga, Jurij Pantschenko, Wjatscheslaw Saizew, Alexander Sawin,  Pāvels Seļivanovs, Wladimir Tschernyschow
- Moskau 1980, Volleyball: Gold, Damen
 Olena Achaminowa, Jelena Andrejuk, Swetlana Badulina, Ljubow Kosyrewa, Lidija Loginowa, Irina Makogonowa, Swetlana Nikischina, Larissa Pawlowa, Nadeschda Radsewitsch, Natalja Rasumowa, Olga Solowowa, Ljudmila Tschernyschowa
- Moskau 1980, Wasserball: Gold, Herren
Wladimir Akimow,  Oleksij Barkalow, Jewgeni Grischin, Michail Iwanow, Alexander Kabanow,  Sergei Kotenko, Georgi Mschwenijeradse,  Mait Riisman, Jewgeni Scharonow,  Erkin Schagajew, Wjatscheslaw Sobtschenko
- Sarajevo 1984, Eishockey: Gold, Herren
Sinetula Biljaletdinow, Andrei Chomutow, Nikolai Drosdezki, Wjatscheslaw Fetissow, Alexander Gerassimow, Alexei Kassatonow, Alexander Koschewnikow, Wladimir Kowin, Wladimir Krutow, Igor Larionow, Sergei Makarow, Wladimir Myschkin, Wassili Perwuchin, Sergei Schepelew, Alexander Skworzow, Sergei Starikow, Igor Stelnow, Wiktor Tjumenew, Wladislaw Tretjak, Michail Wassiljew
- Calgary 1988, Eishockey: Gold, Herren
Ilja Bjakin, Wjatscheslaw Bykow, Andrei Chomutow, Wjatscheslaw Fetissow, Alexei Gussarow, Sergei Jaschin, Waleri Kamenski, Alexei Kassatonow, Alexander Koschewnikow, Igor Krawtschuk, Wladimir Krutow, Igor Larionow, Andrei Lomakin, Sergei Makarow, Alexander Mogilny, Sergei Mylnikow,  Vitālijs Samoilovs, Anatoli Semjonow, Sergei Starikow, Igor Stelnow, Sergei Swetlow, Alexander Tschornych
- Seoul 1988, Basketball: Gold, Herren
 Alexander Belostenny,  Valdemaras Chomičius, Waleri Goborow,  Šarūnas Marčiulionis,  Igors Miglinieks,  Rimas Kurtinaitis, Wiktor Pankraschkin,  Arvydas Sabonis,  Tiit Sokk, Sergei Tarakanow, Waleri Tichonenko,  Alexander Wolkow
- Seoul 1988, Basketball: Bronze, Damen
Olesja Barel, Olga Burjakina, Jelena Chudaschowa,  Irina Gerliz, Olga Jakowlewa, Olga Jewkowa, Alexandra Leonowa, Irina Minch, Natalja Sassulskaja,  Halina Sawizkaja, Irina Sumnikowa,  Vitalija Tuomaitė
- Seoul 1988, Fußball: Gold, Herren
Alexander Borodjuk, Dmitri Charin, Igor Dobrowolski, Sergei Fokin, Sergei Wadimowitsch Gorlukowitsch,  Arvydas Janonis,  Jewgeni Jarowenko,  Gela Ketaschwili, Jewgeni Kusnezow,  Wolodymyr Ljutyj, Wiktor Lossew,  Oleksij Mychajlytschenko,  Arminas Narbekovas,  İqor Ponomaryov, Alexei Prudnikow, Juri Sawitschew, Igor Skljarow, Wladimir Tatartschuk,  Oleksij Tscherednyk,  Wadym Tyschtschenko
- Seoul 1988, Handball: Gold, Herren
Wjatscheslaw Atawin, Waleri Gopin,  Aljaksandr Karschakewitsch, Andrei Lawrow, Juri Nesterow,  Valdemaras Novickis, Alexander Rymanow,  Konstantin Scharowarow,  Juri Schewzow,  Georgi Swiridenko, Andrei Tjumenzew, Igor Tschumak, Alexander Tutschkin, Michail Wassiljew
- Seoul 1988, Handball: Bronze, Damen
Natalja Anissimowa,  Marina Basanowa,  Tatjana Dschandschgawa, Elina Gussewa,  Laryssa Karlowa, Natalja Lapizkaja,  Switlana Mankowa,  Natalja Morskowa,  Natalija Mytrjuk,  Olena Nemaschkalo,  Natascha Rusnachenko,  Olha Semenowa,  Jewhenija Towstohan,  Sinajida Turtschyna,  Tetjana Horb
- Seoul 1988, Volleyball: Silber, Herren
Jaroslaw Antonow, Jewgeni Krassilnikow, Andrei Kusnezow, Waleri Lossew, Jurij Pantschenko, Igor Runow, Wjatscheslaw Saizew, Juri Sapega, Wladimir Schkurichin, Alexander Sorokolet, Juri Tscherednik,  Raimonds Vilde
- Seoul 1988, Volleyball: Gold, Damen
 Jelena Owtschinnikowa, Swetlana Korytowa, Tatjana Krainowa, Olga Kriwoschejewa, Marina Kumysch, Marina Nikulina, Walentina Ogijenko,  Irina Parchomtschuk,  Olha Schkurnowa,  Tatjana Sidorenko, Irina Smirnowa, Jelena Wolkowa
- Seoul 1988, Wasserball: Bronze, Herren
Dmitri Apanassenko,  Wiktor Berendjuha,  Micheil Giorgadse, Jewgeni Grischin, Michail Iwanow, Alexander Kolotow,  Sergei Kotenko,  Serghei Marcoci,  Nurlan Mengdighalijew, Georgi Mschwenijeradse, Sergei Naumow, Jewgeni Scharonow,  Mykola Smyrnow